# الإسكندرية
الإسْكَنْدَرِيَّة هي العاصمة الثانية لمصر وكانت عاصمتها قديمًا، وهي عاصمة محافظة الإسكندرية وأكبر مدنها، تقع على ساحل البحر الأبيض المتوسط بطول حوالي 55 كم شمال غرب دلتا النيل، على مساحة 2523 كم²، يحدها من الشمال البحر الأبيض المتوسط، ومن الجنوب محافظة البحيرة وبحيرة مريوط حتى الكيلو 71 على طريق القاهرة الإسكندرية الصحراوي، ويحدها من جهة الشرق محافظة البحيرة وخليج أبو قير، ومن الغرب حتى الكيلو 36.30 على الطريق الساحلي الدولي، ومركز برج العرب.
تضم مدينة الإسكندرية الكثير من المعالم المميزة، إذ يوجد بها أكبر موانئ مصر البحرية وهو ميناء الإسكندرية الذي يمر به نحو 60% من إجمالي الواردات والصادرات المصرية، وتضم أيضًا مكتبة الإسكندرية الجديدة التي تحتوي على أكثر من ثمانية ملايين كتاب، وتستقبل حوالي 1.5 مليون زائر سنويًا، كما تضم العديد من المتاحف مثل متحف الإسكندرية القومي والمتحف اليوناني الروماني، والمواقع الأثرية مثل قلعة قايتباي وعمود السواري، بلغ عدد سكان مدينة الإسكندرية في 1 يوليو 2017 حوالي 5039975 نسمة، يعمل سكانها في مختلف الأنشطة الاقتصادية، وتنقسم الإسكندرية إلى تسعة أحياء إدارية هي: حي أول المنتزة، حي ثان المنتزة، حي شرق، حي وسط، حي غرب، حي الجمرك، حي العجمي، حي أول العامرية، وحي ثان العامرية.
بدأ العمل على إنشاء الإسكندرية على يد الإسكندر الأكبر سنة 331 ق.م.، عن طريق ردم جزء من المياه يفصل بين جزيرة ممتدة أمام الساحل الرئيسي تدعى "فاروس" بها ميناء عتيق، وقرية صغيرة تدعى "راكتوس" أو "راقودة"، يحيط بها قرى صغيرة أخرى تنتشر كذلك ما بين البحر وبحيرة مريوط، واتخذها الإسكندر الأكبر وخلفاؤه عاصمة لمصر لما يقرب من ألف سنة، حتى الفتح الإسلامي لمصر على يد عمرو بن العاص سنة 641، اشتهرت الإسكندرية عبر التاريخ من خلال العديد من المعالم مثل مكتبة الإسكندرية القديمة والتي كانت تضم ما يزيد عن 700000 مجلّد، وفنار الإسكندرية والتي اعتبرت من عجائب الدنيا السبع، وذلك لارتفاعها الهائل الذي يصل إلى حوالي 120 مترًا، وظلت هذه المنارة قائمة حتى دُمرت جراء زلزال قوي سنة 1307.
يرى بعض المؤرخين أن اختيار الإسكندر الأكبر لمدينة الإسكندرية كي تكون عاصمة لدولته، استهدى في ذلك بتوجيه معلمه الروحي هوميروس في ملحمة الأوديسة، حيث ذهب تليماخوس ابن أوديسيوس ملك إيثاكا، إلى مينلاوس ملك إسبرطة يسأله إن كان يعرف شيئا عن مصير والده المختفي، فحكى مينلاوس عن أهوال الحرب وشجاعة ملك إيثاكا وجيشه المفقود، وأنه بعدما أضنى التعب جيوشهم، بلغوا شواطئ مصر، عند جزيرة فاروس، وهناك كما يقول ملك إسبرطة: «كان في مقدورنا أن نُروى من كوثر هذه البلاد التي تجري من تحتها الأنهار».

## التاريخ

### العصور القديمة

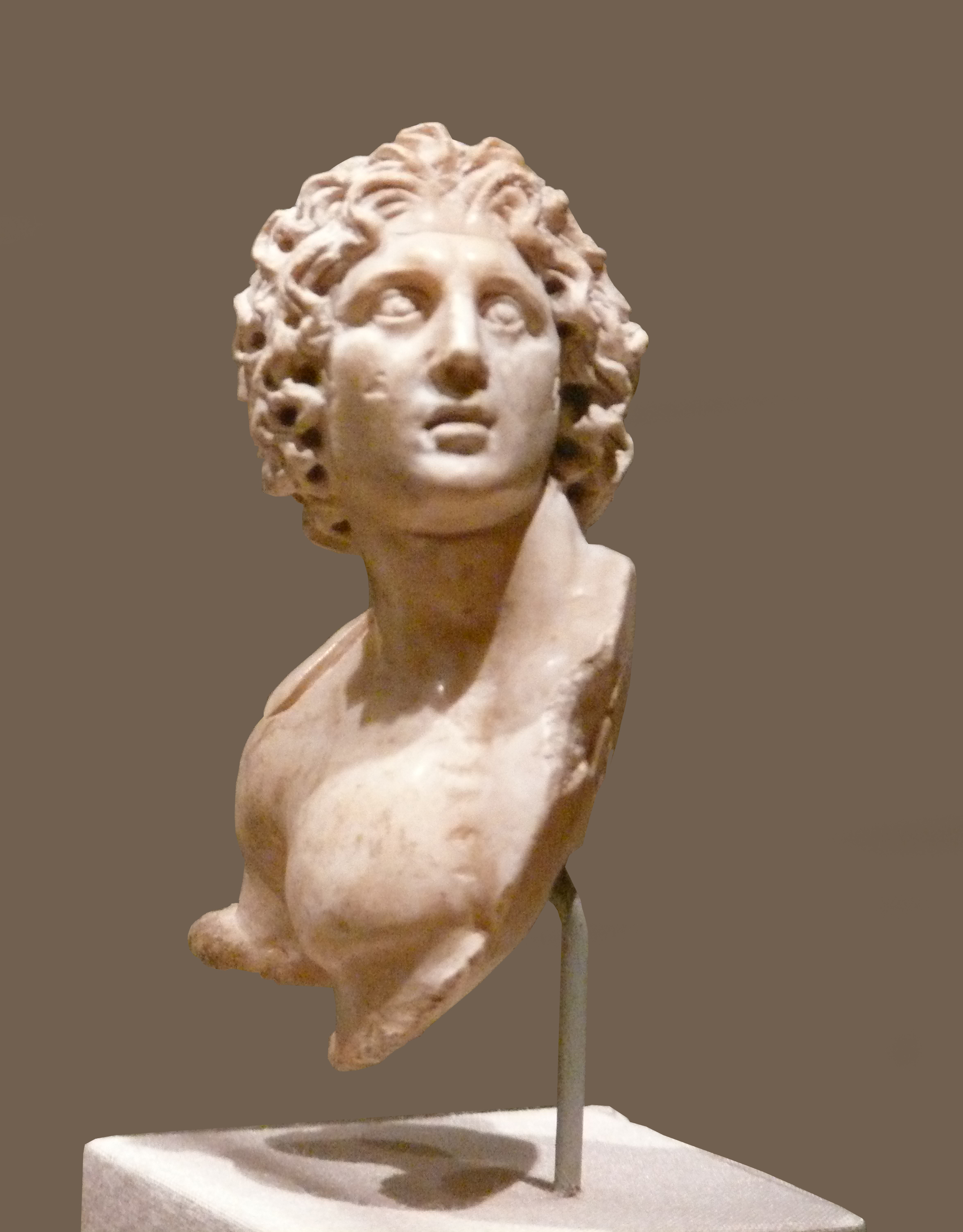
منحوتة مصرية من المرمر لرأس الإسكندر الأكبر، مؤسس الإسكندرية

في بداية القرن الرابع قبل الميلاد، لم تكن الإسكندرية سوى قرية صغيرة تدعى "راكتوس" أو "راقودة" يحيط بها قرى صغيرة، يقول عنها علماء الآثار أنها ربما كانت تعدّ موقعًا استراتيجيًا لطرد الأقوام التي قد تهجم من حين إلى آخر من الناحية الغربية لوادي النيل، أو لربما كانت «راكتوس» مجرد قرية صغيرة تعتمد على الصيد ليس إلا، وعلى امتداد الساحل الرئيسي للقرية توجد جزيرة تسمى "جزيرة فاروس" يوجد بها ميناء يخدم الجزيرة والقرى الساحلية معًا، في ذلك الوقت كانت مصر تحت الاحتلال الفارسي منذ سقوط حكم الفراعنة والأسرة الثلاثون سنة 343 ق م، ولم تكن مصر الوحيدة الواقعة تحت احتلال الفرس، فقد كانت بلاد الشام والعراق واقعة تحت هذا الاحتلال، وفي مقابل قوة الفرس كانت قوة الاغريق في ازدياد سريع، وبدأت المواجهة بينهما في ربيع سنة 334 ق.م، واستمرت المعارك بينهما حتى دخل الإسكندر الأكبر مدينة صور ومن ثم إلى غزة حتى أتم دخول مصر سنة 333 ق م.
بعد دخول الإسكندر الأكبر مصر وطرده للفرس منها، استقبله المصريون بالترحاب نظرًا للقسوة التي كانوا يُعاملون بها تحت الاحتلال الفارسي، ولكي يؤكد الإسكندر الأكبر أنه جاء إلى مصر صديقًا وحليفًا وليس غازيًا مستعمرًا، اتجه لزيارة معبد الإله آمون إله مصر الأعظم في ذلك الوقت، فذهب إلى المعبد في واحة سيوة، وأجرى له الكهنة طقوس التبني ليصبح الإسكندر الأكبر ابنًا للإله آمون، ولُقب فيما بعد بابن آمون،  وفي طريقه إلى المعبد مرّ بقرية للصيادين كانت تُسمى «راقودة»، فأعجب بالمكان وقرر أن يبني مدينة تحمل اسمه لتكون نقطة وصل بين مصر واليونان وهي مدينة الإسكندرية (باليونانية القديمة: Ἀλεξάνδρεια ἡ κατ' Αἴγυπτον؛ وباليونانية الحديثة: Αλεξάνδρεια)، وعهد ببنائها إلى المهندس دينوقراطيس، والذي شيدها على نمط المدن اليونانية، ونسقها بحيث تتعامد الشوارع الأفقية على الشوارع الرأسية،  وكذلك إنشاء جسر يصل بين الجزيرة والقرية أُطلق عليه "هيبتاستاديون"، وبعد عدة شهور ترك الإسكندر مصر متجهًا نحو الشرق ليكمل باقي فتوحاته، ففتح بلاد فارس، لكن طموحاته لم تتوقف عند هذا الحد بل سار بجيشه حتى وصل إلى الهند وآسيا الوسطى، وبينما كان الإسكندر هناك فاجأه المرض الذي لم يدم طويلاً حيث داهمه الموت بعد عشرة أيام وهو لم يتجاوز الإثنين والثلاثين من عمره.
اتسمت الإسكندرية في مطلعها بالصبغة العسكرية كمدينة للجند الإغريق، ثم تحولت أيام البطالمة الإغريق إلى مدينة ملكية بحدائقها وأعمدتها الرخامية البيضاء وشوارعها المتسعة،  وتحوّلت في ذلك الحين إلى عاصمة لمصر، وأصبحت إحدى حواضر العلوم والفنون بعد أن شيَد فيها البطالمة عددًا من المعالم الكبرى مثل مكتبة الإسكندرية التي تُعد أول معهد أبحاث حقيقي في التاريخ، وفنار الإسكندرية التي أصبحت أحد عجائب الدنيا السبع في العالم القديم، وكانت تطل على البحر وجنوب شرقي الميناء الشرقي الذي كان يطلق عليه الميناء الكبير؛ إذا ما قورن بينه وبين ميناء هيراكليون عند أبو قير على فم أحد روافد النيل القديمة التي اندثرت، وحالياً انحسر مصب النيل ليصبح على بعد 20 كيلومتراً من أبوقير عند رشيد.
خضعت المدينة اسميًا للرومان سنة 80 ق م، وفقًا لرغبة بطليموس العاشر، واستمر الأمر على هذا المنوال قرابة قرن من الزمن قبل أن تسقط بيد يوليوس قيصر بعد حصار الإسكندرية (47 ق.م)، عندما استغلت روما النزاع والحرب الأهلية القائمة بين بطليموس الثالث عشر ومستشاريه وشقيقته كليوبترا السابعة، وبعد عدة معارك انتصر قيصر وتم قتل أخيها، وبذلك استطاعت كليوباترا الانفراد بحكم مصر، وعلى أحد آراء بعض المؤرخين فقد تم حرق مكتبة الإسكندرية الشهيرة في ذلك الوقت في صراع يوليوس قيصر مع بطليموس الثالث عشر. سقطت المدينة بيد القائد «أوكتافيوس» الذي أصبح لاحقًا الإمبراطور «أغسطس» في 1 أغسطس سنة 30 ق م، بعد معركة الإسكندرية، وبهذا أصبحت مصر ولاية رومانية، ظلت الإسكندرية أكبر مدينة في الإمبراطورية الرومانية الواسعة بعد روما العاصمة، وأقدم الرومان على عمل العديد من الإصلاحات فيها، فقاموا بتجديد وإعادة حفر القناة القديمة التي كانت تربط نهر النيل والبحر الأحمر لخدمة التجارة، وكذلك فقد أعطى الرومان لليهود في الإسكندرية والذين كانوا يمثلون جزءًا أساسيًا من التركيبة السكانية للمدينة، حريات كثيرة وسُمح لهم بإدارة شئونهم الخاصة.
غير أن كل ذلك لم يوقف حركات التمرد والتوتر في المدينة والتي وصف أحد الكتاب القدماء أهلها بأنهم "الأكثر رغبة في الثورة والقتال من أي قوم آخر"، فمن أعمال الشغب في الإسكندرية سنة 38 وتمرد اليهود سنة 116، والتوتر المتواصل بين اليهود واليونان على مسائل قديمة، فضلاً عن احتجاج السكندريون بصفة عامة على الحكم الروماني، والذي أدى سنة 215 وعلى إثر زيارة الإمبراطور الروماني إلى الإسكندرية إلى قتل ما يزيد عن عشرين ألف سكندري بسبب قصيدة هجاء قيلت في الرجل، غير أن من أهم أسباب الاضطراب هو أن العالم قد شهد أحد أهم الأحداث في التاريخ وهو ميلاد الديانة المسيحية، والتي تزامنت مع بداية الحكم الروماني في مصر، وحيث أن الديانة الجديدة بدأت تجذب الكثير من المصريين وتدعوهم إلى نبذ الوثنية وعبادة الله، فقد بدأ عصر جديد من الاضطهاد حيث كانت روما تريد فرض عبادة الإمبراطور وكذلك العبادات الوثنية على المصريين. ضربت موجة تسونامي هائلة المدينة بتاريخ 21 يوليو 365،  جرّاء زلزال وقع بالقرب من جزيرة كريت، ونجم عنها خراب ودمار كبيرين.
اكتسبت المسيحية قوة كبيرة رغم كل النزاعات وذلك في مواجهة ديانة باقي المصريين من الوثنيين وخاصة في عهد الإمبراطور ثيودوسيوس الكبير (378-395) الذي أصدر مرسوماً ببطلان العبادات الوثنية، فعقد بطريرك الإسكندرية ثيوفيلوس (385-412) عزمه على تنفيذ المرسوم الإمبراطوري بدقة وحزم وقد عاونه اتباعه وقوات الإمبراطور، فتم تدمير عدد من المعابد الوثنية وتحويل بعضها الآخر إلى كنائس مثل معبد سرابيوم المقام للإله سيرابيس وذلك سنة 391 حيث شيدت على أطلاله كنيستان.

### العصور الوسطى

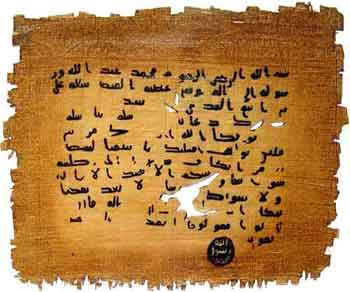
رسالة النبي محمد بن عبد الله إلى المقوقس، ملك الروم في مصر وبطريرك الإسكندرية.

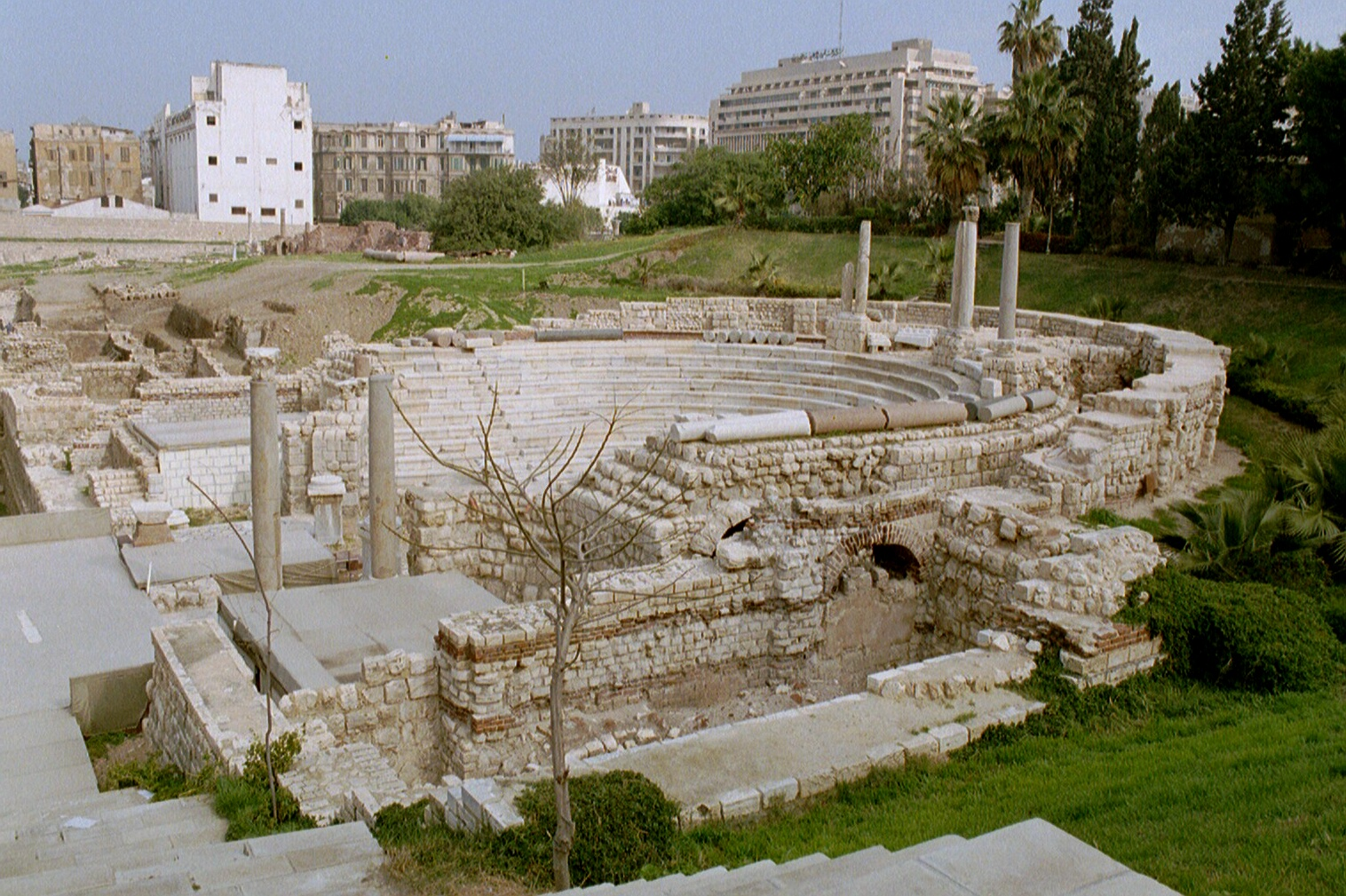
المسرح الروماني، أبرز المعالم الرومانية الباقية في الإسكندرية.

خضعت الإسكندرية للإمبراطورية البيزنطية بعد انقسام الإمبراطورية الرومانية إلى قسمين غربي روماني وشرقي رومي بيزنطي، وفي القرن السابع الميلادي كانت الإمبراطورية البيزنطية قد وصلت إلى حالة بالغة من الضعف، فشجع ذلك الإمبراطورية الفارسية الساسانية في الشرق على الهجوم على ممالكها واحتلال الشام ومصر، فدخل الفرس الإسكندرية ونهبوا المدينة وقتلوا الكثير من أهلها، لكن الحكم الفارسي لم يدم إلا بضع سنين حيث استطاع الإمبراطور هرقل استرداد ممالكه ورجعت الإسكندرية من جديد تابعة للإمبراطورية البيزنطية، وقد أراد هرقل تعيين بطريرك قوي في الإسكندرية يسند له الرئاسة السياسية بجانب سلطته الدينية ليكون قادر على قهر الأقباط وإرغامهم على اتباع مذهب المونوثيليتية فعين بطريركًا رومانيًا يدعى «كيرس» والمعروف عند مؤرخي العرب باسم «المقوقس»، لتحقيق هذه الغاية، إلا أنه فشل في ذلك، وخلال هذا العهد كان الإسلام قد برز في شبه الجزيرة العربية واستقطب أعدادًا كبيرة من الناس، وكان النبي محمد قد أرسل إلى حكام الدول المجاورة رسائل يدعوهم فيها إلى الإسلام، وكان المقوقس من ضمن هؤلاء الحكام.

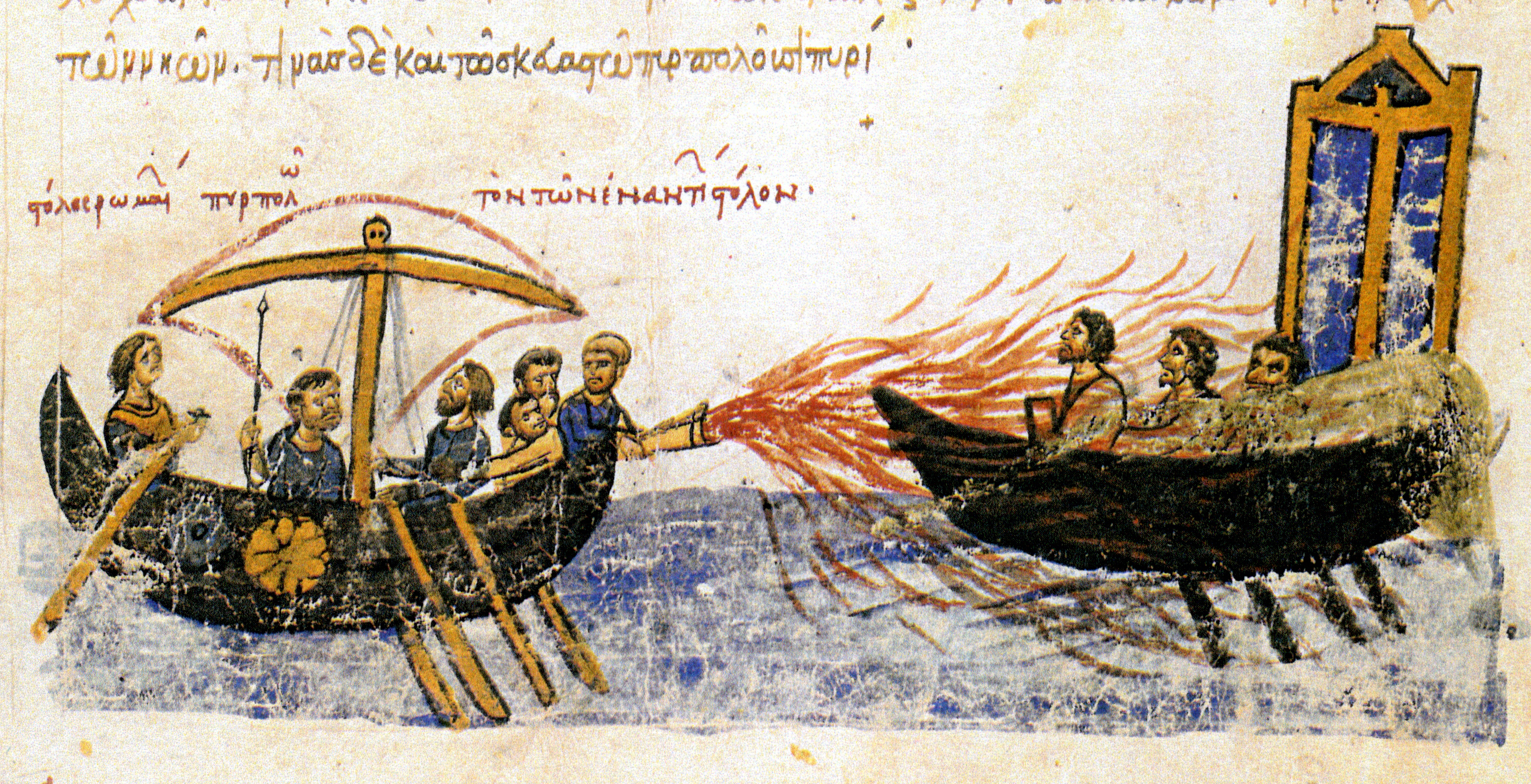
الروم يستخدمون النار الإغريقية في معركة ذات الصواري التي خضعت الإسكندرية بعدها للحكم الإسلامي العربي.

بعد وفاة النبي محمد، خرج العرب المسلمون من شبه الجزيرة العربية لنشر الإسلام في أنحاء العالم المعروف، فانطلق عمرو بن العاص من القدس إلى مصر، بعد أن شاور الخليفة عمر بن الخطاب، سالكًا الطريق التي سلكها قبله قمبيز والإسكندر الأكبر، واصطدمت القوة العربية بالروم في مدينة الفرما مدخل مصر الشرقي، فسقطت المدينة بيد عمرو، ثم تبعتها بلبيس، وكان المقوقس عامل الروم على مصر قد تحصن بحصن إزاء جزيرة الروضة على نهر النيل، ورابط عمرو في عين شمس، ولما وصلت الإمدادات من الخليفة عمر، تقاتل الفريقان في منتصف الطريق بين المعسكرين،  فانهزم المقوقس واحتمى بالحصن، ولمّا ضيّق عمرو عليه الحصار اضطر إلى القبول بدفع الجزية،  وتابع عمرو استيلائه على المدن المصرية ولم يبق إلا الإسكندرية عاصمة الديار المصرية وثانية حواجز الإمبراطورية البيزنطية، وكان الاسطول البيزنطي يحميها من البحر، ولكن شدّة الغارات البريّة العربية، وموت هرقل وارتقاء ابنه قسطنطين الثاني عرش الإمبراطورية وكان حديث السن، جعلت الروم يوافقون على شروط الصلح، فجلت قواتهم وأسطولهم عن المدينة ودخلها المسلمين فاتحين، وأطلقوا الحرية الدينية للأقباط وأمّنوهم على ممتلكاتهم وأرواحهم.

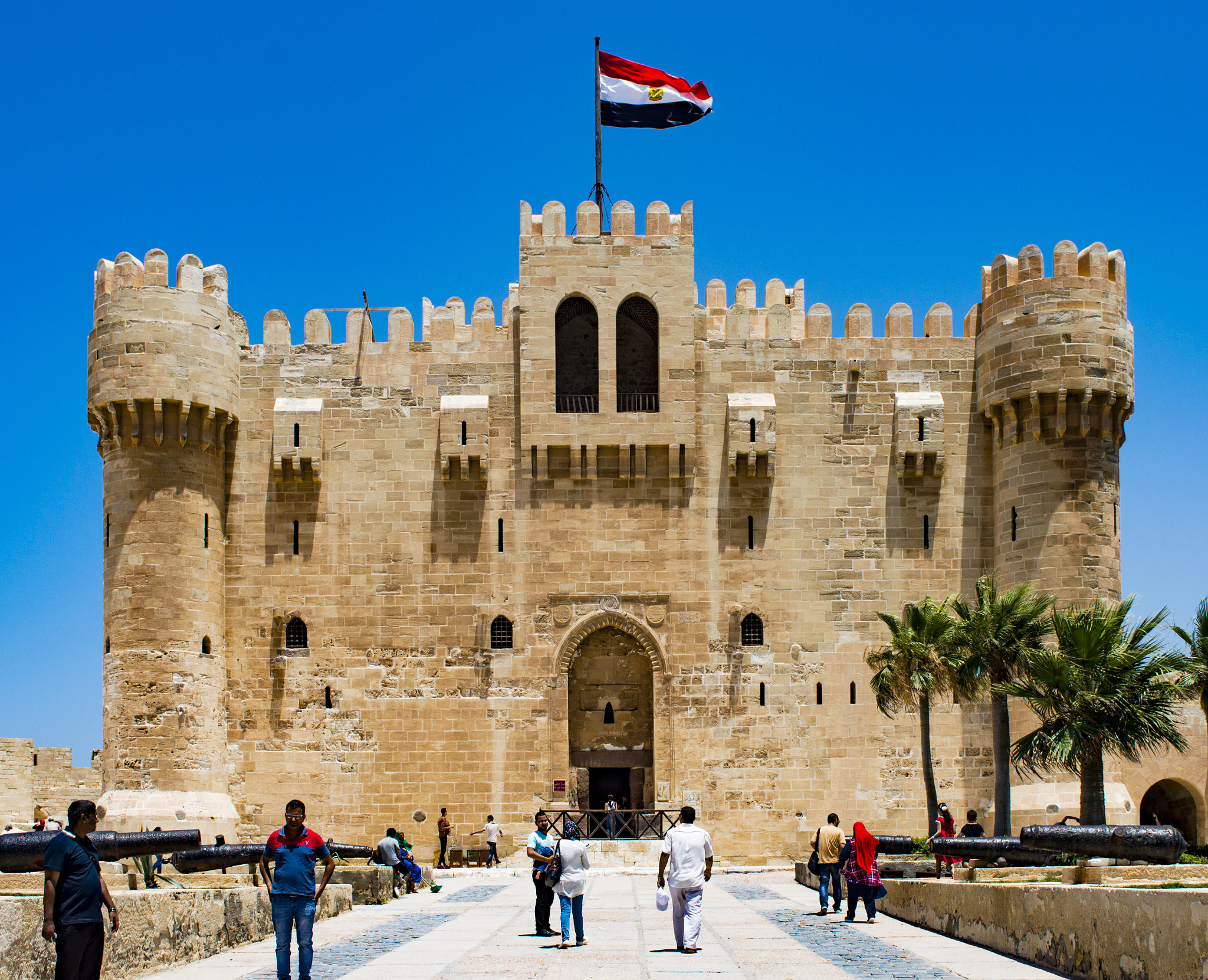
قلعة قيتباي شيدها السلطان المملوكي "قايتباي" في نفس موقع منارة الإسكندرية.

ولكن بعد مدة قصيرة من السيطرة على المدينة قام البيزنطيون بهجوم مضاد ليستعيدوا المدينة من جديد إلا أن عمرو بن العاص استطاع هزيمتهم ودخل الإسكندرية مرة أخرى في صيف سنة 646، ورحب الأقباط في الإسكندرية بقيادة البطريرك بنيامين الأول بالمسلمين ترحيبًا بالغًا وبذلك فقدت الإمبراطورية البيزنطية أغنى ولاياتها إلى الأبد، فقدت الإسكندرية مكانتها السياسية بعد ذلك بسبب اتخاذ عمرو بن العاص من الفسطاط عاصمة له بدلاً منها، لكنها استمرت الميناء الرئيسي لمصر وأبرز مرافئها التجارية، نشطت حركة التجارة في الإسكندرية خلال العهد الإسلامي، كذلك تم بناء سور جديد للمدينة، ووفد إليها الكثير من العلماء من أمثال الإمام الشاطبي والحافظ السلفي وابن خلدون وغيرهم الذين أثروا الحركة العلمية للمدينة، ومن المعالم التي تركتها المرحلة الأولى للفتح ضريح وجامع أبو الدرداء أحد صحابة النبي محمد في منطقة العطارين والذي شارك في فتح مصر.
تعرضت الإسكندرية لحصار عُرف بحصار الإسكندرية (1174) من جانب الأسطول الصقلي كجزء من الحملات الصليبية ضد الشرق، إلا أنه فشل فشل ذريعًا، وتعرضت كذلك لعدة زلازل قوية سنة 956 ثم 1303 ثم 1323 أدت إلى تحطم فنار الإسكندرية ولم يبق منها سوى الأساس الحجري الذي شيدت عليه قلعة قايتباي في منتصف القرن الخامس عشر الميلادي، كما تعرضت الإسكندرية لهجمات صليبية كان أخرها في أكتوبر سنة 1365 عانت فيها من أعمال قتل دون تمييز بين مسلم ومسيحي ونهب وضربت المساجد،  إلا أنه وفي سنة 1480 قام السلطان المملوكي قايتباي ببناء حصن للمدينة لحمايتها في نفس موقع المنارة والمعروفة الآن بقلعة قايتباي، حيث حظيت الإسكندرية في عهده بعناية كبيرة، وقد هيأت الدولة المملوكية وسائل الراحة لإقامة التجار الأوروبيين في مينائي الإسكندرية ودمياط فبنيت دور الإقامة ووضعت تحت تصرف التجار حتى يعيشوا وفق النمط الذي اعتادوه في بلادهم، وفي وقت لاحق فقدت الإسكندرية الكثير من أهميتها بعد اكتشاف طريق رأس الرجاء الصالح في سنة 1498 وتحوّل طريق التجارة إلى المحيط الأطلسي بدلاً من البحر الأبيض المتوسط، وكذلك بعد جفاف فرع نهر النيل والقناة التي كانت تمد المدينة بالمياه العذبة.

### العصور الحديثة

بونابرت يدخل الإسكندرية في الثالث من يوليو سنة 1798.

خضعت الإسكندرية مع باقي مصر إلى الحكم العثماني بعد انتصار السلطان سليم الأول على المماليك في معركة الريدانية ودخل مصر سنة 1517، شهدت الإسكندرية أحداثًا مهمة خلال القرن الثامن عشر تمثلت بالحملة الفرنسية على مصر ودخول الجنود الفرنسية بقيادة نابليون بونابرت الإسكندرية في أوائل يوليو 1798 بدون مقاومة تُذكر، واعتبرت الدولة العثمانية احتلال بونابرت لمصر اعتداءً عليها، ووقف الإنجليز والروس إلى جانب العثمانيين وعرضوا المساعدة على الباب العالي لإخراج الفرنسيين من مصر،  وسرعان ما التحمت القوات البريطانية مع الفرنسية في معركة الإسكندرية (1801) في معركة أدت لخروج القوات الفرنسية من مصر،  لتدخل الإسكندرية ومصر بصفة عامة مرحلة جديدة مليئة بالنهضة في جميع المجالات.

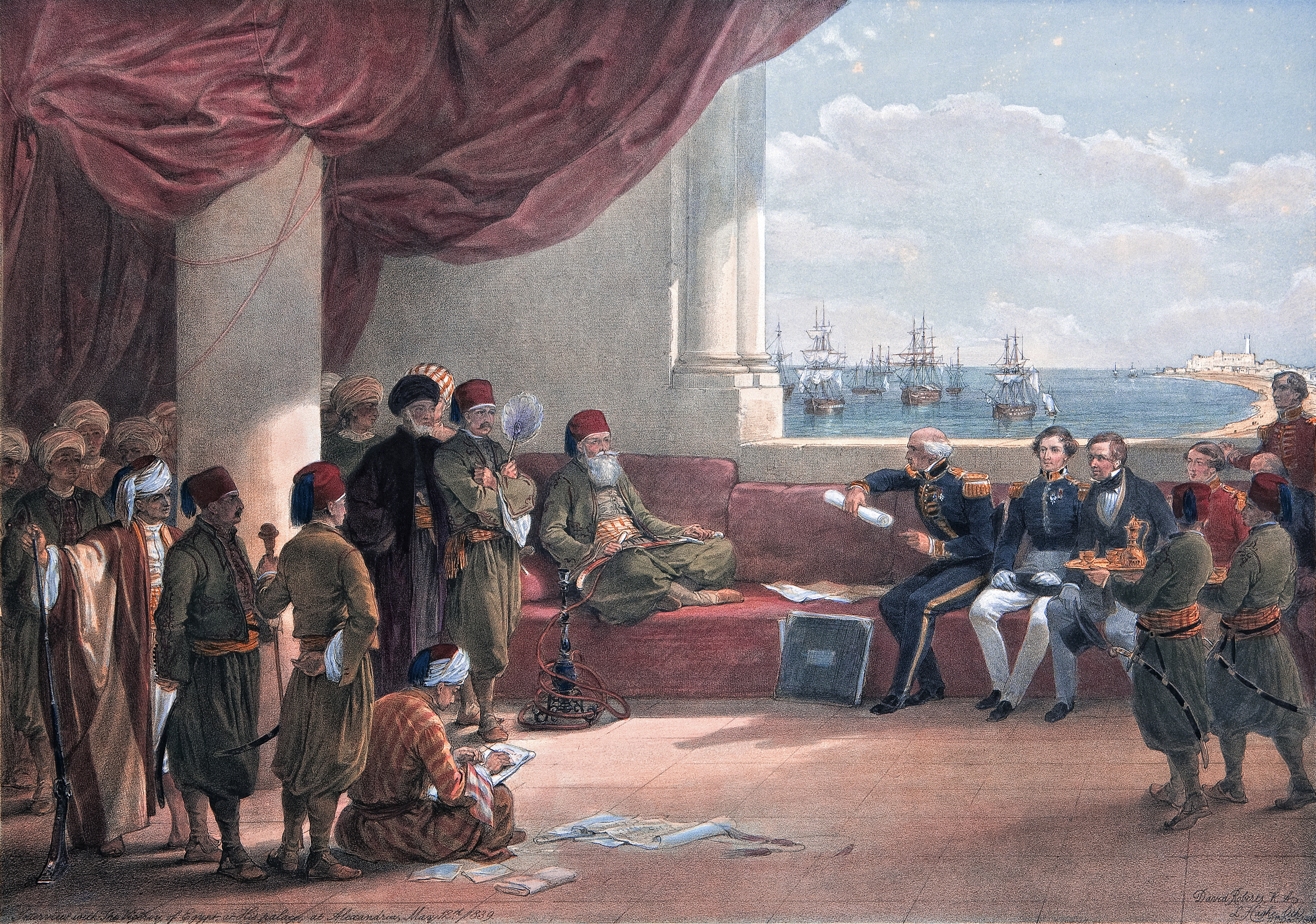
الوالي محمد علي باشا يستقبل وفدًا من السفراء الأوروبيين في قصره بالإسكندرية.

تدين الإسكندرية لمحمد علي باشا بالنهضة حيث أنه أعاد للمدينة الحياة بعدّة وسائل ففي سنة 1820 تم الانتهاء من حفر قناة المحمودية لربط الإسكندرية بنهر النيل مما كان له الفضل في إنعاش اقتصاد الإسكندرية،  وقد صمم الميناء الغربي كي يكون هو الميناء الرسمي لمصر وتم بناء منارة حديثة عند مدخله، كذلك فإن منطقة المنشية هي بالأساس من تصميم مهندسيه، كما شيد محمد علي عند رأس التين مقره المفضل وأصبحت الإسكندرية هي مقر قناصل الدول الغربية مما جعل لها شخصية أوروبية حيث جذبت العديد من الفرنسيين واليونانيين واليهود والشوام بسبب الانتعاشة التي حظيت بها المدينة،  كما أنشأ دار الصناعة البحرية في المدينة والتي يطلق عليها حالياً "ترسانة الإسكندرية"، وذلك لتلبية احتياجات الأسطول المصري على يد المهندس الفرنسي سيريزى بك.

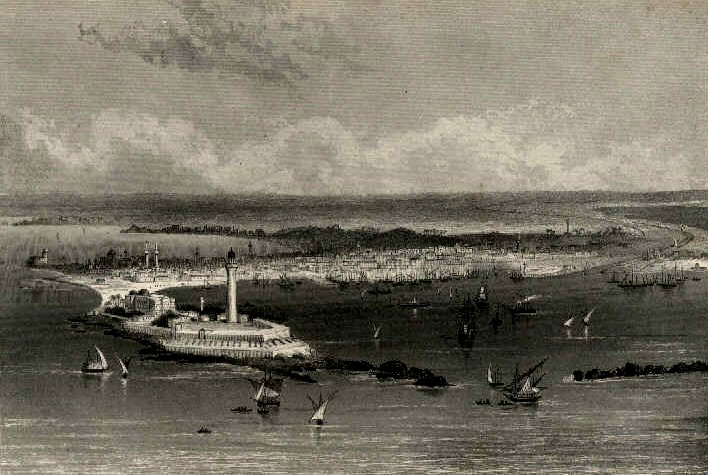
ميناء الإسكندرية سنة 1870.

أصبحت الإسكندرية منذ تولي محمد علي الحكم وخلال المائة وخمسين سنة التالية أهم ميناء في البحر المتوسط ومركزًا مهما للتجارة الخارجية،  ومقرًا لسكان متعددي الأعراق واللغات والثقافات، وتحت حكم خلفاء محمد علي استمرت الإسكندرية في النمو الاقتصادي، فشهدت في عهد الخديوي إسماعيل تحديداً اهتماماً يُشابه الاهتمام الذي أولاه لتخطيط مدينة القاهرة، فأنشأ بها الشوارع والأحياء الجديدة وتمت إنارة الأحياء والشوارع بغاز المصابيح بواسطة شركة أجنبية،  وأنشأت بها جهة خاصة للاعتناء بتنظيم شوارعها وللقيام بأعمال النظافة والصحة والصيانة فيها، ووضعت شبكة للصرف الصحي وتصريف مياه الأمطار،  وتم رصف الكثير من شوارع المدينة، وقامت إحدى الشركات الأوروبية بتوصيل المياه العذبة من منطقة المحمودية إلى المدينة وتوزيعها بواسطة "وابور مياه" الإسكندرية، وأنشأت في المدينة مباني ضخمة وعمارات سكنية فخمة في عدد من الأحياء كمنطقة محطة الرمل وكورنيش بحري.

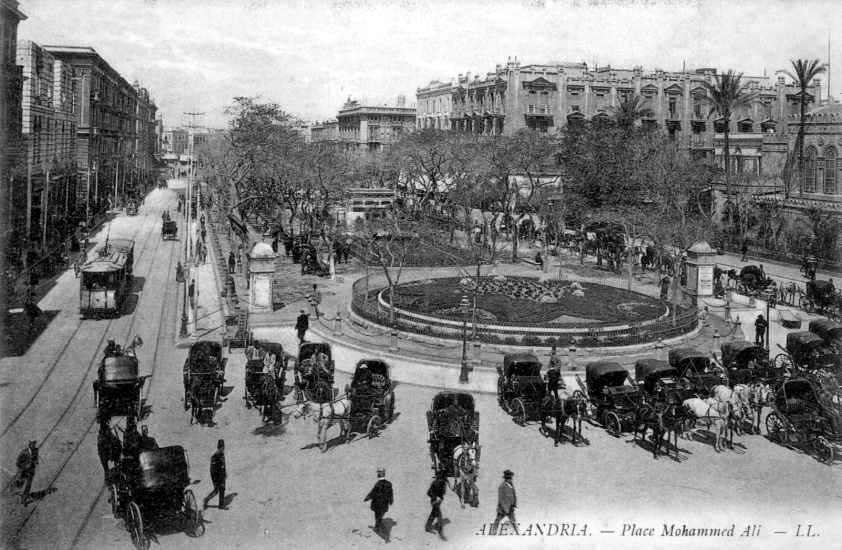
ميدان محمد علي بمنطقة المنشية سنة 1915.

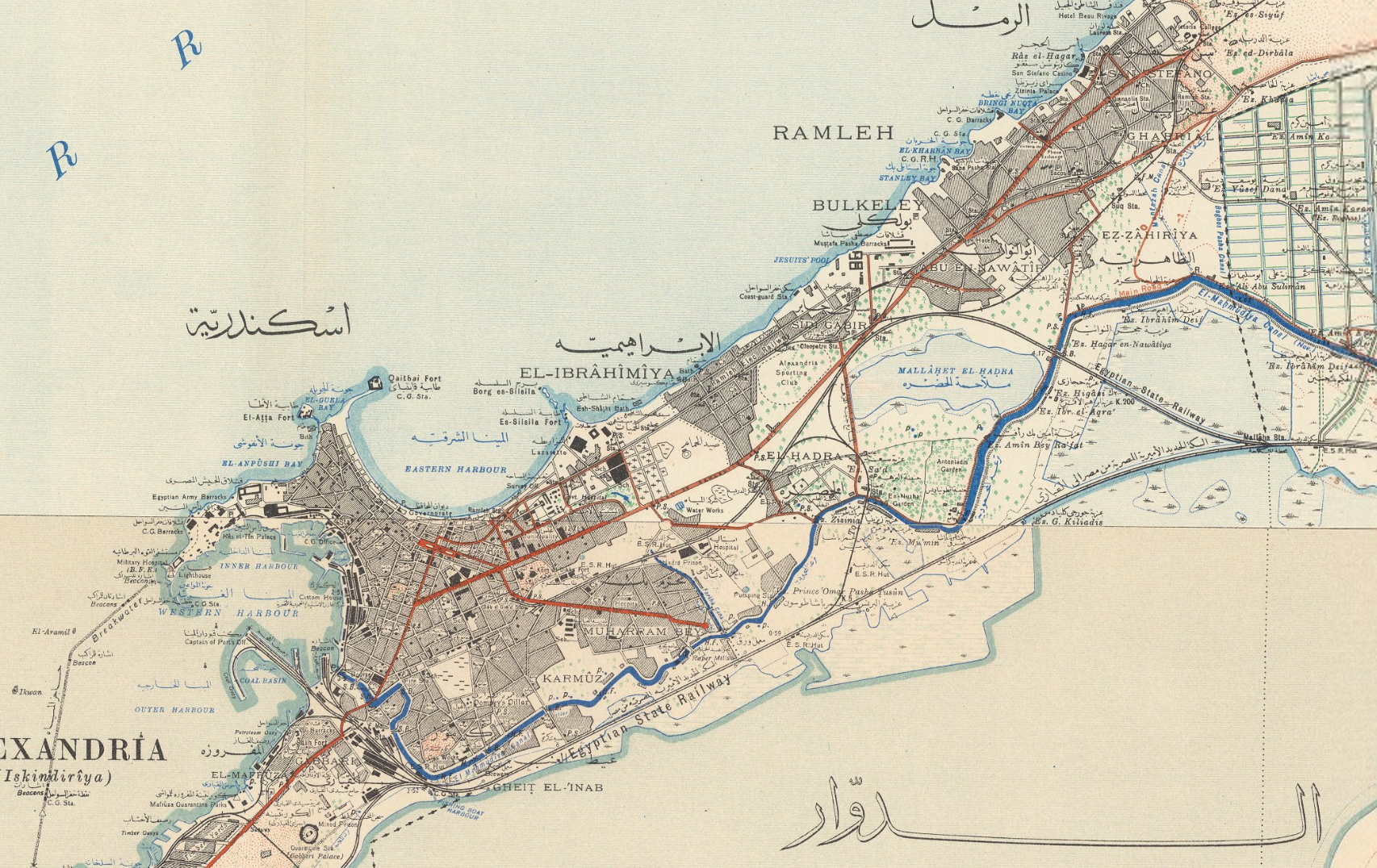
خريطة للمدينة من سنة 1915

تعرضت الإسكندرية خلال هذه العصر الحديث إلى الكثير من الأحداث وخاصة بعد مذبحة الإسكندرية وعند بداية الاحتلال البريطاني لمصر، حيث قام الأسطول البريطاني بقصف الإسكندرية لمدة يومين متواصلين حتى استسلمت المدينة معلنةً بداية الاحتلال البريطاني لمصر،  والذي دام لسبعين عامًا،  وتحت الاحتلال البريطاني زاد عدد الأجانب وخاصة اليونان الذين أصبحوا يمثلون مركزًا ثقافيًا وماليًا مهم في المدينة،  وتحولت الإسكندرية وقناة السويس إلى مواقع إستراتيجية مهمة للقوات البريطانية،  تعرضت المدينة لأضرار هائلة في فترة الحرب العالمية الثانية،  حيث كانت تقصفها الطائرات الحربية لدول المحور خصوصًا الإيطالية والألمانية ما تسبب في دمار ومقتل المئات واعتبرت الإسكندرية أكثر المدن المصرية تضرراً من تلك الحرب،  وبعد نهاية الحرب العالمية الثانية وقيام حركة 23 يوليو 1952 أُلغيت الملكية في مصر وغادر الملك فاروق الأول آخر ملوك الأسرة العلوية إلى المنفى،  وقامت الجمهورية المصرية على أنقاض المملكة بقيادة جمال عبد الناصر الذي أعلن من الإسكندرية وبالتحديد في ميدان المنشية تأميم قناة السويس،  وقد قلت أعداد الجاليات الأجنبية في الإسكندرية بعد سياسة التأميم التي اتبعها عبد الناصر وكذلك بسبب الحروب التي خاضتها مصر مع إسرائيل، إلا أنه ما يزال هناك جالية يونانية بسيطة في المدينة. وفي 12 سبتمبر 1955 تعرضت الإسكندرية لزلزال بقوة 6.3 على مقياس ريختر، تسبب في في مقتل 18 شخصًا وإصابة 89 شخصًا حيث انهار 40 منزلًا بالكامل و420 منزلًا بشكل جزئي، وكان للإسكندرية حضور سياسي حيث استضافت مؤتمر قمة الدول العربية 1964 والذي أقُيم في قصر المنتزه بحضور أربعة عشر زعيمًا عربيًا.

### المرحلة المعاصرة

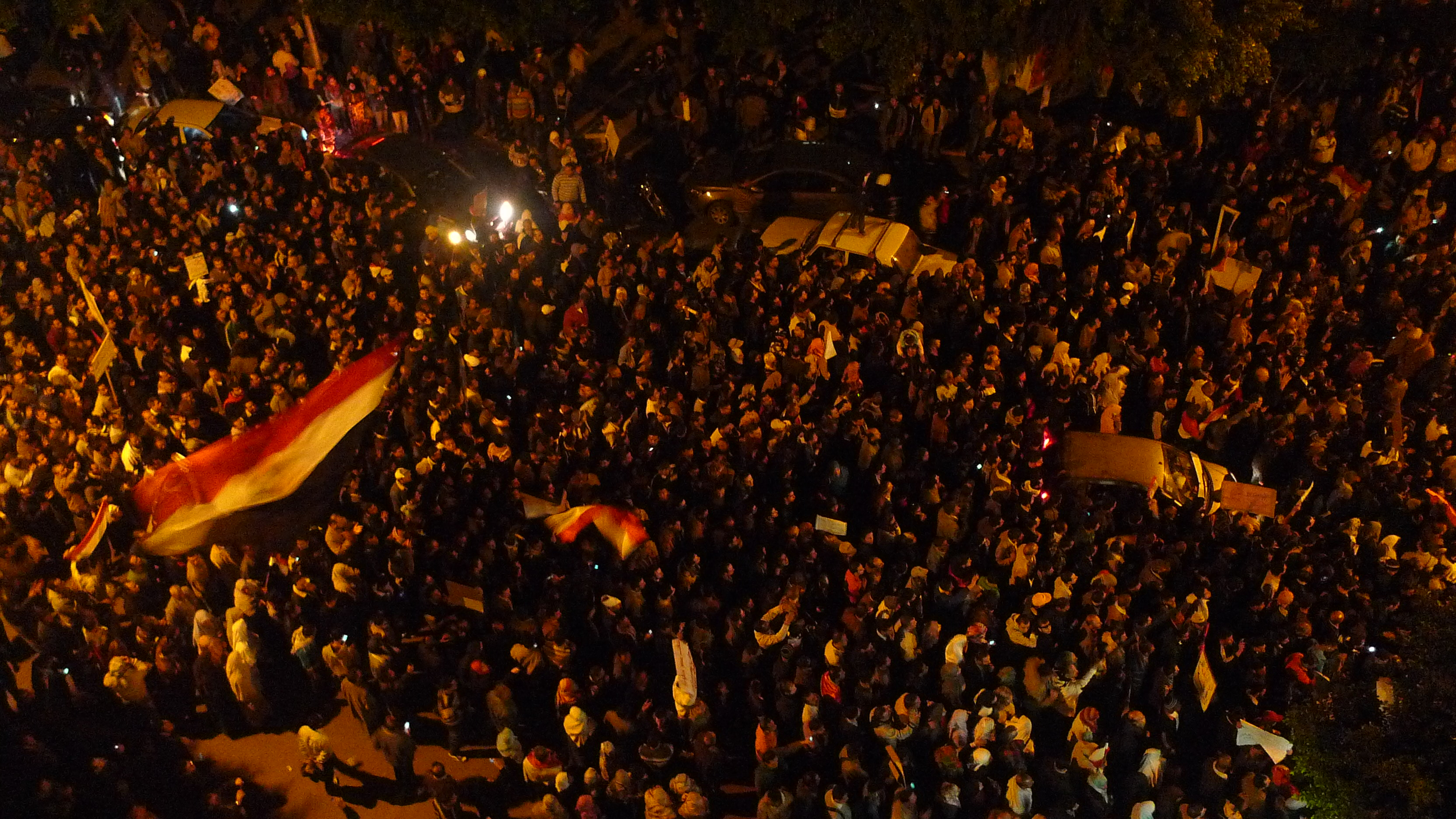
جانب من المظاهرات المطالبة بتنحي حسني مبارك في منطقة سيدي جابر.

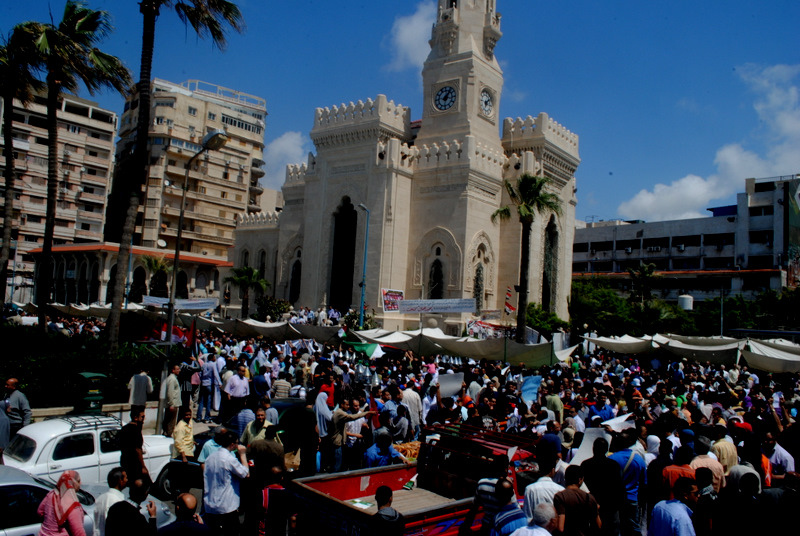
مظاهرات مطالبة بتنحي مبارك سنة 2011 عند مسجد القائد إبراهيم.

بعد بداية سنة 2011 بعشرين دقيقة حدث انفجار كبير أمام كنيسة القديسين في منطقة سيدي بشر أثناء الاحتفالات بعيد الميلاد للكنائس الشرقية، نجم عنه 24 قتيلًا (بينهم مسلمون) كما أصيب 97 شخصًا،  أحدثت هذه العملية صدمة في مصر وفي العالم كله، واتهمت وزارة الداخلية المصرية تنظيم جيش الإسلام الفلسطيني بالمسئولية عن الحادث،  واحتج كثير من المسيحيين في الشوارع وهتفوا بشعارات ضد نظام حكم مبارك، وانضم بعض المسلمين للاحتجاجات، وحدثت اشتباكات بين الشرطة والمحتجين في الإسكندرية والقاهرة.
بعد نجاح الثورة التونسية وإسقاط نظام الرئيس زين العابدين بن علي،  انتقلت روح الثورة إلى مصر، فخرج الآلاف من الأشخاص إلى شوارع القاهرة والإسكندرية وغيرها من المدن المصرية مطالبين بتحسين الوضع المعيشي وخفض الأسعار وتحسين الوضع الاجتماعي للناس. وقد بدأت المظاهرات بالإسكندرية بمنطقة المنشية والعطارين ومحطة الرمل والمنتزه وسيدي جابر. وقد تعاظم شأنها وازداد عدد المشاركين بها مع مرور الوقت، مطالبين بتنحي الرئيس حسني مبارك، أسفرت المظاهرات التي بدأت في 25 يناير عن تنحي حسني مبارك،  فكان من شأن ذلك تهدئة الأوضاع بعض الشيء في المدينة وتفريق المتظاهرين.

## الجغرافيا

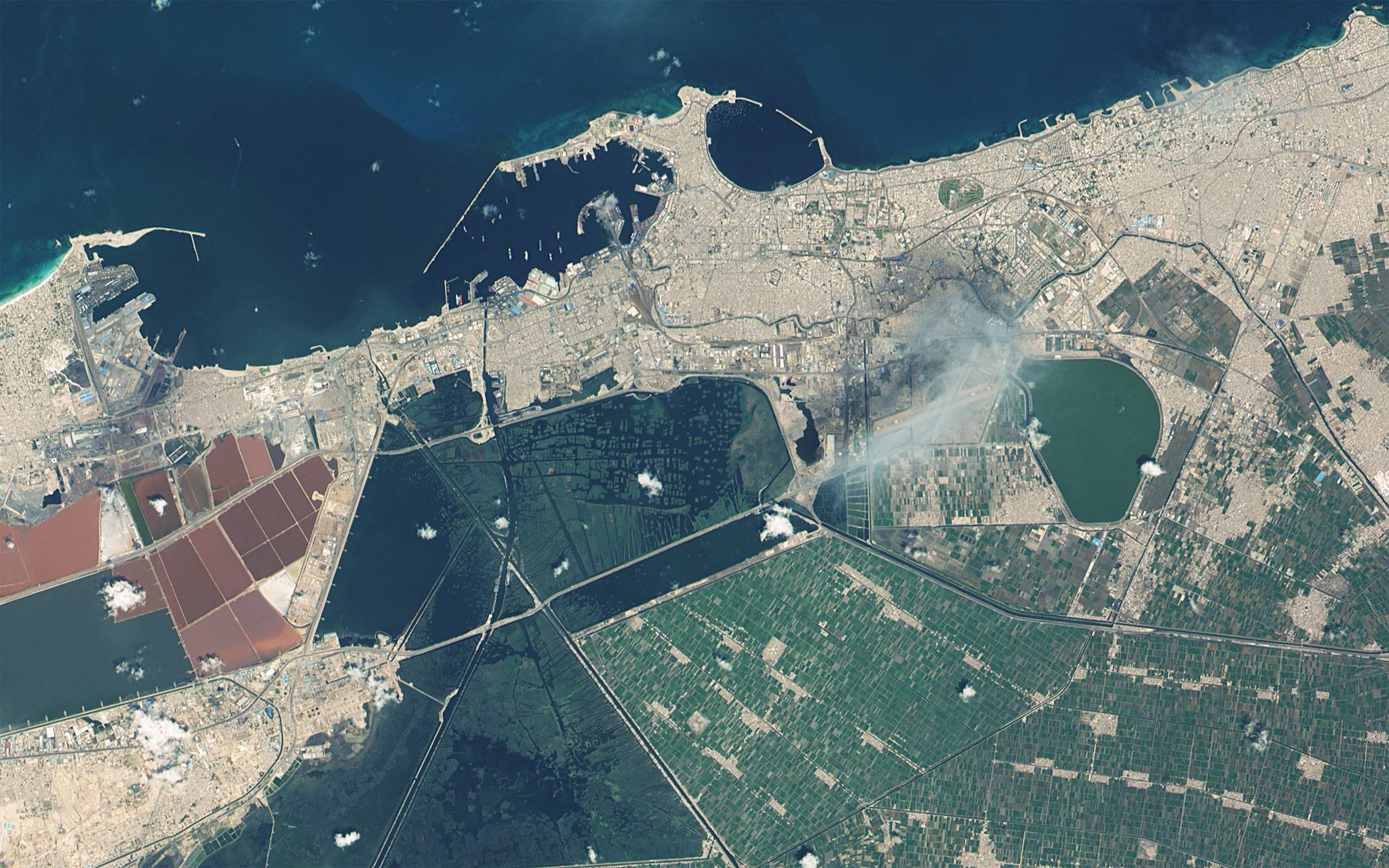
صورة فضائية للإسكندرية وبحيرة مريوط

### الموقع
تقع مدينة الإسكندرية شمال مصر على ساحل البحر الأبيض المتوسط عند التقاء خط العرض 31° 11' 34.6 شمال، وخط الطول 29° 54' 17.5 شرق، وهي عبارة عن شريط ساحلي بطول حوالي 55 كم شمال غرب دلتا النيل بدءاً من أبو قير شرقًا وحتى سيدي كرير غربًا، على مساحة 2523 كم²، يحدها من الشمال البحر الأبيض المتوسط، ومن الجنوب محافظة البحيرة وبحيرة مريوط حتى الكيلو 71.5 على طريق القاهرة الإسكندرية الصحراوي،  ومن الشرق محافظة البحيرة وخليج أبو قير،  ومن الغرب منطقة سيدي كرير حتى الكيلو 36.30 على الطريق الساحلي الدولي ومركز ومدينة برج العرب،  والتربة في مدينة الإسكندرية سهلية منبسطة على ارتفاع -1 من مستوى سطح البحر.
| المدينة            | دمنهور | طـنطـا | كفر الشيخ | المنصورة | الزقازيق | دميـاط | القاهـرة | مرسـى مطـروح |
| ------------------ | ------ | ------ | --------- | -------- | -------- | ------ | -------- | ------------ |
| المسافة بالكيلومتر | 55     | 117    | 120       | 192      | 192      | 203    | 223      | 293          |

### المناخ
تتميز الإسكندرية بمناخ معتدل، إذ يسود بها مناخ البحر المتوسط والذي يتميز بصيفه الحار والجاف وشتائه الرطب والمعتدل والممطر، يمتد فصل الشتاء في الإسكندرية عبر شهور ديسمبر، يناير، وفبراير وتترواح درجة الحرارة العظمى فيه ما بين 12 و 18 درجة مئوية، وتتعرض الإسكندرية خلال هذا الفصل إلى العديد من العواصف الرعدية الشديدة والبرد والأمطار الغزيرة في ظاهرة جوية يُطلق عليها "نوة"، أما فصل الصيف في الإسكندرية، فيمتد عبر شهور يونيو، يوليو، وأغسطس وتترواح درجة الحرارة فيه ما بين 25 و 30 درجة مئوية،  ويتميز صيف الإسكندرية بالجفاف وارتفاع نسبة الرطوبة، أما فصلي الربيع والخريف فيعدّان أفضل وقت لزيارة المدينة، وفيهما لا تزيد درجة الحرارة العظمى عن 22 درجة مئوية باستثناء زمن الموجات الخماسينية التي تصل فيها الحرارة في أشهر الربيع إلى 32 درجة مئوية أحيانًا.
| البيانات المناخية لـالإسكندرية    | البيانات المناخية لـالإسكندرية | البيانات المناخية لـالإسكندرية | البيانات المناخية لـالإسكندرية | البيانات المناخية لـالإسكندرية | البيانات المناخية لـالإسكندرية | البيانات المناخية لـالإسكندرية | البيانات المناخية لـالإسكندرية | البيانات المناخية لـالإسكندرية | البيانات المناخية لـالإسكندرية | البيانات المناخية لـالإسكندرية | البيانات المناخية لـالإسكندرية | البيانات المناخية لـالإسكندرية | البيانات المناخية لـالإسكندرية |
| الشهر                             | يناير                          | فبراير                         | مارس                           | أبريل                          | مايو                           | يونيو                          | يوليو                          | أغسطس                          | سبتمبر                         | أكتوبر                         | نوفمبر                         | ديسمبر                         | المعدل السنوي                  |
| --------------------------------- | ------------------------------ | ------------------------------ | ------------------------------ | ------------------------------ | ------------------------------ | ------------------------------ | ------------------------------ | ------------------------------ | ------------------------------ | ------------------------------ | ------------------------------ | ------------------------------ | ------------------------------ |
| الدرجة القصوى °م (°ف)             | 29 (84)                        | 33 (91)                        | 40 (104)                       | 41 (106)                       | 45 (113)                       | 44 (111)                       | 43 (109)                       | 39 (102)                       | 41 (106)                       | 38 (100)                       | 36 (97)                        | 29 (84)                        | 45 (113)                       |
| متوسط درجة الحرارة الكبرى °م (°ف) | 18.4 (65.1)                    | 19.3 (66.7)                    | 20.9 (69.6)                    | 24 (75)                        | 26.5 (79.7)                    | 28.6 (83.5)                    | 29.7 (85.5)                    | 30.4 (86.7)                    | 29.6 (85.3)                    | 27.6 (81.7)                    | 24.1 (75.4)                    | 20.1 (68.2)                    | 24.9 (76.8)                    |
| المتوسط اليومي °م (°ف)            | 13.4 (56.1)                    | 13.9 (57.0)                    | 15.7 (60.3)                    | 18.5 (65.3)                    | 21.2 (70.2)                    | 24.3 (75.7)                    | 25.9 (78.6)                    | 26.3 (79.3)                    | 25.1 (77.2)                    | 22 (72)                        | 18.7 (65.7)                    | 14.9 (58.8)                    | 20 (68)                        |
| متوسط درجة الحرارة الصغرى °م (°ف) | 9.1 (48.4)                     | 9.3 (48.7)                     | 10.8 (51.4)                    | 13.4 (56.1)                    | 16.6 (61.9)                    | 20.3 (68.5)                    | 22.8 (73.0)                    | 23.1 (73.6)                    | 21.3 (70.3)                    | 17.8 (64.0)                    | 14.3 (57.7)                    | 10.6 (51.1)                    | 15.8 (60.4)                    |
| أدنى درجة حرارة °م (°ف)           | −1 (30)                        | 0 (32)                         | 2 (36)                         | 4 (39)                         | 7 (45)                         | 12 (54)                        | 17 (63)                        | 18 (64)                        | 14 (57)                        | 11 (52)                        | 1 (34)                         | 1 (34)                         | −1 (30)                        |
| معدل هطول الأمطار مم (إنش)        | 52.8 (2.08)                    | 29.2 (1.15)                    | 14.3 (0.56)                    | 3.6 (0.14)                     | 1.3 (0.05)                     | 0.01 (0.00)                    | 0.03 (0.00)                    | 0.1 (0.00)                     | 0.8 (0.03)                     | 9.4 (0.37)                     | 31.7 (1.25)                    | 52.7 (2.07)                    | 195.94 (7.7)                   |
| متوسط الأيام الممطرة (≥ 0.01 mm)  | 11                             | 8.9                            | 6                              | 1.9                            | 1.0                            | 0.04                           | 0.04                           | 0.04                           | 0.2                            | 2.9                            | 5.4                            | 9.5                            | 46.92                          |
| متوسط الرطوبة النسبية (%)         | 69                             | 67                             | 67                             | 65                             | 66                             | 68                             | 71                             | 71                             | 67                             | 68                             | 68                             | 68                             | 67.92                          |
| ساعات سطوع الشمس الشهرية          | 192.2                          | 217.5                          | 248                            | 273                            | 316.2                          | 354                            | 362.7                          | 344.1                          | 297                            | 282.1                          | 225                            | 195.3                          | 3٬307٫1                        |
| المصدر:                           |                                |                                |                                |                                |                                |                                |                                |                                |                                |                                |                                |                                |                                |

## التخطيط والتقسيم الإداري

صورة بانورامية لمنطقة الميناء الشرقي تظهر فيه (من اليمين إلى اليسار) مناطق بحري، المنشية، محطة الرمل، الشاطبي.

لم يكن تخطيط مدينة الإسكندرية مختلفًا عن السابق بل كان تخطيطاً أشبه بالمدن الإغريقية القديمة، حيث كان يأخذ شكل شطرنج وهو عبارة عن شارعين رئيسيين ومتقاطعين بزاوية قائمة هما شارع «كانوبك» وشارع «سوما» وعرض كل منهما 14 متر، ومنهما تتفرع شوارع جانبية متوازية عرضها 7 أمتار،  وكان شارع «كانوبك» (شارع فؤاد حاليًا) يربط بوابة القمر من الغرب وبوابة الشمس من الشرق، ويمتد شرقًا ليربط مدينة كانوب (أبو قير)، وكان يتقاطع شارع سوما (شارع النبي دانيال حاليًا) مع شارع كانوبك ويمتد من الشمال للجنوب، وتقاطعهما كان مركز مدينة الإسكندرية.
اتسعت الإسكندرية في القرن العشرين اتساعًا كبيرًا، وتوسّع العمران بها في الاتجاهين الشرقي والغربي خاصة، بالإضافة إلى الاتجاه الجنوبي. بالنسبة للتوسع نحو الجنوب فقد امتد العمران في منطقة محرم بك إلى ترعة المحمودية ومنطقة غيط العنب، وحاليًا توسعت المدينة نحو الشرق وساعد على ذلك وجود قطار أبو قير الذي ساعد في نمو العمران إلى مناطق سيدي بشر، المندرة، والمعمورة وصولاً إلى أبو قير،  أما التوسع نحو الغرب فشمل مناطق المكس والدخيلة والكيلو 21 وصولاً إلى سيدي كرير، حتى بلغ طول الشريط الساحلي للإسكندرية حوالي 55 كم،  كما توسعت المدينة جنوبًا حتى وصلت إلى مناطق الكافوري والعامرية وحدود محافظة البحيرة.
تنقسم مدينة الإسكندرية حاليًا إلى تسعة أحياء إدارية هي:
- حي أول المنتزة يضم تسعة شياخات و96 قرية بتوابعها، ويضم عدة مناطق أهمها ميامي، سيدي بشر، فيكتوريا، والعوايد.[69]
- حي ثان المنتزة، يضم ثمانية شياخات، ويضم عدة مناطق أهمها العصافرة، المعمورة، والمندرة.[70]
- حي شرق يضم سبعة عشر شياخة، ويضم عدة مناطق أهمها كفر عبده، سان ستيفانو، سموحة، باكوس، وبولكلي.[71]
- حي وسط يضم خمسة وعشرون شياخة، وثلاثة قرى رئيسية بتوابعها، ويضم عدة مناطق أهمها الشاطبي، العطارين، محرم بك، كوم الدكة.[72]
- حي الجمرك يضم إحدى وأربعين شياخة، ويعد أقدم أحياء الإسكندرية ويضم عدة مناطق أهمها بحري، المنشية، ورأس التين.[73]
- حي غرب يضم إحدى وعشرون شياخة، ويضم عدة مناطق أهمها كرموز، القباري، وبشاير الخير.[74]
- حي العجمي يضم سبعة شياخات، ويضم عدة مناطق أهمها البيطاش، الهانوفيل، الدخيلة، الكيلو 21.[75]
- حي أول العامرية يضم سبعة شياخات، ويضم عدة مناطق أهمها الكافوري، مرغم، وسيدي كرير.[76]
- حي ثان العامرية يضم ستة شياخات، ويضم عدة مناطق أهمها كينج مريوط، والهوارية.[77]

## السكان
| السنة              | 1897   | 1907   | 1917   | 1927   | 1937   | 1947   | 1960    | 1966    | 1974    | 1992    | 2008    | 2017    |
| ------------------ | ------ | ------ | ------ | ------ | ------ | ------ | ------- | ------- | ------- | ------- | ------- | ------- |
| عدد السكان بالنسمة | 216699 | 370009 | 456539 | 196874 | 711394 | 949446 | 1516234 | 1801056 | 2259000 | 3380000 | 4074300 | 5039975 |

يعمل سكان الإسكندرية في القطاعات الاقتصادية المختلفة مثل التجارة، السياحة، الزراعة، الصناعة، الصيد، شركات القطاع الخاص، الوظائف الحكومية، والأعمال الحرة والحرفية، ويتحدث السكان اللغة العربية باللهجة السكندرية، حيث تأثرت اللهجة والثقافة السكندرية بوجود عدد كبير من الأجانب في المدينة لأن معظم الأجانب مثل الإيطاليين واليونانيين كانوا كانوا يفضلون البقاء بالإسكندرية لتمتعها بمناخ حوض البحر المتوسط، ولعل من أبرز الكلمات الموجودة في اللهجة السكندرية كلمة "مَنَفِيسْتُو" ويُقصد بها الكتيبات الصغيرة جدًا التي يستخدمها التلاميذ وأصلها إيطالي، وكلمة "جُومَة" والمقصود بها الممحاة وأصلها كذلك إيطالي، وأيضاً كلمة "مَسْتِيكَة" والمقصود بها اللبان أو العلك، وأصلها إيطالي كذلك، بالإضافة إلى ذلك فهناك العديد من أحياء المدينة يعود أصل تسميتها لأشخاص أجانب عاشوا بالإسكندرية مثل لوران، جليم، سموحة، بولكلي، كرموز، راغب، ونجت، وفلمنج، كما يتحدث عدد من السكان اللهجة البدوية وهم الأفراد المنُحدرين من القبائل العربية، ويسكن أغلبهم بمناطق غرب الإسكندرية، وأيضًا العديد من الوافدين من المحافظات المصرية الأخرى والذين يتحدثون بلهجاتهم الأصلية، تعتبر الإسكندرية من أكثر المدن المصرية كثافة بالسكان نسبة إلى إجمالي مساحتها، حيث تبلغ الكثافة السكانية في المدينة حوالي 1997 نسمة للكيلو متر المربع، وبلغ عدد سكان مدينة الإسكندرية في 1 يوليو 2024 حوالي 5,408,311 نسمة مُقسمين كالتالي:

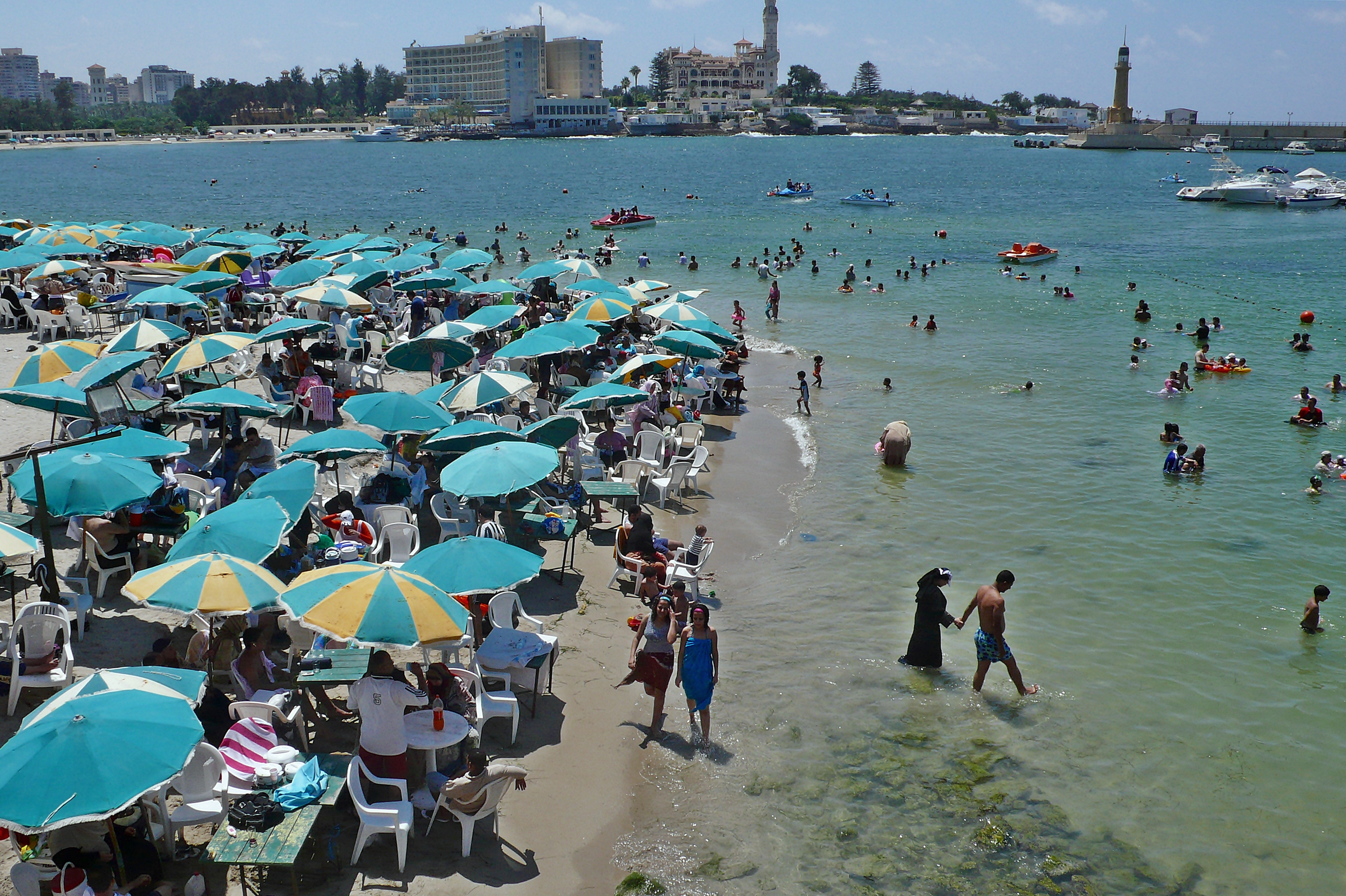
مواطنون على أحد شواطئ الإسكندرية

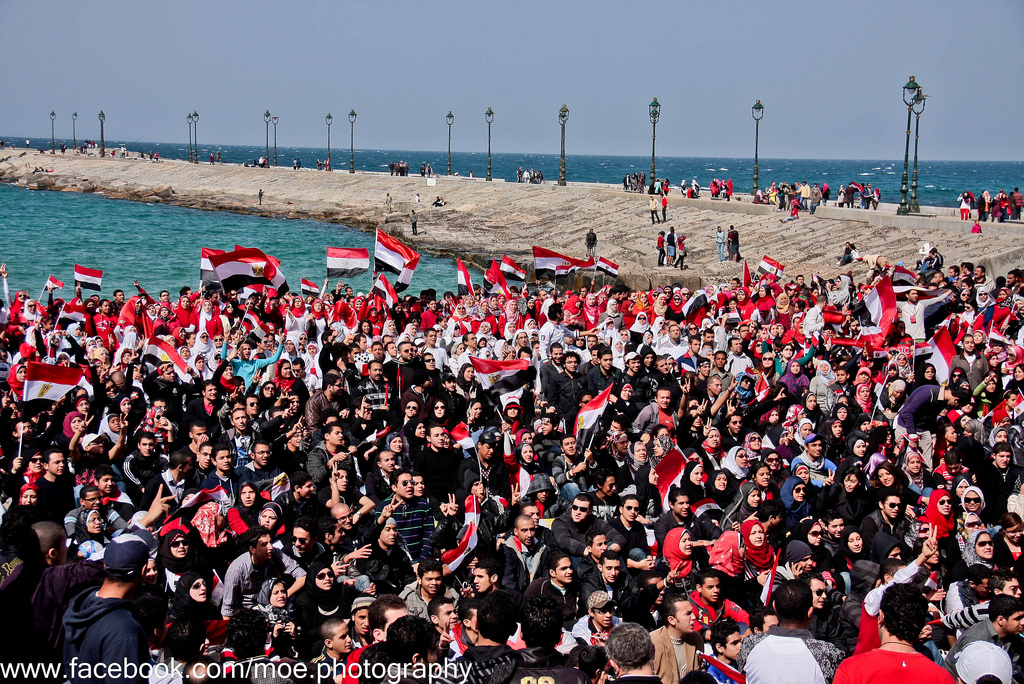
متظاهرون خلال ثورة 25 يناير

| الحي            | عدد الذكور | عدد الإناث | الإجمالي  |
| --------------- | ---------- | ---------- | --------- |
| حي أول المنتزة  | 576,089    | 547,169    | 1,123,258 |
| حي ثان المنتزة  | 298,684    | 283,772    | 582,456   |
| حي شرق          | 624,527    | 612,159    | 1,236,686 |
| حي وسط          | 292,453    | 292,218    | 584,671   |
| حي الجمرك       | 84,875     | 83,804     | 168,679   |
| حي غرب          | 194,987    | 188,669    | 383,656   |
| حي العجمي       | 260,300    | 248,247    | 508,547   |
| حي أول العامرية | 264,430    | 246,609    | 511,039   |
| حي ثان العامرية | 156,097    | 143,222    | 299,319   |
| الإجمالي        | 5,408,311  | 5,408,311  | 5,408,311 |

## الثقافة

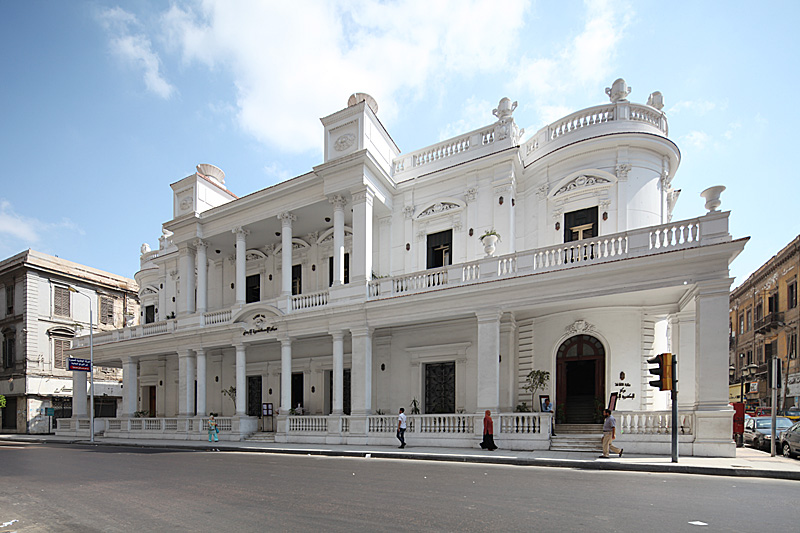
مركز الحرية للإبداع

مكتبة الإسكندرية

تُعقد في الإسكندرية العديد من النشاطات الثقافية، السياحية، والسياسية خاصة بعد اختيارها كعاصمة الكتاب العالمية سنة 2002، وعاصمة الثقافة الإسلامية لسنة 2008، كما تُنظم المدينة العديد من المهرجانات مثل مهرجان الإسكندرية السينمائي لدول البحر المتوسط، مهرجان الإسكندرية للفيلم القصير، مهرجان الموسيقى العربية بالإسكندرية، ومهرجان الإسكندرية المسرحي الدولي، كما تنظم مكتبة الإسكندرية العديد من المؤتمرات والفاعليات والمهرجانات في المناسبات المختلفة مثل مؤتمر مكتبة الإسكندرية السنوي للمخطوطات،  مهرجان الصيف الدولي، ومعرض مكتبة الإسكندرية الدولي للكتاب، بالإضافة إلى العديد من المهرجانات الأخرى، كما تنتشر المراكز والقصور الثقافية ومراكز الإبداع والمكتبات العامة في مختلف أحياء الإسكندرية، ولعل من أبرزها مكتبة الإسكندرية الجديدة، مكتبة بلدية الإسكندرية، مكتبة الطفل، قصر التذوق، مركز الحرية للإبداع، قصر ثقافة الأنفوشي، قصر ثقافة سيدي جابر، قصر ثقافة أبوقير.

## الدين

### الإسلام

مسجد أبو العباس المرسي

يعتنق أغلب السكندريين الإسلام دينًا على منهج أهل السنة والجماعة، وقد انتشر الإسلام في المدينة انتشارًا كبيرًا بعد أن فتحها عمرو بن العاص في القرن السابع حتى طغى على المسيحية التي كانت سائدة قبل هذا، وتتميز الإسكندرية باحتضانها للعديد من المدارس والمنشآت الدينية الإسلامية وعشرات المساجد الكبيرة الأثرية والتي تتركز أغلبها في ميدان المساجد بحي الجمرك.
ومن أشهر المساجد الموجودة الإسكندرية مسجد أبو العباس المرسي، مسجد القائد إبراهيم، مسجد الشيخ إبراهيم، مسجد محمد كريم، مسجد الشيخ الشاطبي، مسجد العطارين، مسجد النبي دانيال، مسجد تربانة، مسجد الشوربجي، مسجد أبي الدرداء، مسجد عبد الرحمن بن هرمز، مسجد حاتم، مسجد سيدي بشر، مسجد المواساة، مسجد أحمد يحيى، مسجد البوصيري، بالإضافة إلى العديد من المساجد والزوايا المنتشرة في كافة أحياء المدينة.

### المسيحية

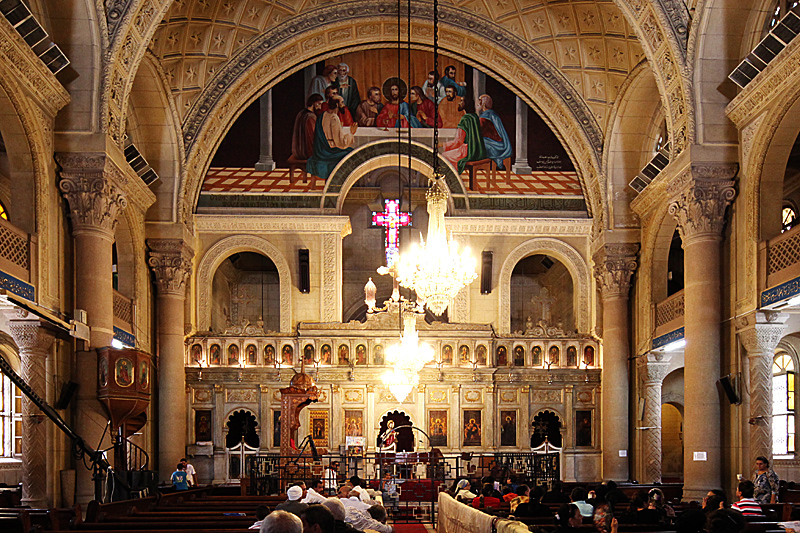
الكاتدرائية المرقسية.

بعد أن أعلنت المسيحية ديانة رسمية للإمبراطورية الرومانية، أصبحت الإسكندرية مركزًا لبطريركية من البطريركيات الخمس الكبرى، بعد أن تقرر إنشائها في مجمع نيقية الأول سنة 451، وكان من ضمن الذين كتبوا قانون مجمع نيقة، أحد أبناء الكنيسة القبطية وهو البابا أثناسيوس بابا الإسكندرية الذي استمر على كرسيه لمدة 46 عامًا، وتُعدّ مدرسة الإسكندرية المسيحية أول مدرسة من نوعها في العالم، فبعد نشأتها سنة 190 على يد بنتينوس السكندرى، أصبحت مدرسة الإسكندرية أهم معهد للتعليم الديني في المسيحية. كثير من الأساقفة البارِزين من عِدَّة أنحاء في العالم تعلموا في تلك المدرسة، مثل أثيناغوارس، إكليمندس الإسكندري، ديديموس الضرير، وأوريجانوس الذي يُعتبر أب علم اللاهوت.
يتبع معظم المسيحيين السكندريين الكنيسة القبطية الأرثوذكسية، وتعتبر الكاتدرائية المرقسية الكنيسة الأولى وفيها حسب التقليد رأس القديس مارمرقس الرسول، ويتبع بعضًا من المسيحيين الآخرين في المدينة كنيسة الروم الأرثوذكس، كما اعتنق عدد من السكان المذهب الكاثوليكي والبروتستانتي خلال القرن التاسع عشر عندما وصلت عدّة بعثات تبشيرية من أوروبا والولايات المتحدة إلى الشرق وعملت على نشر مذهبها، ويمثل أتباع هذه الكنائس اليوم أقلية مسيحية في الإسكندرية، ومن أشهر الكنائس القبطية في المدينة الكاتدرائية المرقسية، كاتدرائية سانت كاترين، كنيسة الأنبا تكلاهيمانوت، كنيسة السيدة العذراء ومارجرجس، كنيسة القديس سابا، كنيسة القديسين، وبطريركية الإسكندرية للروم الأرثوذكس، والعديد من الكنائس الأخرى في مختلف أحياء المدينة.

### اليهودية

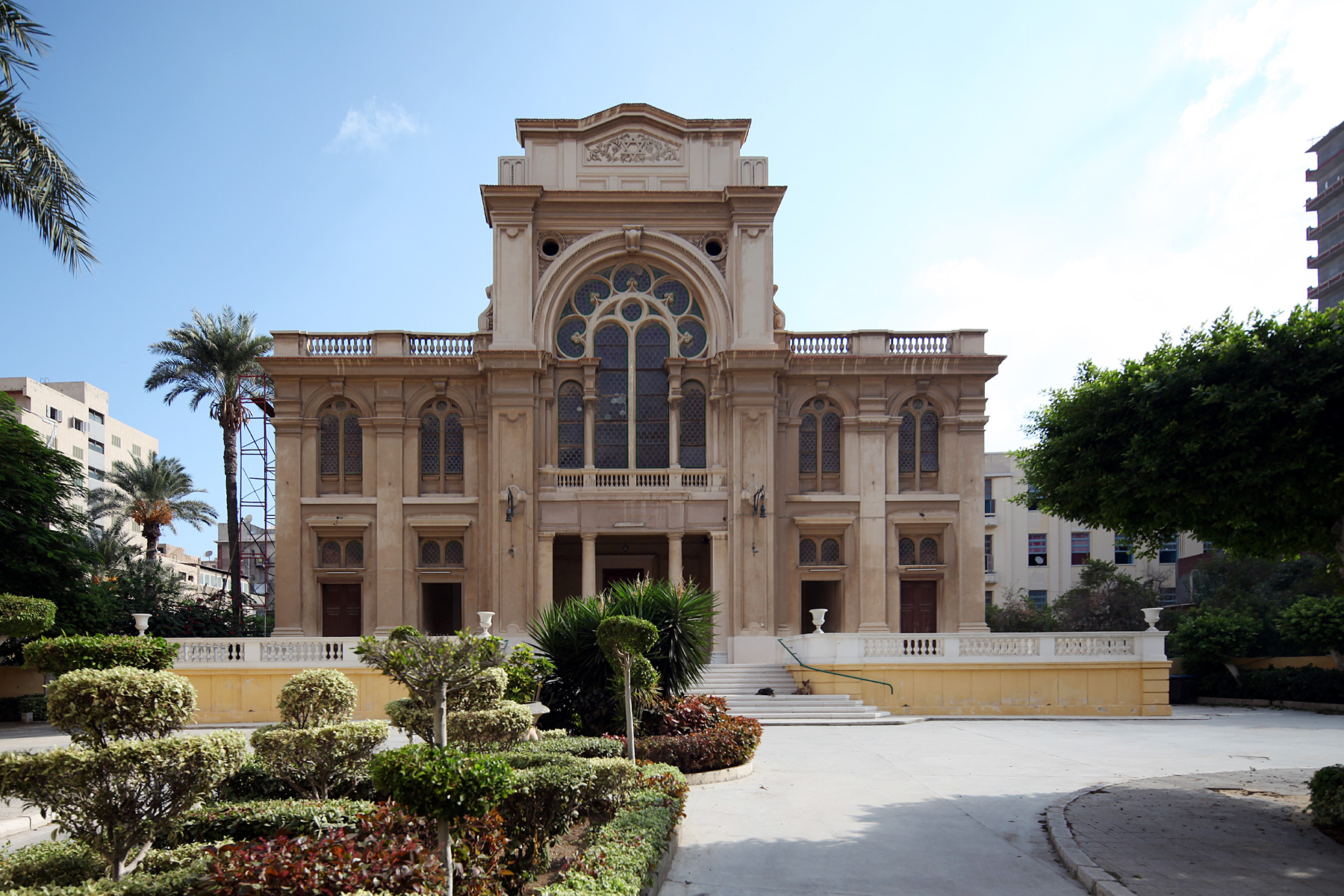
كنيس إلياهو هانبي.

كانت الإسكندرية موطنًا كبيرًا للجالية اليهودية، لكنها اليوم في عداد المندثرة، خصوصًا بعد أن رحل الكثير من اليهود المصريين والأجانب إلى إسرائيل بعد قيامها، أو بسبب ترحيل البعض الآخر في عهد الرئيس جمال عبد الناصر إما لاتهامهم بالعمل الجاسوسي لصالح إسرائيل، أو بسبب الخوف من إقدامهم على ذلك، كان عدد يهود الإسكندرية في القرن التاسع عشر نحو أربعة آلاف يهودي، ووصل عددهم إلى ثمانية عشر ألفًا في أوائل القرن العشرين، وارتفع إلى أربعين ألفًا سنة 1948،  وكان نصف يهود الإسكندرية من اليهود المصريين والنصف الآخر ينقسم إلى ثلاثة أقسام أولهم اللادينو من سكان حوض البحر الأبيض المتوسط الذين هاجروا من إسبانيا والثلث الثاني من يهود إيطاليا وشرقي أوروبا، والثلث الثالث من يهود المغرب والشرق الأوسط الذين يتحدثون العربية،  وفي أوائل عقد الثلاثينات من القرن العشرين هاجرت مجموعة من يهود السالونيك، النمسا، المجر، وبولندا إلى مصر هربًا من صعود النازية في ألمانيا،  ومن أشهر المعالم اليهودية الباقية في المدينة اليوم، كنيس إلياهو هانبي (بالعبرية: בית הכנסת אליהו הנביא)، الذي يقع في شارع النبي دانيال بوسط المدينة،  وهو مغلق حاليًا ولا يُستخدم في طقوس العبادة.

## السياحة والآثار

### المناطق الأثرية
| مقابر كوم الشقافة تقع مقابر كوم الشقافة في منطقة كرموز بحي غرب الإسكندرية، تعود إلى العصر الثاني الميلادي، وتُعتبر من أهم مقابر المدينة، وسُميت المنطقة بهذا الاسم بسبب كثره البقايا الفخارية والكسارات التي كانت تتراكم في هذا المكان، عُثر على المقبرة بطريق الصدفة يوم 28 سبتمبر 1900، على الرغم من أن التنقيب كان قد بدأ في هذه المنطقة منذ عام 1892، وترجع أهمية المقبرة نظرًا لاتساعها وكثره زخارفها وتعقيد تخطيطها، كما أنها من أوضح الأمثلة على تداخل الفن الفرعوني بالفن الروماني في المدينة وأروع نماذج العمارة الجنائزية.                                                                                                | مقابر كوم الشقافة  |
| مقابر مصطفى كامل تقع مقابر مصطفى كامل في منطقة مصطفى كامل، ولهذا سميت بهذا الاسم، يرجع تاريخ هذه المقابر إلى أواخر القرن الثالث وأوائل القرن الثاني قبل الميلاد، وتحديدًا إلى العصر اليوناني والروماني، وتتكون من أربعة مقابر نُحتت جميعها في الصخر، وقد نُحتت المقبرتين الأولى والثانية تحت سطح الأرض، أما المقبرة الثالثة والرابعة فيرتفع جزء منها فوق سطح الأرض، وقد تم الكشف عن هذه المجموعة من المقابر بطريق الصدفة ما بين عامي 1933 و1934. | مقابر مصطفى كامل   |
| مقابر الأنفوشي تقع مقابر الأنفوشي في منطقة بحري غرب الإسكندرية، ويرجع تاريخها إلى القرن الثالث قبل الميلاد تحديدًا إلى حوالي عام 250 ق.م، أي في أواخر العصر البطلمي وأوائل عصر الرومان، اكتشفت هذه المقابر سنة 1901 حيث اكتشف بها مبنيان جنائزيان بكل منهما مقبرتان، ثم توالت الاكتشافات لمقبرة الأنفوشي حتى أصبح عدد مبانيها الجنائزية خمسة مباني، وهناك مبنى جنائزي سادس اختفي ولم يعد له أثر في الوقت الحالي، وتمتاز هذه المقابر بزخارف الفرسكو الجميلة، وقد زُينت في كثير منها بالمرمر والرخام. | مقابر الأنفوشي     |
| مقابر الشاطبي تقع مقابر الشاطبي ما بين شارع بورسعيد وطريق الكورنيش بمنطقة الشاطبي في مواجهة كلية سان مارك، تم اكتشافها عن طريق الصدفة سنة 1893، وتعود لنهاية القرن الثاني وبداية القرن الثالث قبل الميلاد، المقبرة منحوتة من الصخر، واكتشف بها الكثير من آثار العصر البطلمي ومن أهمها تماثيل التناجرا، شواهد القبور، الجرار، المنحوتات الصغيرة، العملات المعدنية، الأواني الزجاجية، والكثير من الفخار، وتعدّ هذه المقابر من أقٌدم المقابر البطلمية في الإسكندرية لوجودها خارج أسوار المدينة القديمة. | واجهة المتحف.      |
| عمود السواري يُعتبر عمود السواري من أشهر المعالم الأثرية في الإسكندرية، أقيم فوق تل باب سدرة بين منطقة مدافن المسلمين الحالية والمعروفة باسم "مدافن العمود" وبين هضبة كوم الشقافة الأثرية، ويصل طوله إلى حوالي 27 مترًا، أقيم العمود تخليدًا للإمبراطور دقلديانوس في القرن الثالث الميلادي، وهو آخر الآثار الباقية من معبد السرابيوم الذي أقامه الإمبراطور بوستوموس جسم العمود عبارة عن قطعة واحدة، ويبلغ الارتفاع الكلي له بما فيه القاعدة حوالي 26.85 مترًا، كما يوجد تمثالان مشابهان لأبي الهول مصنوعان من الجرانيت الوردي يرجع تاريخهما إلى عصر بطليموس السادس.                                                                 | عمود السواري       |
| معبد السرابيوم هو معبد أثري يوجد في منطقة كرموز، يعود تاريخ اكتشافه إلى سنة 1943، أنشأ في عهد بطليموس الثالث، الجزء الأوسط من المعبد كان مخصصاً للمعبود سيرابيس، والغربي للمعبودة إيزيس، بينما خصص الجزء الشمالي للمعبود حربوقراط، اتّخذ المعبد شكل مستطيل، ونظراً لأن المعبد شُيّد في الحي الوطني، فكان لا بدّ من تصميمه على النمط الفرعوني مع إضافة عناصر يونانية كنوعٍ من التوافق بين اليونانيين والمصريين، حظي المعبد بأهمية كبيرة كمكان للاستشفاء يتوافد عليه المرضى، حيث كان هناك حجرات حول المعبد لسكن هؤلاء المرضى من المتعبدين للإلهة سرابيس.                                                                                 | معبد السرابيوم     |
| قلعة قايتباي تقع قلعة قايتباي في منطقة بحري، وشيدت في الموقع القديم لفنار الإسكندرية والذي تهدم سنة 1307 أثر الزلزال المدمر الذي ضرب الإسكندرية، وقد بدأ السلطان الأشرف أبو النصر قايتباي بناء هذه القلعة في سنة 1468 وانتهى من بنائها سنة 1496، وتتكون القلعة من مساحة مستطيلة مساحتها 150 م × 130 م يحيط بها البحر من ثلاث جهات، وللقلعة مدخل رئيسي بالجهة الجنوبية الغربية على هيئة برجين على شكل ثلاثة أرباع الدائرة، كما أن لها سوران يمثلان نطاقين دفاعيين فالسور الداخلي يشمل ثكنات الجند ومخازن السلاح، أما السور الخارجي للقلعة فيضم في الجهات الأربعة أبراجًا دفاعية.                                                  | قلعة قايتباي       |
| المسرح الروماني يقع المسرح الروماني في منطقة كوم الدكة وسط المدينة، هو أحد آثار العصر الروماني وقد تمت إقامته في بداية القرن الرابع الميلادي، وهو المسرح الروماني الوحيد في مصر، اُكتشف هذا الموقع بالصدفة أثناء إزالة التراب للبحث عن مقبرة الإسكندر الأكبر بواسطة البعثة البولندية سنة 1960، أطلق عليه الأثريون اسم المسرح الروماني عند اكتشاف الدرجات الرخامية، وقد استغرق التنقيب عنه حوالي 30 سنة، اكتُشفت بعض قاعات للدراسة بجوار هذا المدرج في 2004، مما يعني أنه يُستخدم كقاعة محاضرات كبيرة للطلاب، وفي الاحتفالات استخدم كمسرح.                                                                                          | المسرح الروماني    |
| معبد الرأس السوداء هو معبد صغير تم اكتشافه سنة 1936 في منطقة الرأس السوداء شرق المدينة، ويعود تاريخه إلى القرن الثاني الميلادي، والجزء المتبقي منه الآن ليس معبدًا بالمعني المفهوم بل هو عبارة عن هيكل صغير، ويتكون من طابقين السفلي للعبادة والعلوي للسكن، ويتكون المعبد والذي هو مقام فوق أرضية مرتفعة من سلم يؤدي إلى ردهه واجهتها بها أربعة أعمدة تؤدي إلى حجرة صغيرة مربعه الشكل، أما الجزء العلوي فيتكون من حجرتين وجدت في إحداهما بقايا الألواح الرخامية التي كانت تغطي ارضيتها، وهناك أدلة تشير إلى وجود حجرات أخرى بهذا المكان يٌعتقد أنها كانت مخازن للماكولات.                                                         | معبد الرأس السوداء |
| الميناء الشرقي يُعد الميناء الشرقي بالإسكندرية بصفة عامة من أقدم الموانئ الواقعة على البحر المتوسط، يشمل الميناء الشرقي مناطق الأزاريطة، الشاطبي، محطة الرمل، المنشية، وبحري، وهو أحد مواقع الآثار الغارقة بمياه البحر المتوسط، وقد كان الإسكندر الأكبر يستهدف من وراء تأسيس المدينة إنشاء ميناء جديد يحتل مكانة كبيرة في عالم التجارة بعد أن حطم ميناء صور وهو في طريقه إلى مصر، وكذلك كان ضمن أهدافه إنشاء ميناء جديد كبير يربط بين بلاد العالم القديم والميناء الشرقية. | الميناء الشرقي     |
| سور الإسكندرية يعود تاريخ بناء سور الإسكندرية إلى عهد بطليموس الأول، حيث قام ببناء سوراً حصيناً حول المدينة، وزاد في تحصينها الرومان خلال فترة حكمهم، والسور عبارة عن سور ضخم يُقدر طوله بين عشرة إلى خمسة عشر كيلو متر، بُني السور من الأحجار المأخوذة من محاجر منطقة المكس، ويتخلل هذا السور أبراج حصينة على مسافات متقاربة وحصون و أبواب كثيرة، حاليًا أجزاء السور الباقية توجد على شكل أبراج و جزء من السور وهي البرج الشرقي يقع بالطرف الجنوبي الشرقي من ستاد الإسكندرية، البرج الغربي والسور الشرقي يقعان بالأطراف الغربية والشرقية من حديقة الشلالات، أما طابية النحاسين توجد بالطرف الغربي الأقصى من بقايا أسوار الإسكندرية. | سور الإسكندرية     |

### المتاحف
| متحف الإسكندرية القومي هو أحد متاحف الإسكندرية، يقع في شارع فؤاد بوسط المدينة، ويضم ما يزيد عن 1800 قطعة أثرية تمثل جميع العصور التي مرت بها المدينة من العصر الروماني وحتى العصر الحديث، المتحف هو عبارة عن قصر سابق لأحد تجار الأخشاب الأثرياء في المدينة وهو أسعد باسيلي، قام بإنشائه على طراز المعمار الإيطالي، وبيع في العام 1954 للقنصلية الأمريكية، واشتراه المجلس الأعلى للآثار المصري بمبلغ 12 مليون جنيه مصري، ثم حوله إلى متحف قومي للمدينة، وقام الرئيس المصري حسني مبارك بافتتاحه في 1 سبتمبر 2003.                                                                                           | متحف الإسكندرية القومي          |
| المتحف اليوناني الروماني أحد متاحف الآثار بمدينة الإسكندرية، افتتحه الخديوي عباس حلمي الثاني في 17 أكتوبر 1892، يعرض المتحف تشكيلة واسعة من الآثار التي عثر عليها في الإسكندرية وما حولها، وهي في معظمها آثار من العصر البطلمي والعصر الروماني اللاحق له، والمتحف من تصميم المهندسان ديتريش وستينون على المباني الإغريقية السائد في الإسكندرية القديمة، وتحديدًا منذ نشأة الإسكندرية من القرن الثالث قبل الميلاد إلى القرن الثالث الميلادي، تعرض الآثار داخل المتحف في 27 صالة منفصلة، كما تعرض في المتحف مقتنيات فرعونية أحضرت من القاهرة، ومقتنيات مصرية أخرى أحضرت من الفيوم تمثل لوحات مومياوات الفيوم. | المتحف اليوناني الروماني        |
| متحف المجوهرات الملكية هو متحف يعرض مجوهرات أسرة محمد علي التي حكمت مصر في الفترة من 1805 حتى 1952، شُيّد القصر سنة 1919 في منطقة زيزينيا، تبلغ مساحته حوالي 4185 مترًا مربعًا، وكان ملكًا للأميرة فاطمة الزهراء إحدى أميرات الأسرة المالكة، وقد صُمم طبقًا لطراز المباني الأوروبية في القرن التاسع عشر، تحوّل القصر إلى متحف للمجوهرات الملكية عام 1986، وهو يضم مجموعة كبيرة من المجوهرات والتحف الذهبية التابعة للأسرة العلوية. | متحف المجوهرات الملكية          |
| مجمع متاحف محمود سعيد هو مجمع متاحف للفنون التشكيلية، بقصر محمود سعيد في منطقة جناكليس، اُفتتح في أبريل 2000، تبلغ مساحة المبانى 732 م²، بينما تبلغ مساحة الفراغات 2176 م²، يضم ثلاثة ثلاثة متاحف هي متحف الفنان محمود سعيد ومتحف الفنانين أدهم وانلي وسيف وانلي وكذلك متحف الفن المصري الحديث، إلى جانب قاعتين للعروض المتغيرة، قاعة للورش الفنية وقاعة للندوات والمحاضرات، ويقام بالمتحف العديد من الفعاليات والأنشطة الثقافية والفنية. | مجمع متاحف محمود سعيد           |
| متحف الفنون الجميلة يقع متحف الفنون الجمية بمنطقة محرم بك، يعتبر أول متحف بُني خصيصاً ليكون متحفًا للفنون الجميلة في مصر، يضم المتحف مجموعة كبيرة من أعمال الفنانين المصريين الرواد يالإضافة إلى بعض أعمال المدرسة الرومانسية، الباروك والروكوكو وبعض لوحات المستشرقين، كما يضم المتحف ابضاً بعض أعمال الحفر والطباعة، بالإضافة إلى بعضٍ من أعمال المثال محمود مختار وبعض المثالين المصريين والأوربيين. | متحف الفنون الجميلة بالاسكندرية |
| متاحف مكتبة الإسكندرية هي أربعة متاحف توجد داخل مكتبة الإسكندرية، تضم متحف الآثار والذي يحتوي على 1133 قطعة أثرية أبرزها القطع الفنية المُكتشفة أثناء أعمال الحفر في موقع المكتبة الحالي، والآثار المرفوعة من قاع البحر المتوسط بمنطقتي الميناء الشرقي وخليج أبي قير، متحف السادات والذي يعرض مقتنيات نادرة تخص الرئيس المصري الأسبق محمد أنور السادات، متحف المخطوطات، ومتحف تاريخ العلوم. | متحف السادات                    |
| المتحف الغارق أحد أبرز المعالم الأثرية بالإسكندرية، فقد غمرت مياه البحر الأبيض المتوسط المدينة الفرعونية والإغريقية فصارت في قاع الميناء الشرقي، وينزل إليها الغطاسون لمشاهدة الآثار الغارقة، كما خطط لبناء مسارات ذات جدران شفافة كي يشاهد السياح تلك الآثار بسهولة. | المتحف الغارق                   |

### القصور
| قصر المنتزه يقع في منطقة المنتزة، تبلغ مساحة القصر حوالي 370 فدان، ويضم في ساحته قصرين هما قصر السلاملك الذي بناه الخديوي عباس حلمي الثاني سنة 1892، ليكون استراحة له، وحاليًا يُستخدم كفندق، وقصر الحرملك (في الصورة) بناه الملك فؤاد الأول سنة 1925، ليكون مقر الإقامة الصيفية للأسرة الملكية، وحاليًا يُستخدم كأحد القصور الرئاسية المصرية، يضم القصر مساحات كبيرة من الحدائق بها ثلاثة فنادق، مطاعم، مركز سياحي، ملاعب، شاليهات، بحيرات، وخمسة شواطئ.            | قصر الحرملك    |
| قصر رأس التين يقع في منطقة رأس التين، يُعد أقدم القصور الموجودة بالإسكندرية، حيث بُني في عهد محمد علي باشا في في الفترة بين 1834 و1847، وأُعيد بناء القصر في عهد الملك فؤاد الأول سنة 1909 على طراز يتمشى مع روح العصر الحديث على يد المهندس الايطالى فيروتشى، وتبلغ مساحته 22 فدان، وشهد هذا القصر نهاية حكم الأسرة العلوية عندما غادر الملك فاروق مصر وتوجه إلى منفاه بإيطاليا على ظهر اليخت الملكي المحروسة، وهو حاليًا من ضمن القصور الرئاسية في مصر.            | قصر رأس التين  |
| قصر أنطونيادس يقع في منطقة سموحة، أنشأ في عهد محمد علي باشا، والقصر مُحاط بحدائق موجودة منذ العصر البطلمي على مساحة 50 فدان، ثم قام الخديوي إسماعيل سنة 1860 بإعادة إنشاء الحدائق المحيطة بالقصر كنموذج مصغر من حدائق قصر فرساي بباريس، توجد بالحديقة مجموعة مميزة من التماثيل الرخامية النادرة لشخصيات أسطورية وتاريخية، كما شهد هذا القصر توقيع المعاهدة البريطانية المصرية 1936 بين الحكومة المصرية والحكومة البريطانية للانسحاب من مصر إلى منطقة قناة السويس. | قصر أنطونيادس  |
| سراي الحقانية يقع في منطقة المنشية، أنشأ سنة 1876 في عهد الخديوي إسماعيل، ثم أُعيد تجديدها وافتتاحها في عهد الخديوي توفيق سنة 1886، كان في السابق مقرًا للمحاكم المختلطة، وما زال يستخدم كمحكمة حتى اليوم، صمم القصر المهندس ألفونسو مانيسكالكو على الطراز الإيطالي، شهدت قاعات هذه المحكمة أشهر قضايا الرأي العام في مصر مثل حادثة دنشواي وقضية ريا وسكينة وسفاح الإسكندرية.                                                                                      | سراي الحقانية  |
| قصر الصفا يقع في منطقة زيزينيا، أنشأ سنة 1887 على يد الكونت اليوناني "زيزينيا" والذي كان يعمل بتجارة القطن بجانب كونه قنصل بلجيكا بمصر، ثم تحول القصر إلى فندق عقب وفاة الكونت، وظل كذلك حتى سنة 1927 عندما قرر الأمير محمد علي توفيق شراءه وأعاد بنائه ليتحول إلى قصرًا ملكيًا، وأطلق عليه اسم "قصر الصفا"، وحاليًا يُستخدم كأحد القصور الرئاسية المصرية. | قصر الصفا      |
| قصر عزيزة فهمي يقع في منطقة جليم، وأنشأ سنة 1923 لصالح عزيزة فهمي ابنة كبير المهندسين في القصر الملكي المصري علي باشا فهمي، وتبلغ مساحة المبنى حوالي مساحة 15 ألف متر مربع، وإجمالي مساحة القصر حوالي 3.5 فدان، القصر من تصميم المهندس الإيطالي أنطونيو جراناتو، وذلك خلال فترة إنشاء كورنيش الإسكندرية. | قصر عزيزة فهمي |

## الخدمات

### التعليم
التعليم قبل الجامعي
تضم الإسكندرية عددًا كبيرًا من المدارس بكافة مراحلها التعليمية رياض الأطفال، الابتدائي، الإعدادي، والثانوي، وبمجالاته العامة والفنية والأزهرية، ويرتبط ذلك بارتفاع المستوى الثقافي والتعليمي للسكان خاصة فيما يتعلق بتعليم الأبناء، ففي العام الدراسي 2007 - 2008 بلغ عدد المدارس في نطاق مدينة الإسكندرية حوالي 1766 مدرسة، بها 19657 فصلاً تعليميًا، ويدرس بها حوالي 880337 طالبًا، منهم 428619 من البنات، و 451718 من البنين، ومن أهم مدارس الإسكندرية مدرسة الإسكندرية الثانوية، مدرسة العباسية الثانوية العسكرية للبنين، كلية سان مارك، مدرسة ليسيه الحرية، مدرسة سانت كاترين، كلية النصر للبنات، مدرسة النصر للبنين، كلية فيكتوريا، مدرسة رأس التين الثانوية، كلية نوتردام دى سيون، مدرسة هيلانة سياج، مدارس محمد كُريم، مدرسة سان شارل، وعدد من المعاهد الأزهرية والمدارس الرسمية والخاصة.
التعليم الجامعي
على مستوى التعليم الجامعي تتميز الإسكندرية بوجود ثالث أقدم الجامعات المصرية وهي جامعة الإسكندرية، وهي جامعة حكومية يعود تاريخ إنشائها إلى سنة 1942، وكانت تُسمى في ذلك الوقت باسم "جامعة فاروق الأول"، وبلغ عدد الطلاب المُلتحقين بها في العام الدراسي 2018 - 2019 حوالي 209633 طالبًا، بالإضافة إلى ذلك تضم الإسكندرية عدة جامعات وأكاديميات أخرى مثل جامعة الإسكندرية الأهلية، الكلية البحرية وكلية الدفاع الجوي التابعتين للأكاديمية العسكرية المصرية، الأكاديمية العربية للعلوم والتكنولوجيا والنقل البحري، أكاديمية السادات للعلوم الإدارية، كلية الدراسات الإسلامية والعربية بنات التابعة لجامعة الأزهر، جامعة سنجور، جامعة فاروس بالإسكندرية، جامعة بيروت العربية، المعاهد العليا بكينج مريوط، معهد الإسكندرية العالي للهندسة والتكنولوجيا، المعهد العالى للسياحة والفنادق والحاسب الآلي.

### الصحة
تضم مدينة الإسكندرية عدد كبير من المستشفيات التابعة لوزارة الصحة والسكان بمختلف هيئاتها وهي المستشفيات والعيادات الشاملة التابعة للهيئة العامة للتأمين الصحي وتشمل مستشفى جمال عبد الناصر، مستشفى الطلبة سبورتنج، مستشفى كرموز العمالي، ومستشفى أبو قير التخصصي، المستشفيات والوحدات الصحية التابعة لمديرية الشئون الصحية وتشمل مستشفى أبو قير العام، مستشفى الجمهورية، مستشفى رأس التين العام، مستشفى جمال حماد المركزي، مستشفى الرمد العام، مستشفى الحميات، مستشفى المعمورة للطب النفسي وعلاج الإدمان، مستشفى صدر المعمورة، مستشفى كوم الشقافة، مستشفى أطفال فوزى معاذ، مستشفى العامرية العام، مستشفى أطفال الأنفوشي "الملكة نازلي"، مستشفى أطفال الرمل، مستشفى المحافظة للولادة - دار إسماعيل، ومستشفى صلاح العوضي، المستشفيات التابعة للمؤسسة العلاجية وتشمل المستشفى القبطي، مستشفى أحمد ماهر، ومستشفى دار الولادة، المستشفيات التابعة لأمانة المراكز الطبية المتخصصة وتشمل مستشفى شرق المدينة، ومستشفى العجمي التخصصي، ومستشفى القبارى العام، والمركز الإفريقي لخدمات صحة المرأة، والمستشفيات التابعة للهيئة العامة للمستشفيات والمعاهد التعليمية وهي مستشفى المبرة التعليمي.
كما تضم الإسكندرية مستشفيات جامعة الإسكندرية وهي مستشفيات جامعية تابعة لكلية الطب بجامعة الإسكندرية وتشمل المستشفى الرئيسي الجامعي "الميري"، مستشفى المواساة الجامعي، مستشفى طلبة جامعة الإسكندرية، مستشفى الحضرة الجامعي "ناريمان"، مستشفى الشاطبي الجامعي، مستشفى سموحة الجامعي، ومركز خدمات اليوم الواحد، المستشفيات العسكرية التابعة لإدارة الخدمات الطبية للقوات المسلحة المصرية وهي المجمع الطبي للقوات المسلحة بالإسكندرية، المستشفى العسكري العام بالإسكندرية "الإيطالي"، مستشفى رأس التين العسكري، ومستشفى سيدي كرير العسكري، بالإضافة إلى مستشفى الشرطة، وأيضًا العديد من المستشفيات والمراكز الطبية الخاصة مثل مستشفى السلامة، المستشفى الألماني، المستشفى القبطي، مركز الإسكندرية الطبي، مستشفى السعودي الألماني، مستشفى قصر الشفا، ومستشفى الشروق.

### الرياضة

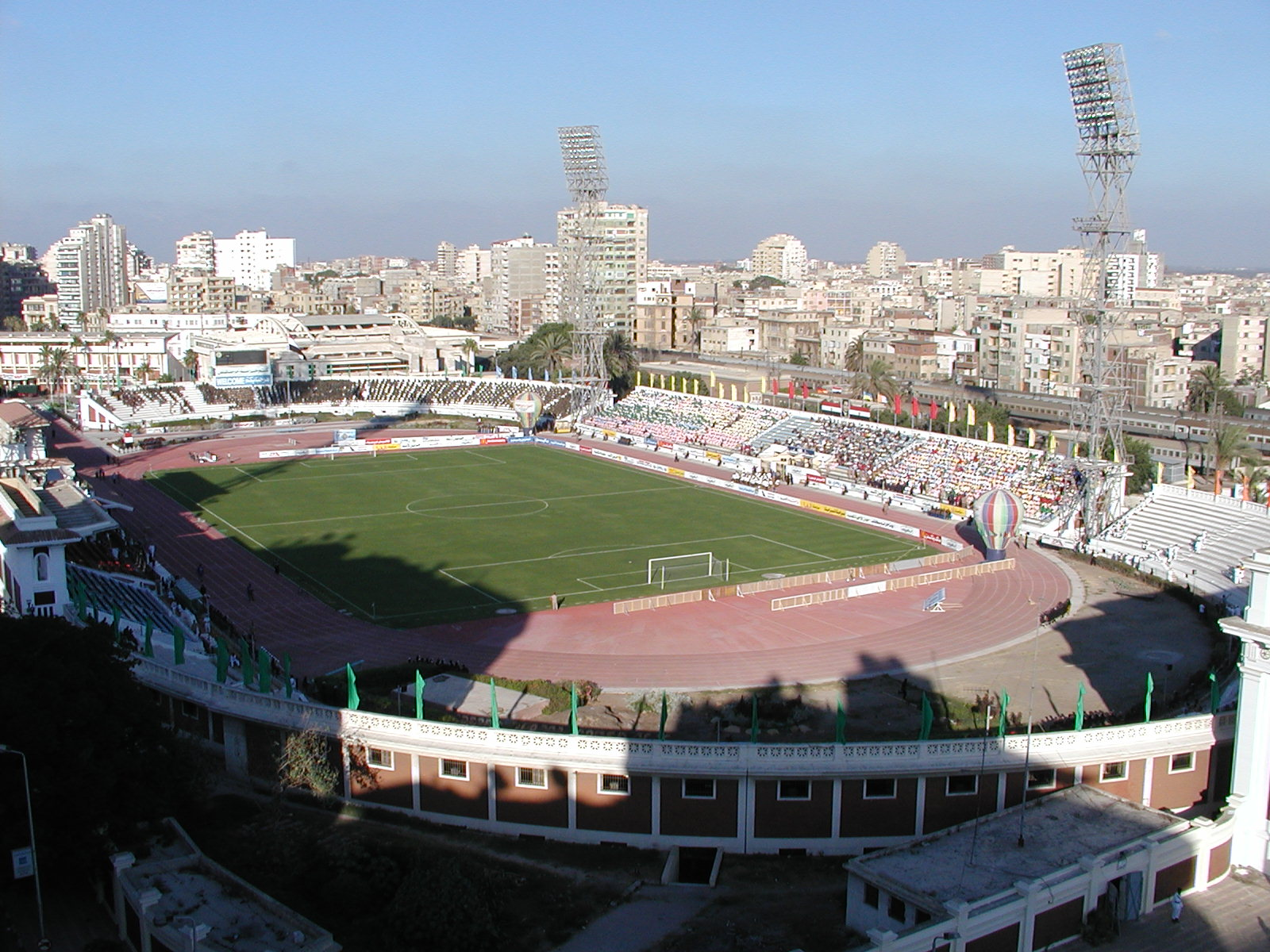
ستاد الإسكندرية

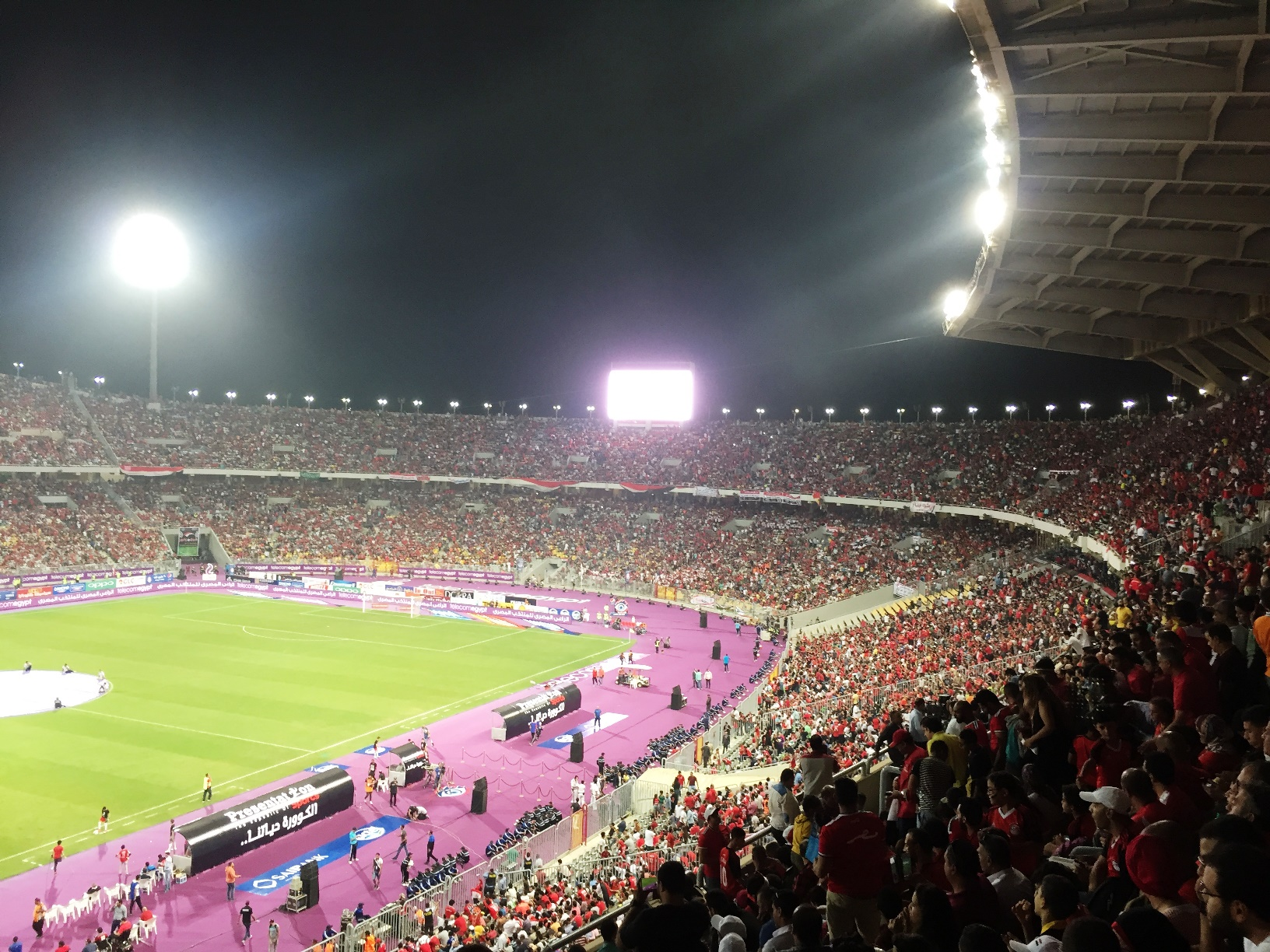
ستاد برج العرب

تضم الإسكندرية ثلاثة ملاعب لكرة القدم هي ستاد الإسكندرية، ستاد حرس الحدود، وستاد برج العرب والملعب الفرعي والصالة المغطاة المُلحقين به، يُعد نادي الاتحاد السكندري أكثر الأندية شعبيةً بالإسكندرية، بالإضافة لوجود بعض أندية كرة القدم الأخرى التي تتخذ من الإسكندرية مقرًا لها أهمها النادي الأوليمبي المصري، نادي الكروم، نادي سموحة، نادي الإسكندرية الرياضي المعروف باسم "نادي سبورتنج"، نادي حرس الحدود، نادي الصيد، نادي الاتحاد الرياضي اليوناني بالإسكندرية، النادي البحري اليوناني بالإسكندرية، نادي فاركو، نادي الترام، نادي السلاح المصري، نادي ريو، نادي وادي دجلة، نادي أصحاب الجياد، ونادي المجد السكندري، كما تضم الإسكندرية العديد من النوادي الاجتماعية المُخصصة بقطاعات وظيفية معينة والتي توجد أغلبها على كورنيش الإسكندرية مثل نادي الأطباء، نادي المهندسين، نادي المعلمين، نادي القضاة، نادي المحامين، نادي التجاريين، ونادي السيارات، بالإضافة إلى العديد من مراكز الشباب التابعة لوزارة الشباب والرياضة والمنتشرة في مختلف أحياء المدينة، كما احتضنت الإسكندرية عدة بطولات رياضية دولية من أهمها ألعاب البحر الأبيض المتوسط 1951،  دورة الألعاب العربية 1953، بطولة العالم تحت 17 سنة لكرة القدم 1997، كأس السوبر الإفريقي 1995، كأس الأمم الإفريقية 2006، كأس العالم تحت 20 سنة لكرة القدم 2009، وكأس الأمم الإفريقية 2019.

### الترفيه
المراكز التجارية والملاهي
تضم الإسكندرية كذلك العديد من الأماكن الترفيهية، المطاعم، الملاهي والمراكز التجارية مثل تيفولي دوم الإسكندرية، سان ستيفانو جراند بلازا، جليم باي، سيتي سكوير، جرين بلازا، الوطنية مول، زهران مول، سيتي سنتر الإسكندرية، وديب مول، ملاهي كريزي ووتر، دريم أليكس، وملاهي كرامنتس.
الميادين والحدائق العامة
تضم الإسكندرية الكثير من الميادين العامة من أهمها ميدان المنشية والذي يضم نصب الجندي المجهول، ميدان أحمد عرابي، ميدان سعد زغلول، ميدان سيدي جابر، ميدان الخرطوم، ميدان جليم، ميدان الشهداء، ميدان أحمد زويل، ميدان الأنفوشي، ميدان الإبراهيمية، ميدان فيكتور عمانويل، ميدان مثلث الشركات، وميدان الهانوفيل، كما تضم مدينة الإسكندرية العديد من الحدائق العامة مثل حدائق المنتزة الملكية وهي مجموعة حدائق غناء تحيط بقصري السلاملك والحرملك وتبلغ مساحتها 370 فدان، وتحتوى على أشجار متنوعة مثل النخيل، ومجموعة من أحواض الزهور، كما تضم متحفًا وشواطئ للاستحمام وخلجانا طبيعية ومركزًا سياحيًا متكاملاً ويضم فنادق ومطاعم وشاليهات وحديقة للأطفال على مساحة 4.5 فدان ويوجد بحديقة المنتزة فندق فلسطين، ومركز للرياضات البحرية، بالإضافة لحدائق المنتزة توجد أيضًا حدائق الشلالات، حديقة حيوان الإسكندرية. وحدائق أنطونيادس والتي تحتوى على أشجار وزهور وتماثيل مصممة على الطراز اليوناني.
الفنادق
تضم الإسكندرية الكثير من الفنادق السياحية بمختلف الدرجات السياحية مثل فندق فور سيزونز سان ستيفانو، فندق سيسل، فندق هيلتون جرين بلازا، فندق هيلتون كورنيش الإسكندرية، فندق هيلتون كينجز رانش، فندق ويندسور الإسكندرية، فندق قصر السلاملك، فندق شيراتون المنتزة، فندق فلسطين، فندق سان جيوفاني، فندق جويل جولد الإسكندرية، فندق صن رايز الإسكندرية، فندق توليب الإسكندرية، فندق رومانس الإسكندرية، وفندق راديسون بلو الإسكندرية.
المسارح ودور السنيما
تضم الإسكندرية الكثير من المسارح مثل دار أوبرا الإسكندرية "مسرح سيد درويش"، والذي يُعد مسرح الاحتفالات الرئيسي الرسمي بالمدينة، مسرح الليسيه، مسرح لونا بارك، مسرح بيرم التونسي، مسرح محمد عبد الوهاب، ومسرح عبد المنعم جابر.
وتضم المدينة كذلك العديد دور السينما المنتشرة في مختلف أحيائها مثل سينما ريالتو، سينما ريو، سينما أمير، سينما مترو، سينما رينسانس، سينما فريال، سينما راديو، سينما ستراند، سينما جرين بلازا، فوكس سينما، وسينما سان ستيفانو.
الشواطئ
تضم الإسكندرية العديد من الشواطئ المنتشرة في كافة أحياء المدينة وتنقسم إلى عدة أنواع، شواطئ سياحية وهي المندرة، البوريفاج، وستانلي، وشواطئ مميزة وهي المندرة 2، العصافرة شرق، ميامي غرب، سيدى بشر 1، سيدى بشر 2، أبو هيف، السرايا، السلسلة، رأس التين، بحري، بليس، البيطاش 1، البيطاش 2، الهانوفيل، وأبو تلات، وشواطئ الخدمة لمن يطلبها وهي أبو قير، العصافرة غرب، ميامي شرق، سيدى بشر، أبو هيف 1، أبو هيف 2، مظلوم، أنفوشي شرق، أنفوشي غرب، الدخيلة شرق، الدخيلة غرب، شهر العسل، هدير، تقسيم الملاح، السلام، دلتا الهانوفيل، أبو يوسف، فاميلي بيتش، النخيل، الصفا، شرق أبو تلات، غرب أبو تلات، وشواطئ مجانية هي المندرة 3، جليم، المكس، بليس، والهانوفيل.

## البنية التحتية

### الطرق والمواصلات
الطرق

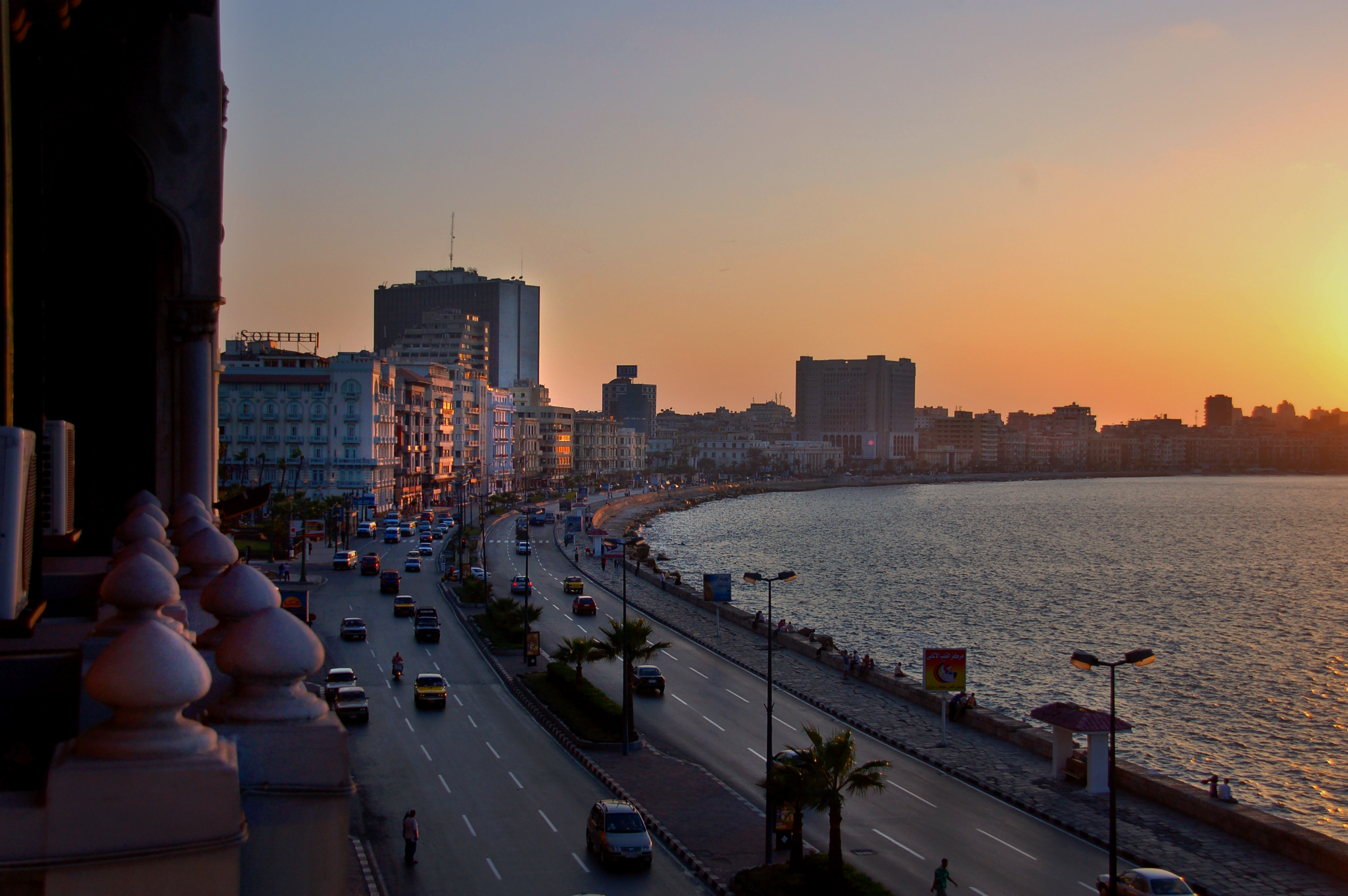
كورنيش الإسكندرية

تمتلك الإسكندرية شبكة واسعة من الطرق والشوارع التي تربط بين أحياء المدينة المختلفة، من أهمها ثلاثة طرق رئيسية تربط وسط المدينة بشرقها بشكل متوازي وهي كورنيش الإسكندرية أو طريق الجيش بطول حوالي 17 كم، ويربط منطقة بحري غربًا بمنطقة المندرة شرقًا، طريق الحرية أو طريق أبو قير بطول حوالي 10 كم ويربط منطقة الشلالات غربًا بمنطقة فيكتوريا شرقًا، ومحور المحمودية بطول 23 كم ويربط منطقة القباري غربًا بقرى أبيس في الجنوب الشرقي، بالإضافة إلى طرق رئيسية أخرى مثل شارع فؤاد والذي يُعد أقدم شوارع الإسكندرية، شارع ملك حفني، شارع قناة السويس،  شارع النبي دانيال، شارع بورسعيد، شارع السلطان حسين، والطريق الدائري، وكذلك تضم العديد من الطرق السريعة التي تربطها بالمدن الأخرى مثل طريق القاهرة الإسكندرية الصحراوي، وطريق القاهرة الإسكندرية الزراعي، والطريق الساحلي الدولي، ومحور المشير فؤاد أبو ذكري. وطريق الكافوري برج العرب.
المواصلات العامة
تٌعد ترام الإسكندرية أقدم خطوط ترام أنشأت في أفريقيا ومنطقة الشرق الأوسط حيث تم إنشائها في عهد محمد سعيد باشا سنة 1860، وتُعد إحدى مواصلات النقل العام بالمدينة، وتُدار من خلال الهيئة العامة لنقل الركاب بمحافظة الإسكندرية، وهي تنقسم إلى نوعين: ترام الرمل أو الترام الأزرق وتتكون من ثلاثة عربات كل منها منفصلة عن الأخرى، وتعمل بالكهرباء، وتربط شرق المدينة (محطة فيكتوريا) بغربها (محطة الرمل) وتمر على 37 محطة في أحياء المنتزة، شرق، ووسط المدينة، وترام المدينة أو الترام الأصفر وتتكون من عربتان وهي نوعان: النوع الأول أن تكون العربتان متصلتان ببعضهما البعض، والنوع الثاني تكون كل عربة منفصلة عن الأخرى، وتعمل أيضًا بالكهرباء، وتربط مناطق أحياء شرق ووسط المدينة وتمر على 50 محطة، وفي 2021 دخلت الخدمة عدد 15 ترام من تصنيع شركة "تاترا - يوج" الأوكرانية مكونة من عربتان باللون الأصفر سعة 140 راكب، وتعمل حاليًا على خطوط ترام الرمل وترام المدينة.
خطوط القطارات بالإسكندرية تقوم بتشغيلها الهيئة القومية لسكك حديد مصر، وهي تربط مدينة الإسكندرية بباقي محافظات مصر، ومحطاتها الرئيسية هي محطة قطار الإسكندرية، محطة قطار سيدي جابر، ومحطة قطار محرم بك، ويتم حاليًا إنشاء محطة قطارات رئيسية ضمن مشروع الخط الأول للقطار الكهربائي السريع جنوب المدينة بجوار مدخل طريق القاهرة الإسكندرية الصحراوي، وكذلك يتم إنشاء مترو الإسكندرية ليحل محل قطار أبو قير على ثلاث مراحل، المرحلة الأولى بطول حوالي 22 كم، وستربط منطقة أبو قير أقصى شرق الإسكندرية بمحطة قطار الإسكندرية بوسط المدينة، وسيكون مسار المترو علوي وسطحي، مُقسم على 20 محطة، وستكون السرعة التشغيلية للمترو 80 كم/س، وزمن التقاطر ثلاث دقائق، ومن المتوقع الانتهاء من المرحلة الأولى في 2026.
تضم الإسكندرية كذلك شبكة خطوط نقل عام بالحافلات تشغلها الهيئة العامة لنقل الركاب بمحافظة الإسكندرية بالإضافة إلى شركات خاصة أخرى، وبلغ عدد خطوط الحافلات التابعة للهيئة العامة لنقل الركاب بالمحافظة في يوليو 2023 عدد 103 خط، ويعمل بها مختلف أنواع الحافلات المتوسطة، الكبيرة، العادية، والمكيفة، وتنقسم إلى أربعة مناطق هي خطوط سيارات محرم بك بعدد ستة عشر خط، خطوط سيارات وسط بعدد عشرين خط، خطوط سيارات شرق بعدد تسعة وعشرون خط، وخطوط سيارات غرب بعدد ثمانية وثلاثون خطًا، بالإضافة إلى خطوط الميكروباص وسيارات الأجرة المميزة باللونين الأصفر والأسود، كما يوجد بالإسكندرية موقف حافلات رئيسي يضم كافة وسائل النقل التي تربط مع المدن والمحافظات المجاورة وهو موقف محرم بك.
المطارات والموانئ

مبنى الركاب 2 بمطار برج العرب الدولي

يخدم مدينة الإسكندرية مطار برج العرب الدولي وهو مطار دولي يبعد عن الإسكندرية حوالي 49 كم في الاتجاه الجنوبي الغربي، وقد أنشأ كبديل عن مطار النزهة الذي تم إغلاقه، تبلغ مساحة أرض المطار حوالي 8520 فدان، تم افتتاحه أمام حركة الطيران المدني سنة 2003، وتم افتتاح مبنى الركاب في أكتوبر 2010، ويتم حاليًا إنشاء مبنى ركاب جديد بسعة أربعة ملايين راكب سنويًا،
تضم الإسكندرية العديد من الموانئ البحرية هي ميناء الإسكندرية، والذي يُعد الميناء الرئيسي في مصر، إذ يتم تداول حوالي 60٪ من تجارة مصر الخارجية من خلال الميناء، وتبلغ مساحته ما يقرب من 22.8 كم²، ميناء الدخيلة، ميناء أبو قير، ميناء سيدي كرير المُتخصص في شحن وتفريع ناقلات النفط، ومشروع إنشاء ميناء المكس الجديد والذي من المُفترض بعد الانتهاء منه أن يُشكل بعد ضمه مع مينائي الإسكندرية والدخيلة "ميناء الإسكندرية الكبير".

### مياه الشرب والصرف الصحي
مياه الشرب

صهريج ابن النبيه

منذ نشأة الإسكندرية اعتمد سكانها على الحصول على مياه الشرب من خلال القنوات المتفرعة من الفرع الكانوبي لنهر النيل (فرع رشيد حاليًا)، ثم يتم تخزين هذه المياه في فترات الفيضان داخل صهاريج موزعة على عدة أماكن في المدينة لاستخدامها باقي العام، وخلال القرن 19 تم حصر عدد صهاريج المياه المستخدمة في الإسكندرية وبلغ عددها 119 صهريج، لم يتبقى منهم حاليًا سوى خمسة صهاريج هي صهريج ابن النبيه، ابن بطوطة، الباب الأخضر، دار إسماعيل، والمباهما، ولم تعرف المدينة نظام معالجة مياه الشرب وضخها بالأنابيب سوى سنة 1860 عندما تأسست شركتان للعمل في هذا المجال هما شركة ترشيح مياه الرمل وهي شركة متعددة الجنسيات، والشركة المدنية وهي شركة فرنسية تحولت فيما بعد إلى شركة إنجليزية ذات مسئولية محدودة تحت اسم "شركة مياه الإسكندرية المحدودة"، وحصلت على حق امتياز توصيل المياه بالأنابيب داخل الإسكندرية في مارس 1879، وظلت تعمل في ظل الإدارة الإنجليزية حتى تحولت إلى شركة مساهمة مصرية في يونيو 1958، وفي يوليو 1961 صدر قانون 117 لعام 1961 بتأميم الشركة وتحويل أسهمها إلى سندات حكومية وتحولت إلى إحدى الجهات التابعة لمحافظة الإسكندرية.

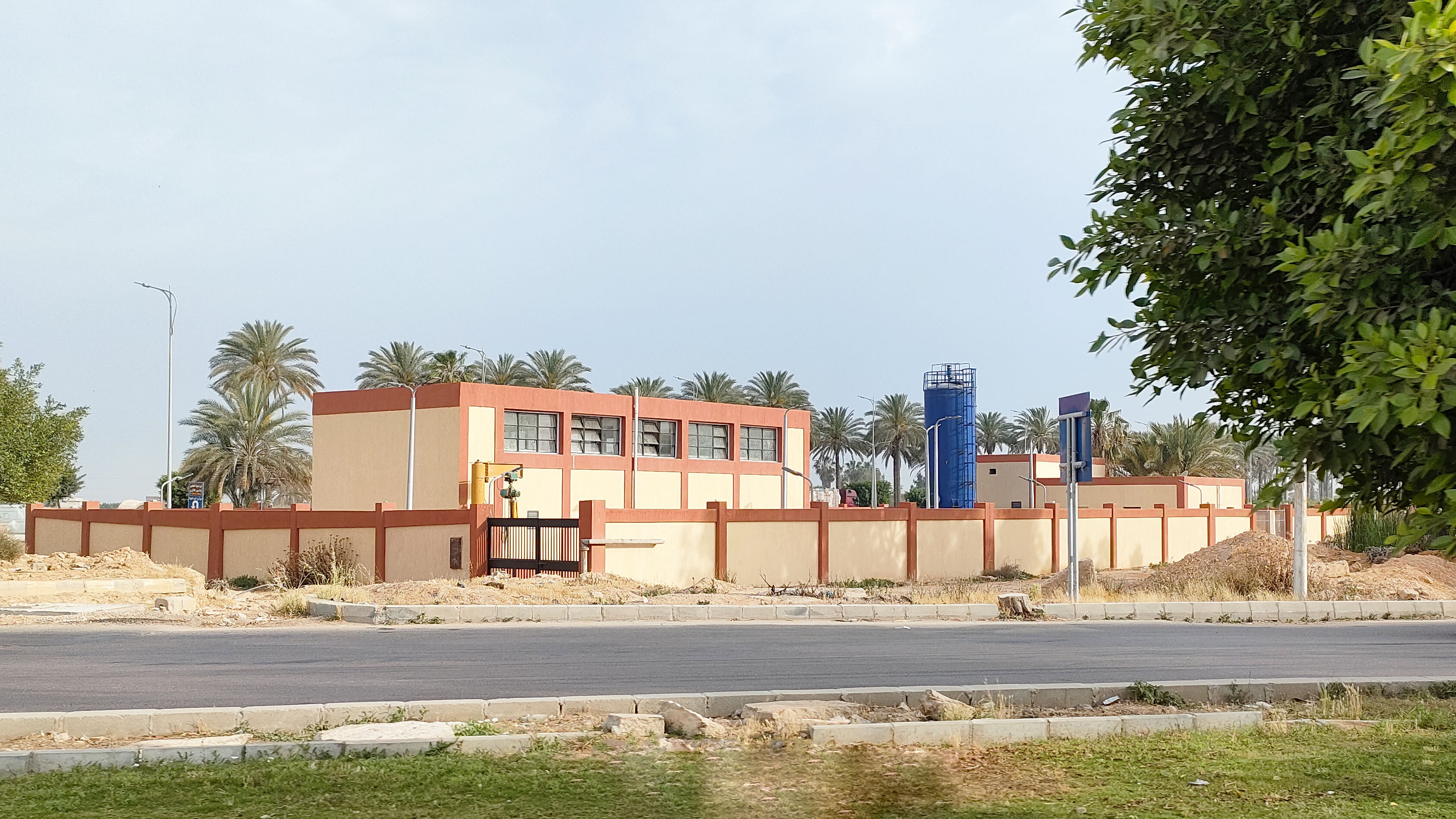
محطة رفع مياه تابعة لمحطة مريوط 2

بلغ طول شبكات توزيع المياه بمدينة الإسكندرية في 2022 حوالي 9280 كم، بنسبة تغطية 99.7% من مناطق المدينة، وتتغذى الإسكندرية بمياه الشرب من خلال أربعة مصادر تنقل مياه نهر النيل إلى المدينة وهي ترعة المحمودية، ترعة مياه الشرب، ترعة النوبارية، وترعة النصر، ثم يتم ضخ هذه المياه إلى تسعة محطات معالجة مياه، موزعة على أنحاء المدينة تتبع شركة مياه الشرب بالإسكندرية هي محطة السيوف بطاقة 840 ألف متر مكعب يومياً ويتبعها تسعة محطات رفع، محطة مريوط 2 بطاقة 636 ألف متر مكعب يومياً، ويتبعها خمسة محطات رفع، محطة مريوط 1 بطاقة 510 ألف متر مكعب يومياً، ويتبعها أربعة عشر محطة رفع، محطة شرقي بطاقة 510 ألف متر مكعب يومياً، ويتبعها محطتي رفع، محطة المنشية 1 بطاقة 380 ألف متر مكعب يومياً ويتبعها ستة محطات رفع، محطة المنشية 2 بطاقة 240 ألف متر مكعب يومياً، محطة المعمورة بطاقة 240 ألف متر مكعب يومياً، ويتبعها محطة رفع واحدة، محطة النزهة بطاقة 200 ألف متر مكعب يومياً، ويتبعها ثلاثة محطات رفع، ومحطة فرن الجراية بطاقة 50 ألف متر مكعب يومياً، ويتبعها ثلاثة محطات رفع.
الصرف الصحي
بلغ طول شبكة مياه الصرف الصحي بالإسكندرية في 2022 حوالي 6983 كم، بنسبة تغطية 89.8% من مناطق المدينة، ويعمل نظام الصرف الصحي في مدينة الإسكندرية من خلال عدة محطات معالجة الصرف الصحي تتبع شركة الصرف الصحي بالإسكندرية، أهمها محطة معالجة التنقية الشرقية: وتُعد أكبر محطة معالجة صرف صحي بالمدينة، بطاقة استيعابية 800 ألف متر مكعب يوميًا، وتصل طاقتها في حالات الطوارئ إلى 1.2 مليون متر مكعب يومياً، فهي تستقبل وتعالج وحدها ما يقرب من 40% من مياه الصرف الصحي بالمدينة، محطة معالجة الصرف الصحي بالعجمي بطاقة استيعابية 220 ألف متر مكعب يوميًا،  محطة معالجة الصرف الصحي بالمعمورة، ومحطة معالجة الصرف الصحي بالعامرية بطاقة استيعابية 100 ألف متر مكعب يوميًا.

### الكهرباء

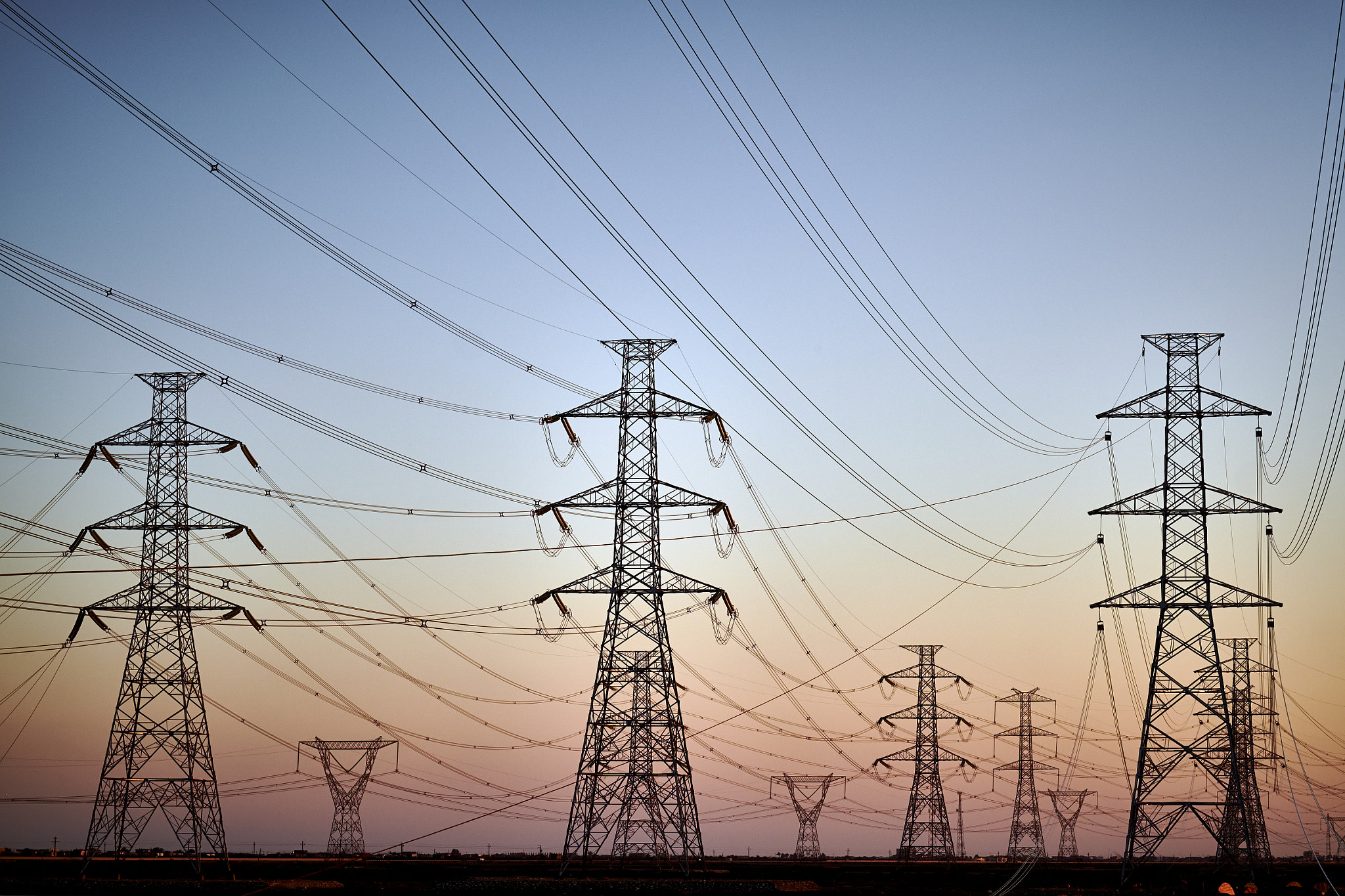
أبراج كهرباء جنوب الإسكندرية

تُعد الإسكندرية ثاني مدينة مصرية يتم توصيل الكهرباء إليها بعد العاصمة القاهرة وذلك من خلال شركة ليبون الفرنسية، وأقيمت أول وحدة توليد كهرباء بخارية في الإسكندرية بمنطقة كرموز سنة 1895، كان المحامي الفرنسي مانولدي الذي يقطن في شارع صلاح سالم هو أول مشترك يصله التيار الكهرباء وذلك في 11 مايو 1895، وتوالى بعد ذلك دخول الكهرباء إلى المنازل، البنوك، الجمعيات، والقنصليات الموجودة بالمدينة، وكانت طريقة الحساب على استهلاك الكهرباء تم بناءً على عدد المصابيح الموجودة لدى المشتركين إلى أن تم تركيب عدادات الكهرباء.
تتغذى مدينة الإسكندرية من الكهرباء من خلال شركة الإسكندرية لتوزيع الكهرباء، وتضم الإسكندرية خمسة محطات توليد كهرباء ويتبعها عدد من محطات المحولات المنتشرة في أحياء المدينة هي محطة كهرباء كرموز الغازية بقدرة تصميمية 23.5 ميجاواط، محطة كهرباء السيوف الغازية بقدرة تصميمية 33 ميجاواط، محطة كهرباء أبوقير الغازية بقدرة تصميمية 2550 ميجاواط، محطة كهرباء أبوقير البخارية بقدرة تصميمية 935 ميجاواط. ومحطة كهرباء سيدي كرير البخارية بقدرة تصميمية 640 ميجاواط.

## الاقتصاد

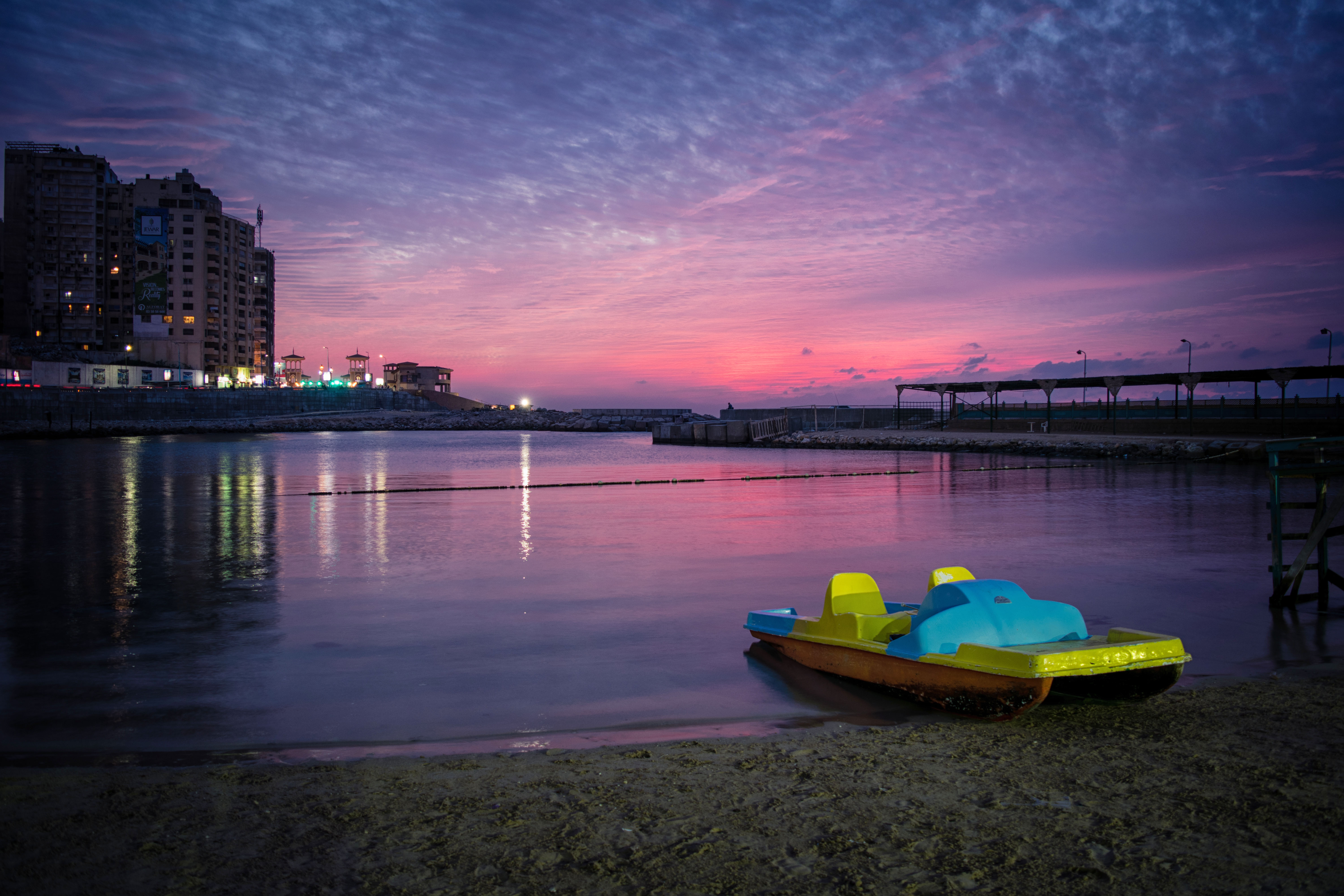
أحد شواطئ الإسكندرية وقت الغروب

### السياحة
تلعب السياحة دور كبير في اقتصاد مدينة الإسكندرية، لامتلاكها العديد من المقومات السياحية أهمها المناخ المعتدل، الشواطئ، المناطق الأثرية، الأماكن الترفيهية، وفي سنة 2018 بلغ عدد المنشآت الفندقية في المدينة 40 فندق بمختلف تقييماته، وتحظى الإسكندرية بنسبة عالية بالنسبة للسياحة الداخلية، إلا أنها في المقابل تحظى بنسبة صغيرة بالنسبة للسياحة الدولية، إذ بلغ عدد السائحين غير المصريين الذين قاموا بزيارة المدينة سنة 2006 حوالي 534235 سائح بنسبة 2% من إجمالي الحركة السياحية الوافدة إلى مصر، وتستحوذ برامج السياحة الثقافية والأثرية على نسبة تقارب 88.6% من إجمالي البرامج السياحية بالمدينة، فيما تستحوذ البرامج السياحية الأخرى على نسبة 11.4% المتبقية.

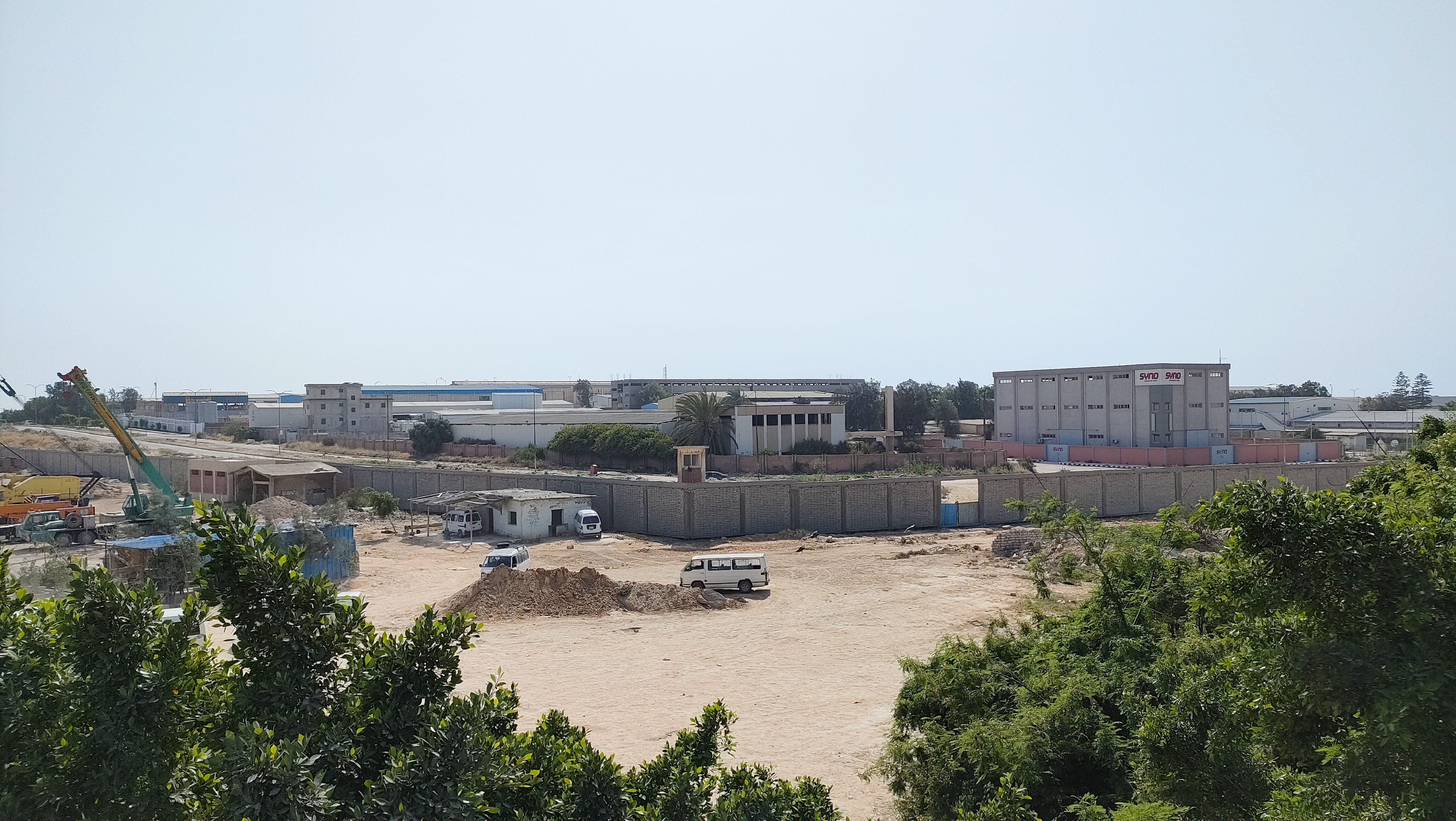
المنطقة الحرة العامة بالإسكندرية

### الصناعة
ساعد وجود ميناء الإسكندرية على زيادة وتنوع الأنشطة الصناعية داخل المدينة، فهي تضم ثمانية مناطق صناعية، هي المنشية الجديدة الصناعية على مساحة 835 فدان، الناصرية الصناعية على مساحة 198 فدان، النهضة الصناعية على مساحة 4611 فدان، أم زغيو الصناعية على مساحة 2851 فدان، سيبكو الصناعية على مساحة 160 فدان، مرغم الصناعية على مساحة 6201 فدان، الكيلو 31 الصناعية على مساحة 814 فدان، والمنطقة الحرة العامة بالإسكندرية على مساحة 1409 فدان، تضم المناطق الصناعية بالإسكندرية العديد من القطاعات مثل الغزل والنسيج، الصباغة والطباعة، الأدوية، الحديد والصلب، الورق، صناعات غذائية الأجهزة الكهربائية، والأسمدة، وبخلاف ذلك تضم الإسكندرية عدد من معامل تكرير البترول، الغاز الطبيعي وللبتروكيمياويات، حيث تستحوذ وحدها على حوالي 40% من طاقات تكرير البترول على مستوى مصر، وأيضًا عدد من الصناعات التعدينية مثل الأسمنت، المحاجر والملاحات.

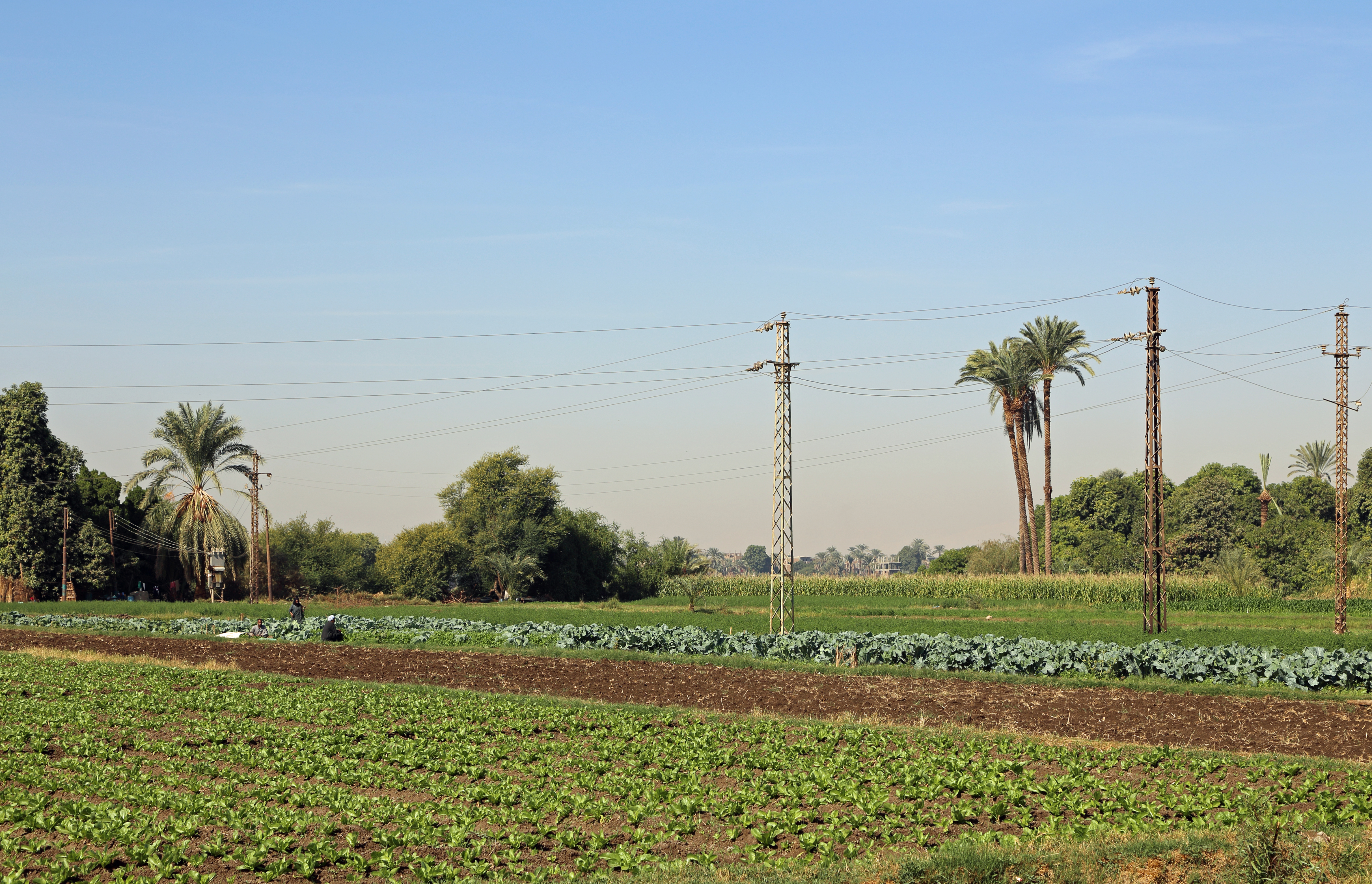
مزارع بمنطقة أبيس

### الزراعة
بلغت المساحة المزروعة بمدينة الإسكندرية سنة 2002 حوالي 87403 فدان، مُقسمة إلى 10494 فدان بمناطق قرى أبيس والمعمورة، 12856 فدان بمناطق خورشيد والزوايدة، و64053 فدان بمنطقة العامرية، ويعتمد نظام الري في الإسكندرية على الغمر من مياه ترعة المحمودية، ترعة النوبارية، ترعة بهيج، وترعة مريوط، مشروعات المياه الجديدة، ومياه الأمطار، ويُعد القمح، القطن، الذرة، الشعير، والأرز من أهم المحاصيل التي يتم زراعتها بالإسكندرية،  بخلاف الأراضي الموجودة غرب المدينة التي يكثر بها زراعة أشجار التين والزيتون،  الأراضي الموجودة شرق المدينة التي يكثر بها زراعة أشجار البرتقال والجوافة،  والأراضي الموجودة جنوب المدينة التي يكثر بها زراعة النخيل.

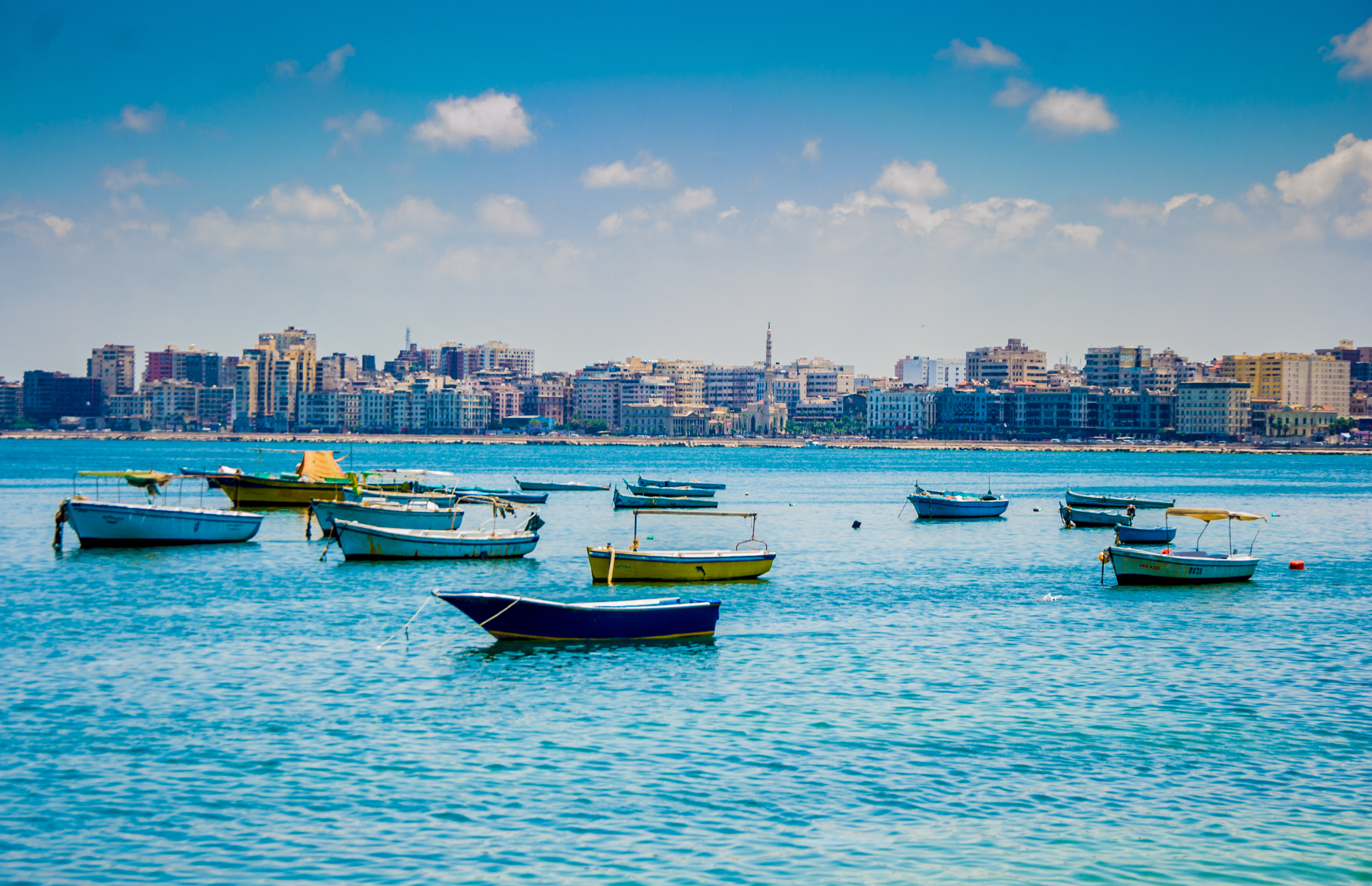
مراكب الصيد بمنطقة بحري

### الثروة السمكية والحيوانية
قُدّر إجمالي إنتاج المدينة من الثروة السمكية سنة 2001 بحوالي 11627 طنًا،  ويتم الصيد في مياه البحر الأبيض المتوسط، ومياه بحيرة مريوط البالغ مساحتها حوالي 14 ألف فدان، ويعمل بها سنة 2020 ما يقرب من عشرة الآف صياد، وتُنتج حوالي 20 ألف طن أسماك سنويًا أغلبه من سمك البلطي،  تُمثل حوالي 4.7% من إجمالي إنتاج الأسماك بالحيرات المصرية،  أما بالنسبة للثروة الحيوانية فبلغت عدد رؤوس الماشية بأنواعها سنة 2002 حوالي 117767 رأس، مُقسمة إلى 22618 رأس بمناطق أبيس والمعمورة، 23666 راس بمناطق خورشيد والزوايدة، و71483 بمنطقة العامرية،  وتضم المدينة في 2020 عدد 20 وحدة بيطرية وأربعة مجازر.

## أعلام المدينة
- أحمد عصمت عبد المجيد، وزير خارجية مصر الأسبق، وأمين عام جامعة الدول العربية الأسبق.[256]
- إيمان البحر درويش، مطرب مصري ونقيب الموسيقيين المصريين سابقًا.[256]
- توفيق الحكيم، كاتب وأديب مصري من رواد الرواية والأدب المسرحي.[256]
- جلال عامر، كاتب صحفي ساخر ومفكر مصري.[256]
- جمال عبد الناصر، الرئيس الثاني لجمهورية مصر من عام 1956 وحتى وفاته عام 1970.[256]
- حسن فتحي، معماري مصري، اهتم بتطوير مساكن صحية وصديقة للبيئة.[256]
- حمزة نمرة، مطرب مصري.[256]
- ديميس روسوس، مغني مصري المولد -يوناني الجنسية.[256]
- سمية الخشاب، ممثلة مصرية.[256]
- سيد درويش، ملحن وموسيقي ومجدد النهضة الموسيقية في مصر.[256]
- عباس حلمي الثاني، آخر من حمل لقب خديوي من أسرة محمد علي، قام بتأسيس قصر المنتزة.[256]
- عبد اللطيف أبوهيف، بطل عالم خمس مرات متتالية في السباحة، واختير من أفضل ثلاثة سباحين على مستوى العالم.[256]
- عمر الشريف، ممثل مصري عالمي.[256]
- عمرو خالد، مفكر وداعية إسلامي.[256]
- فاطمة رشدي، من رائدات المسرح والسينما في مصر.[256]
- فوزية بنت فؤاد الأول، أميرة مصرية تنحدر من الأسرة العلوية، وملكة إيران السابقة.[256]
- قسطنطين كفافيس، شاعر ذو جذور يونانية تتناول قصائده مواضيع عن المسيحية الوطنية.[256]
- كرم جابر، بطل العالم في المصارعة الرومانية والحاصل على الميدالية الذهبية في أوليمبياد أثينا 2004.[256]
- كليوباترا السابعة، ملكة مصر.[256]
- محمد كامل عمرو، وزير الخارجية المصرية في حكومة عصام شرف/الجنزوري/هشام قنديل.[256]
- محمد سليم العوا، مفكر قانوني وإسلامي؛ ترشح لانتخابات الرئاسة المصرية 2012.[256]
- محمود عبد العزيز، ممثل مصري شهير.[256]
- هند رستم، ممثله مشهورة وملكة جمال.[256]
- يوسف شاهين، مخرج سينمائي مصري.[256]

## مدن شقيقة
| - أثينا، اليونان. - روما، إيطاليا. - سانت بطرسبرغ، روسيا. - براتيسلافا، سلوفاكيا. - شانغهاي ، الصين. | - بالتيمور ، الولايات المتحدة. - تونس، تونس. - الدار البيضاء، المغرب. - المنامة، البحرين. - كليفلاند ، الولايات المتحدة. | - ديربان، جنوب إفريقيا. - بيروت، لبنان. - دمشق ، سوريا. - سالونيك، اليونان. - إسطنبول، تركيا. |

## معرض الصور

الهوية البصرية
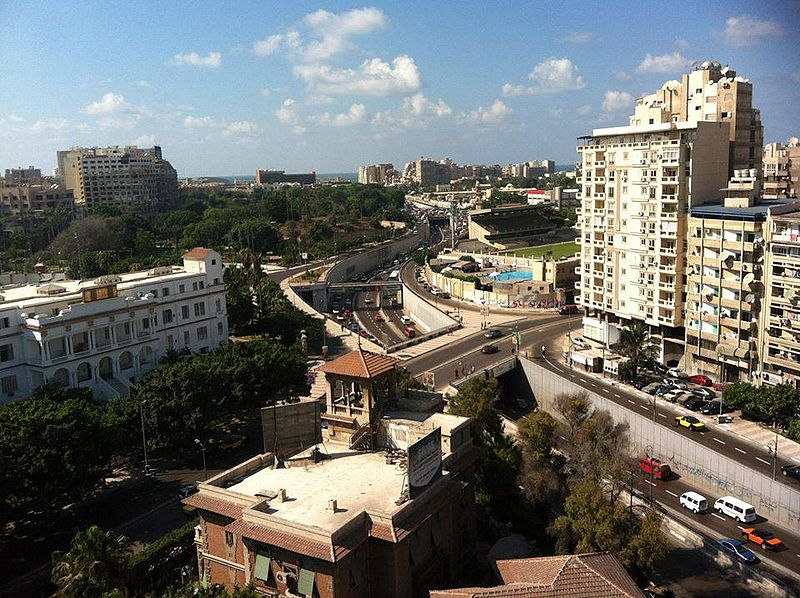
منطقة محرم بك
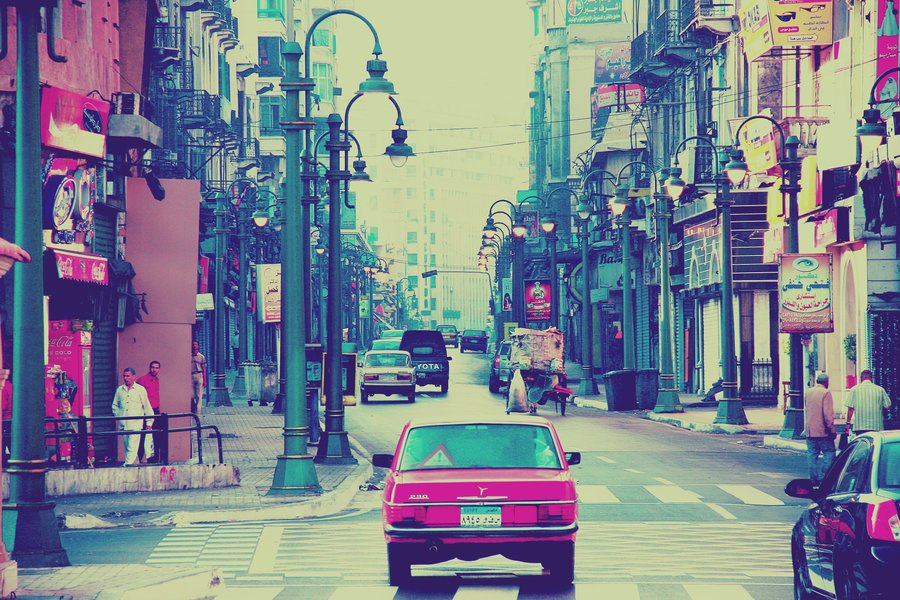
منطقة محطة الرمل
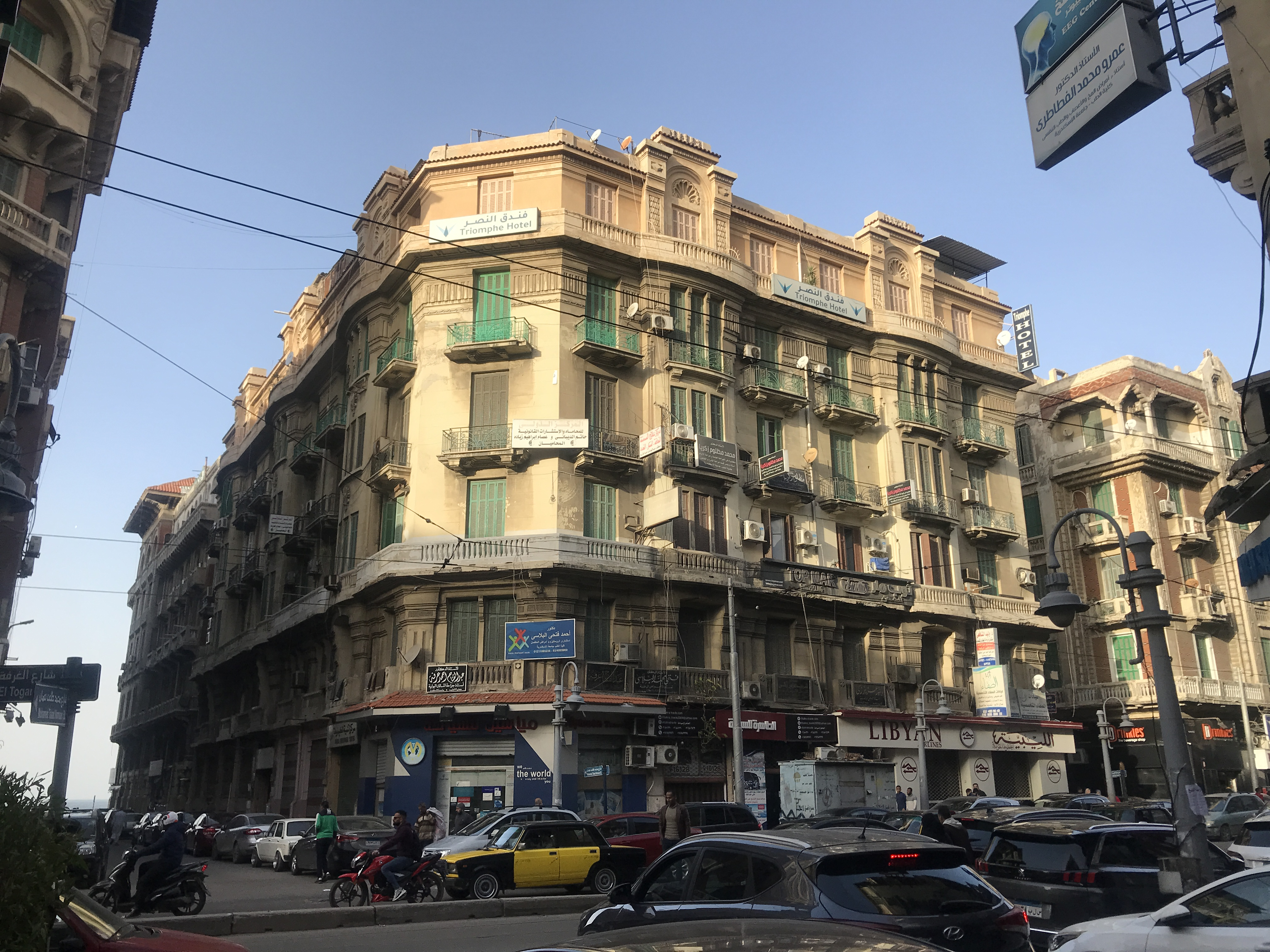
منطقة المنشية
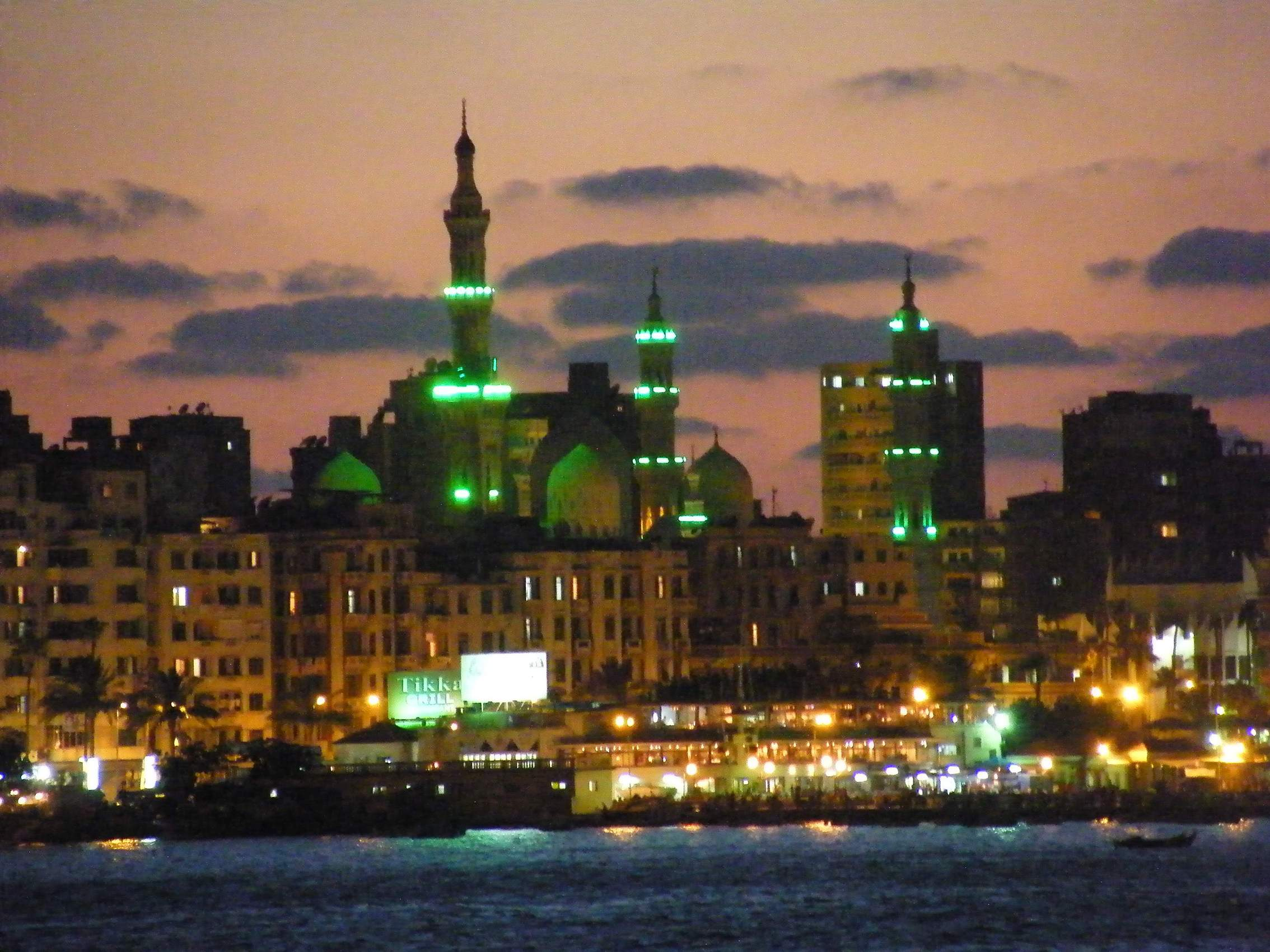
منطقة بحري
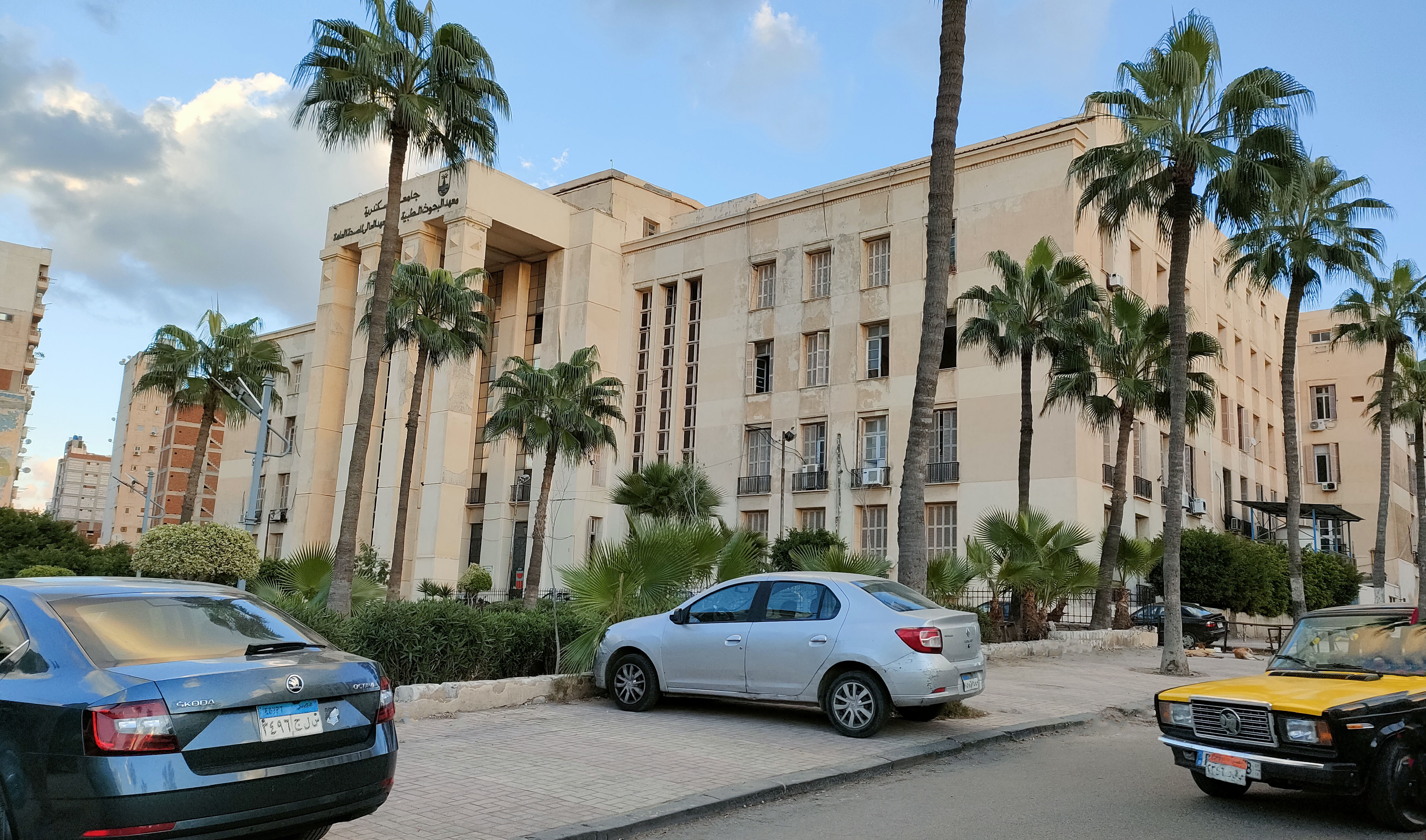
منطقة الإبراهيمية
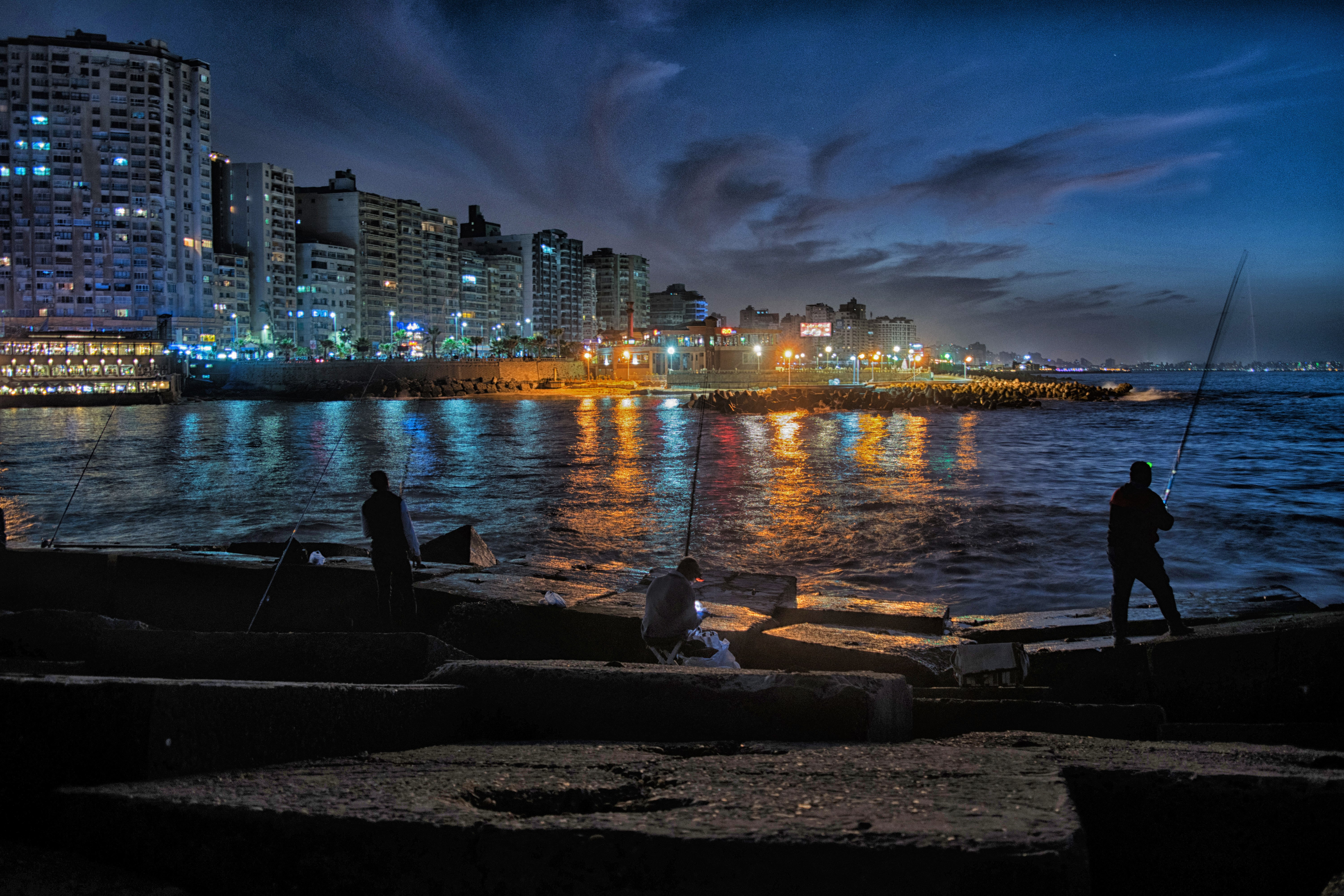
منطقة ميامي
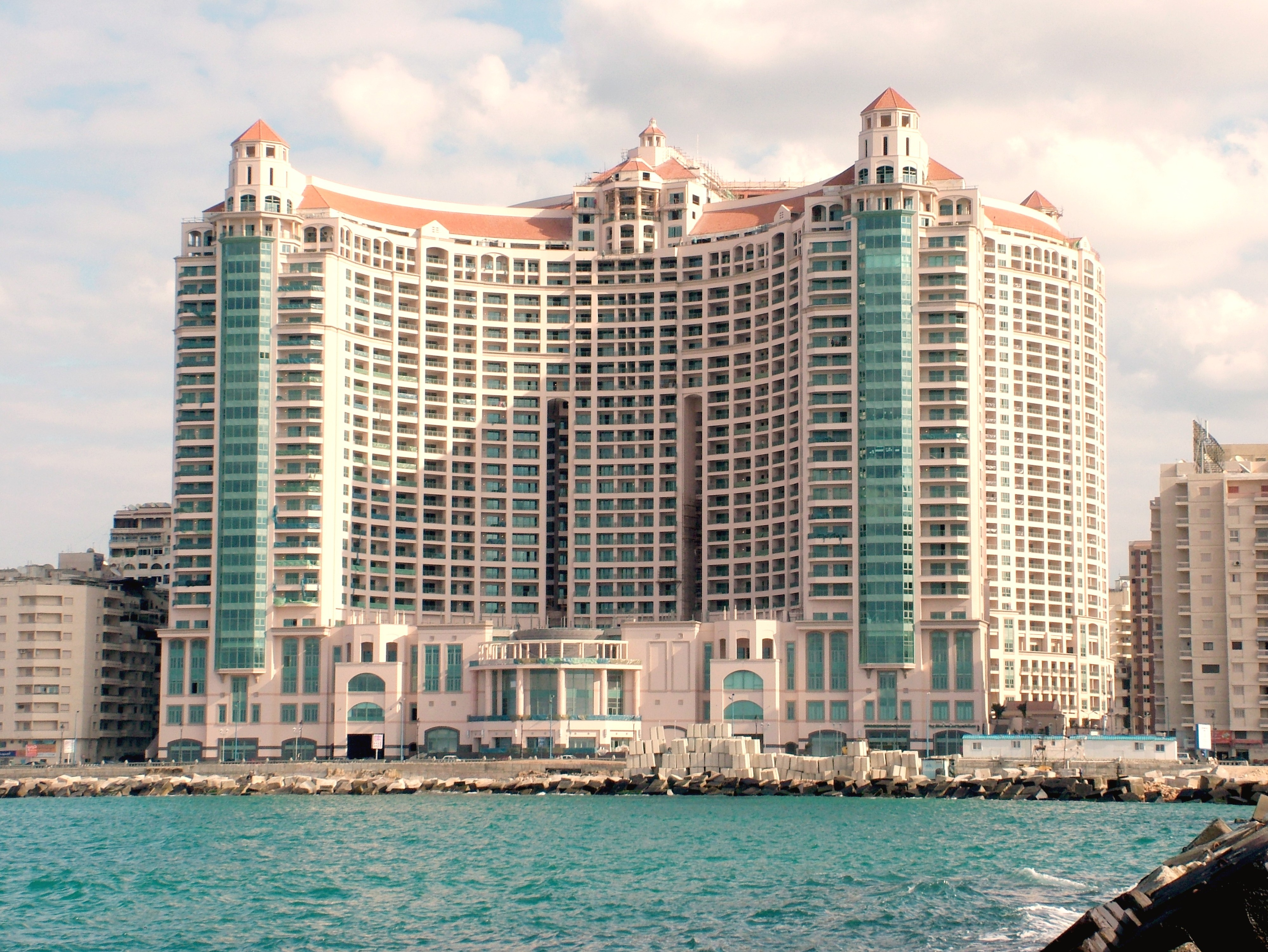
سان ستيفانو جراند بلازا
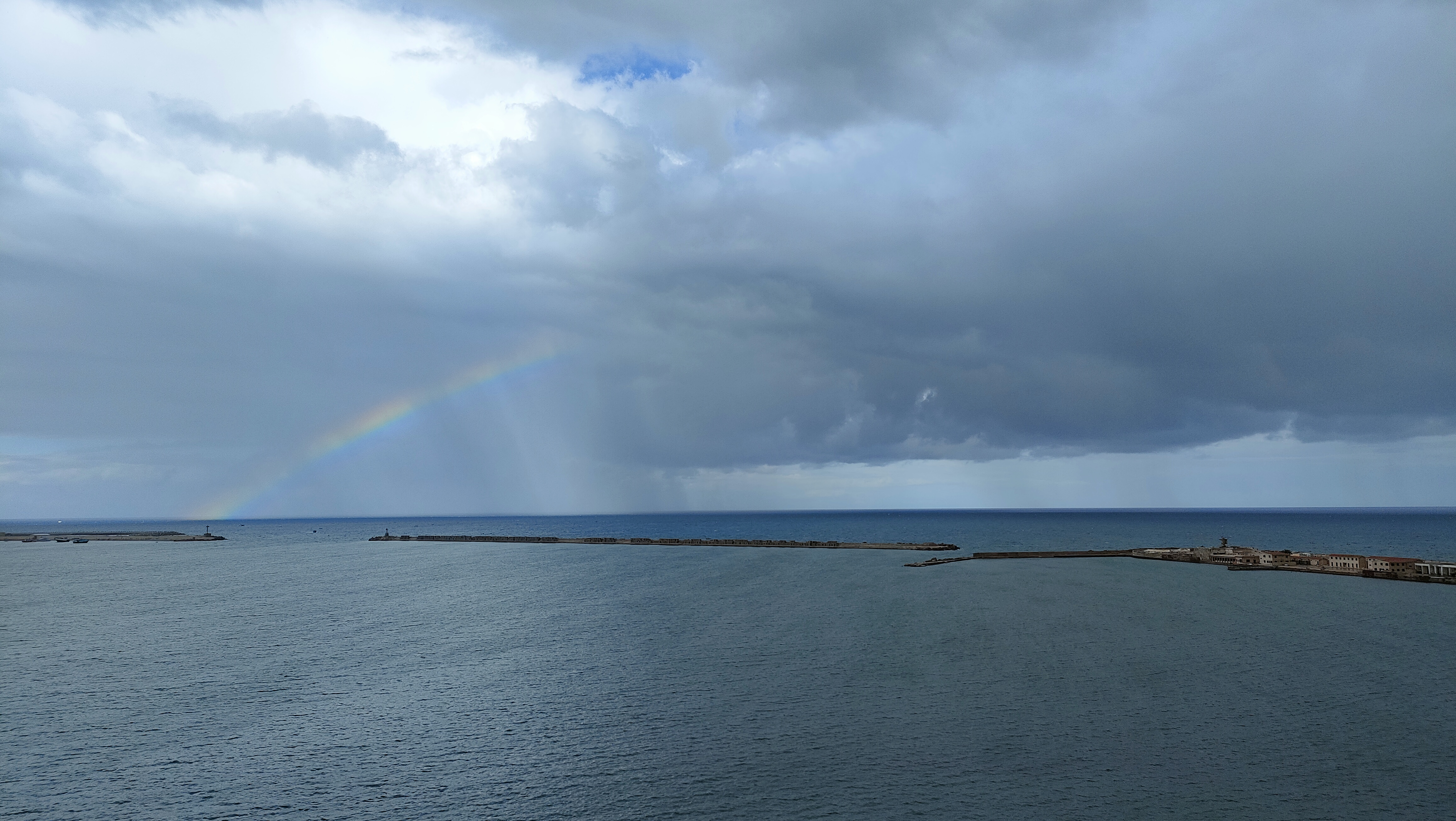
منظر عام للميناء الشرقي
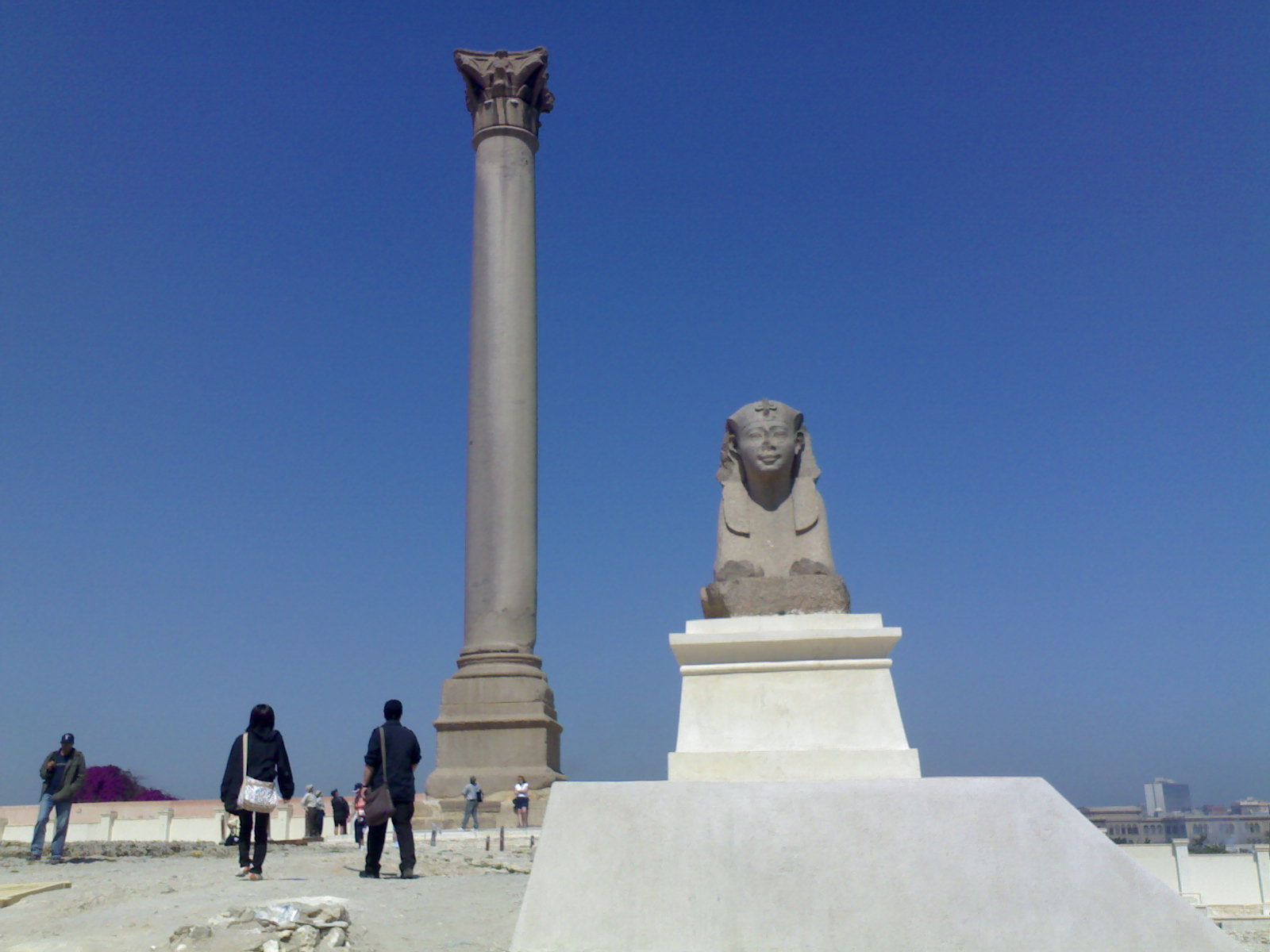
عمود السواري
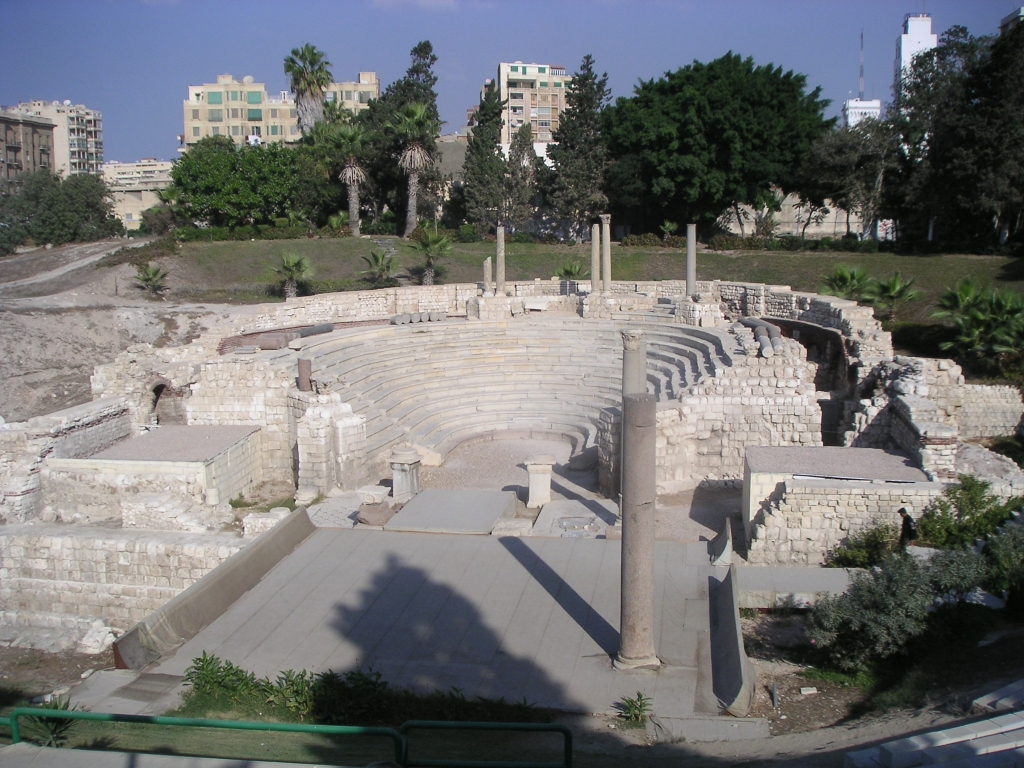
المسرح الروماني
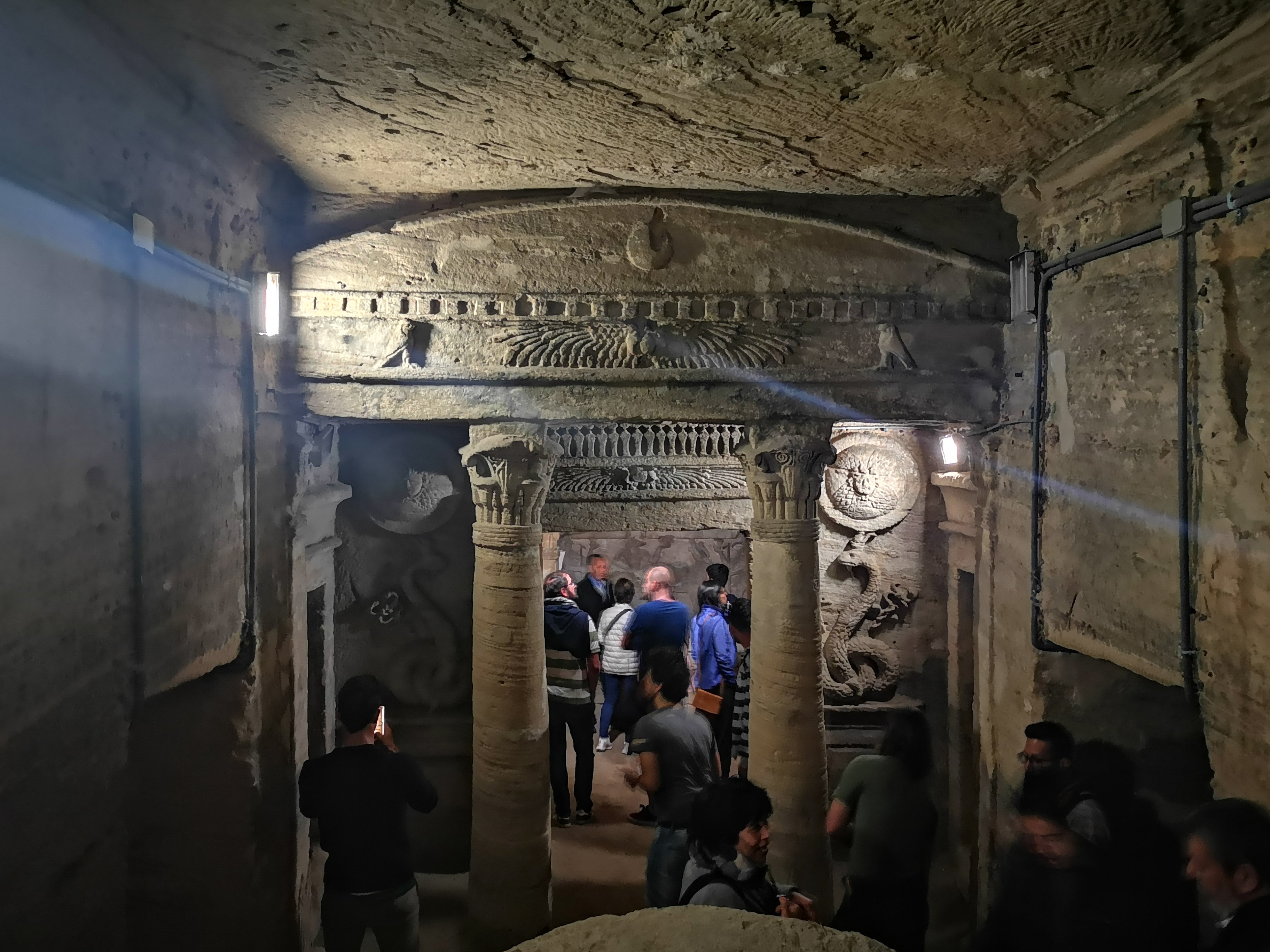
مقابر كوم الشقافة
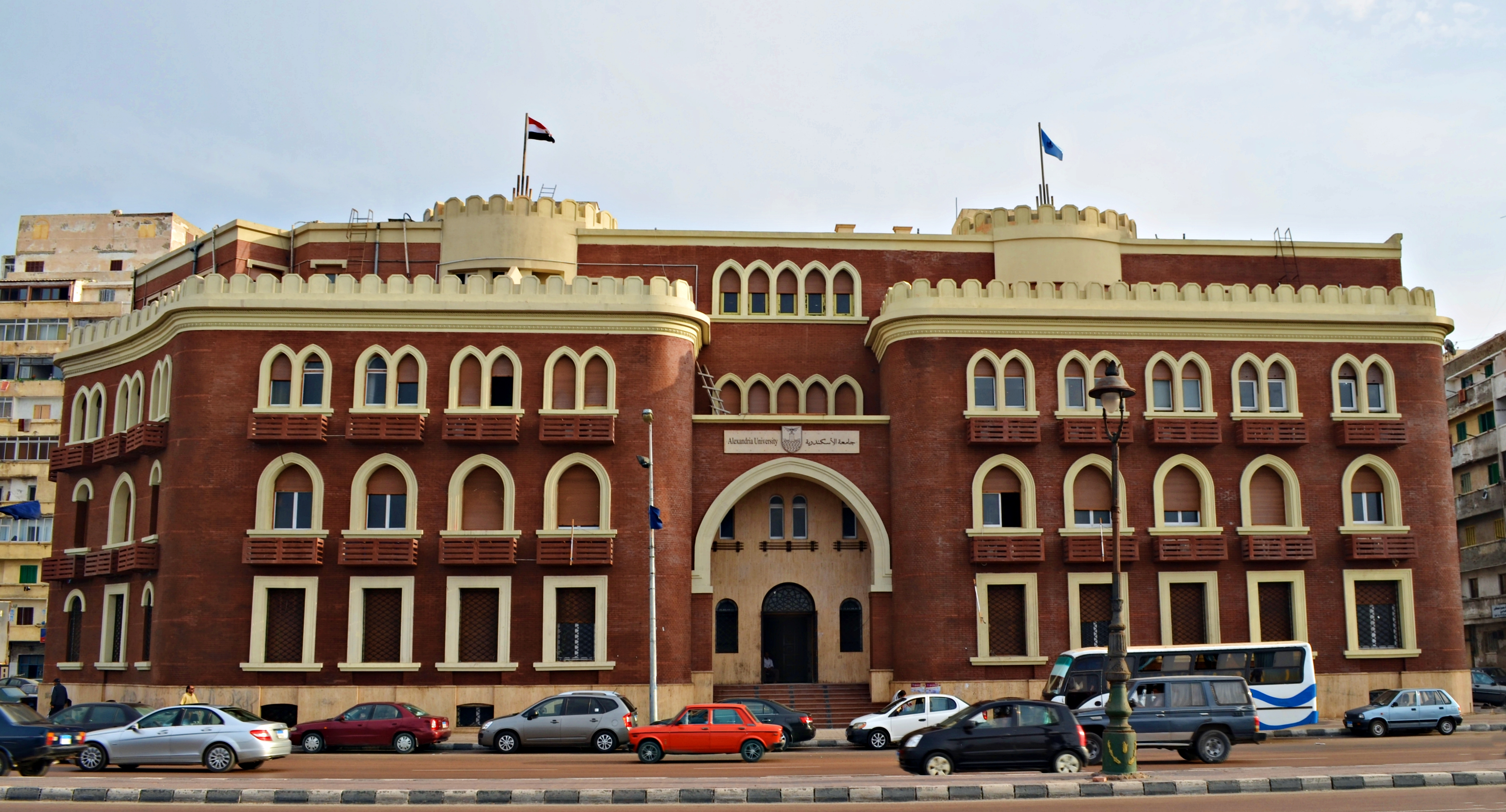
جامعة الإسكندرية
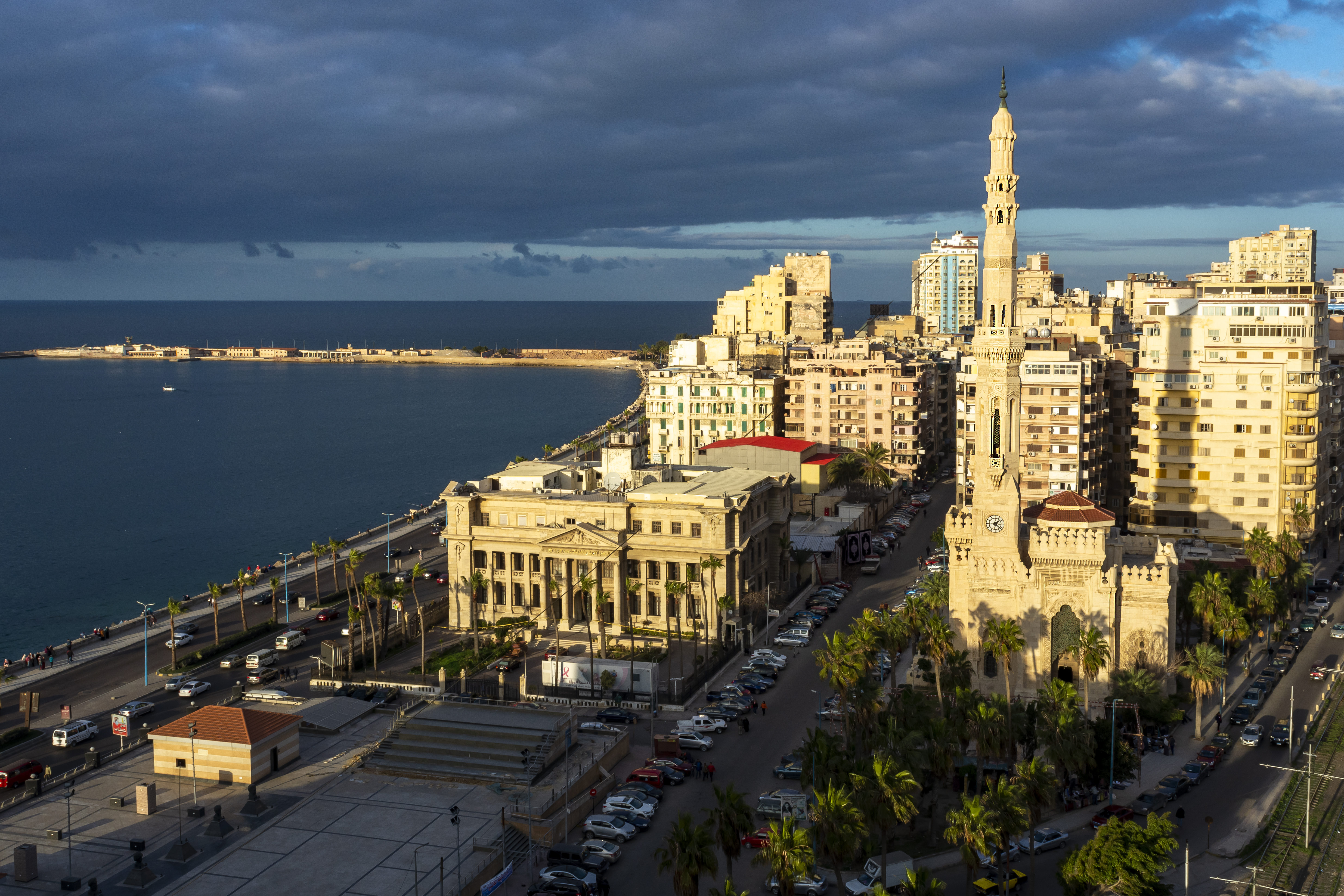
مسجد القائد إبراهيم
مسجد القائد إبراهيم
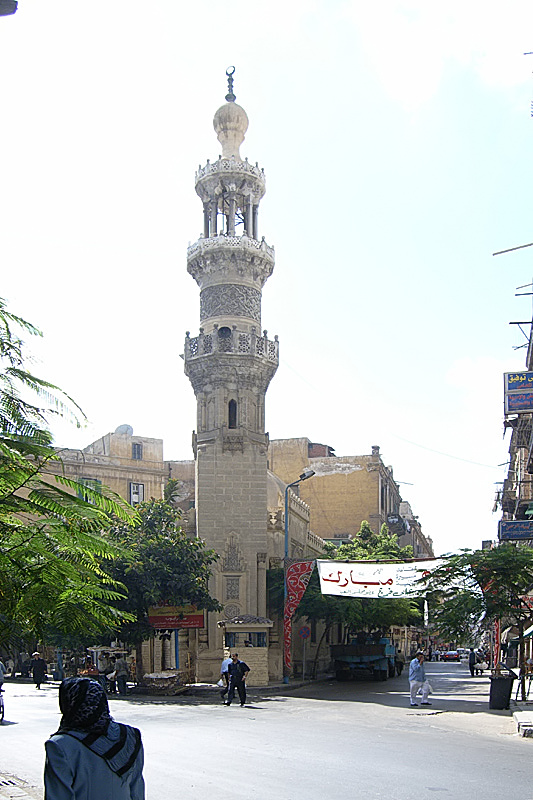
مسجد العطارين
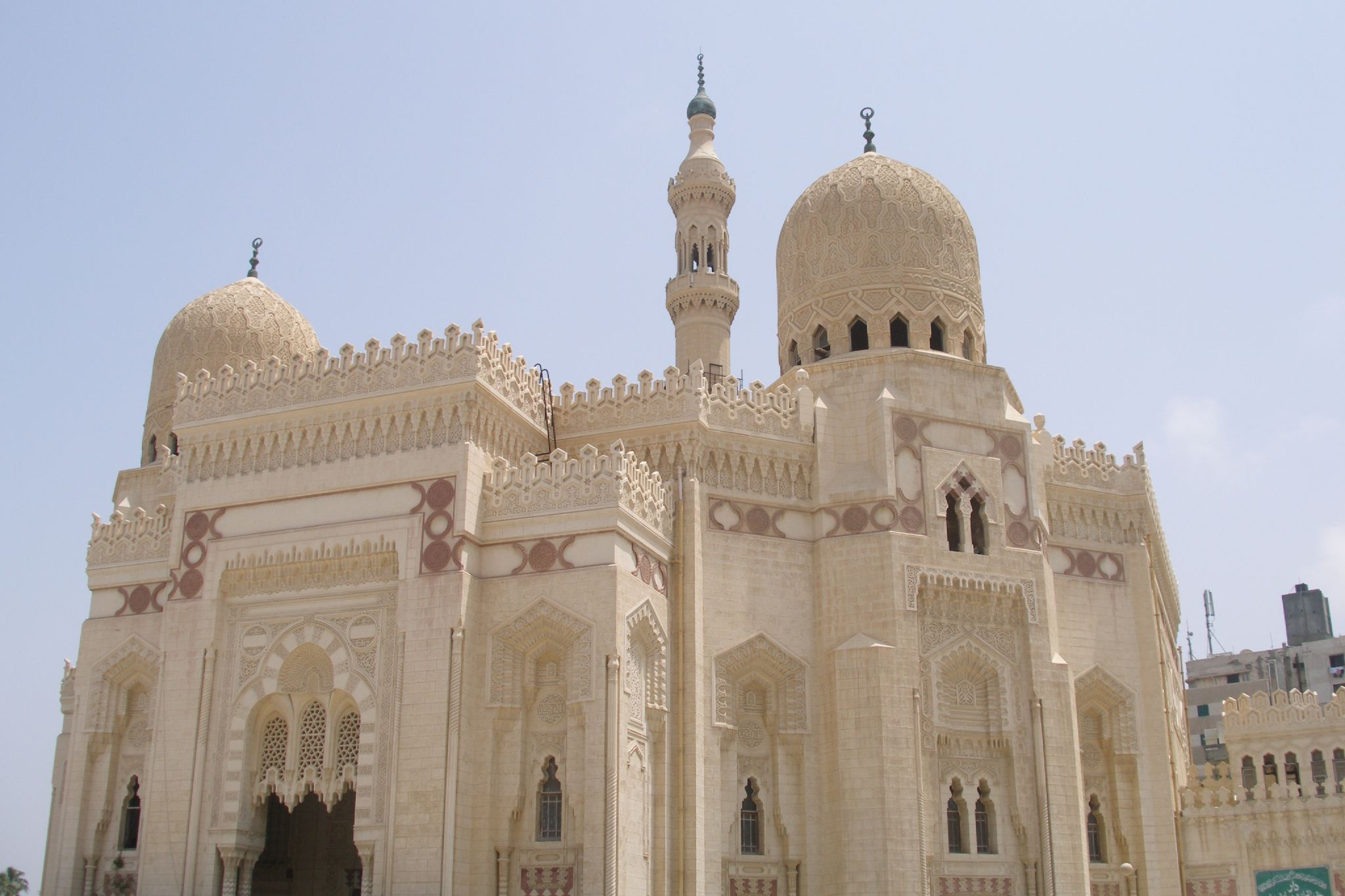
مسجد أبو العباس المرسي
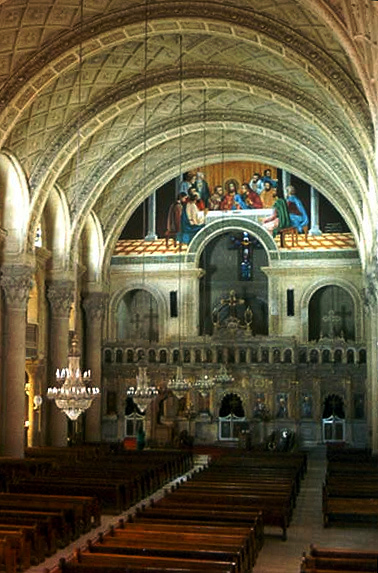
الكاتدرائية المرقسية
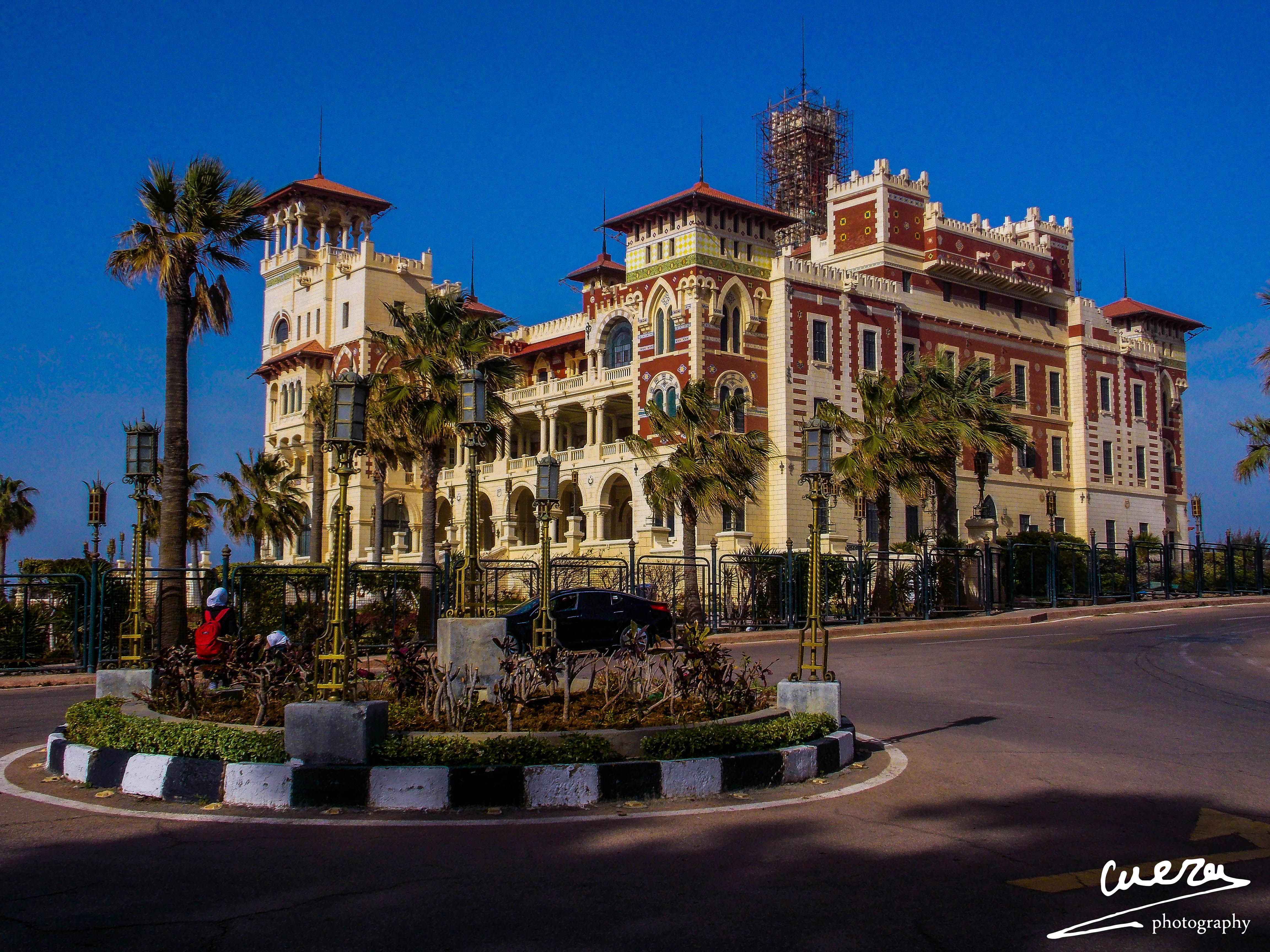
قصر الحرملك
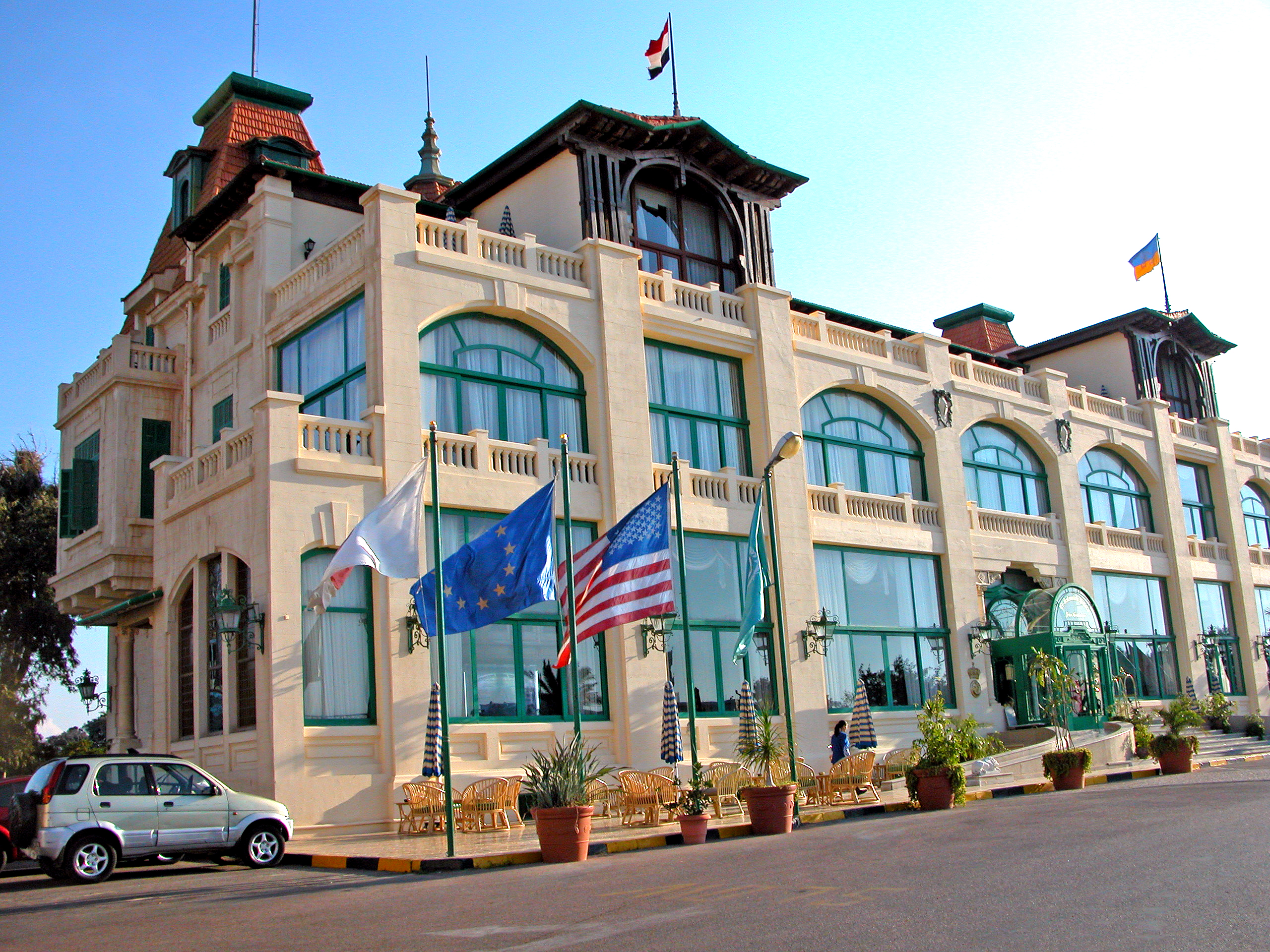
قصر السلاملك
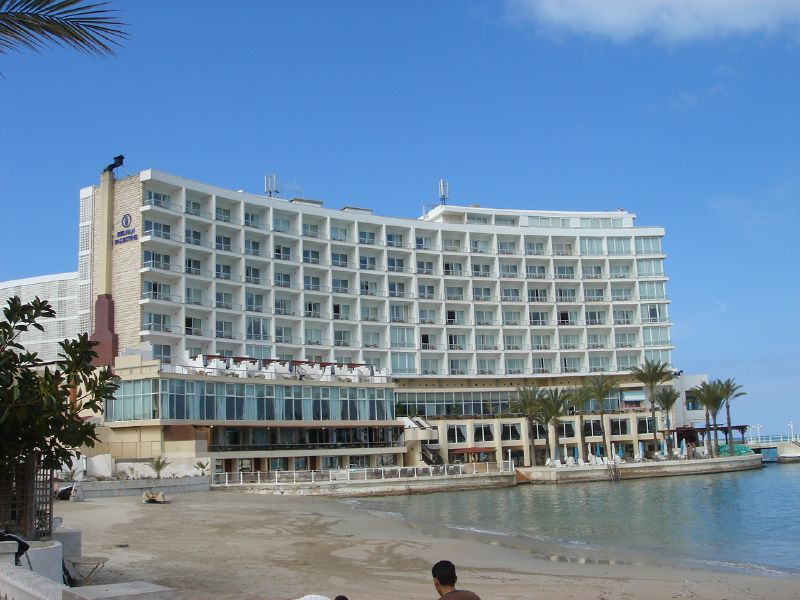
فندق فلسطين
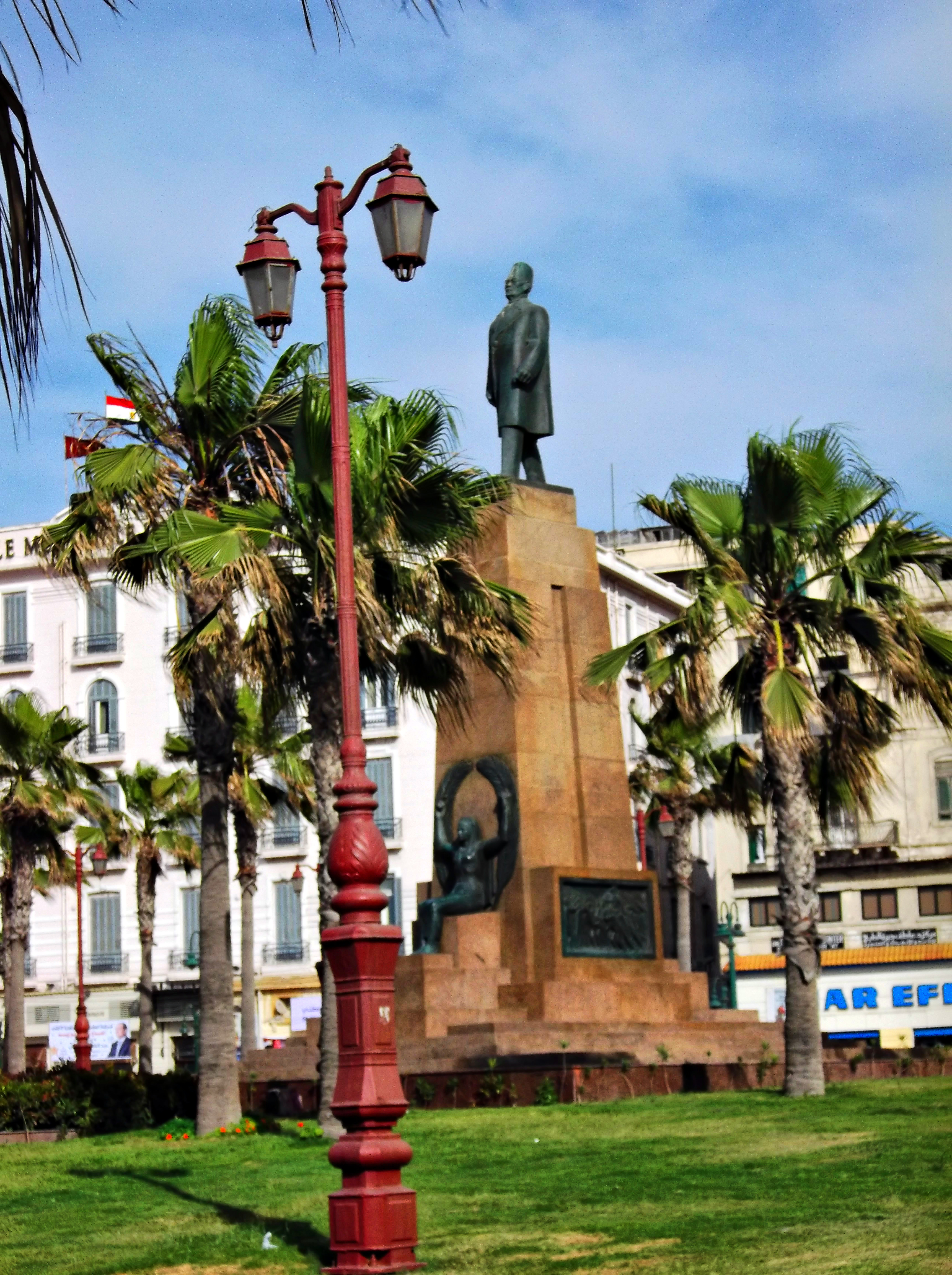
تمثال سعد زغلول بمحطة الرمل
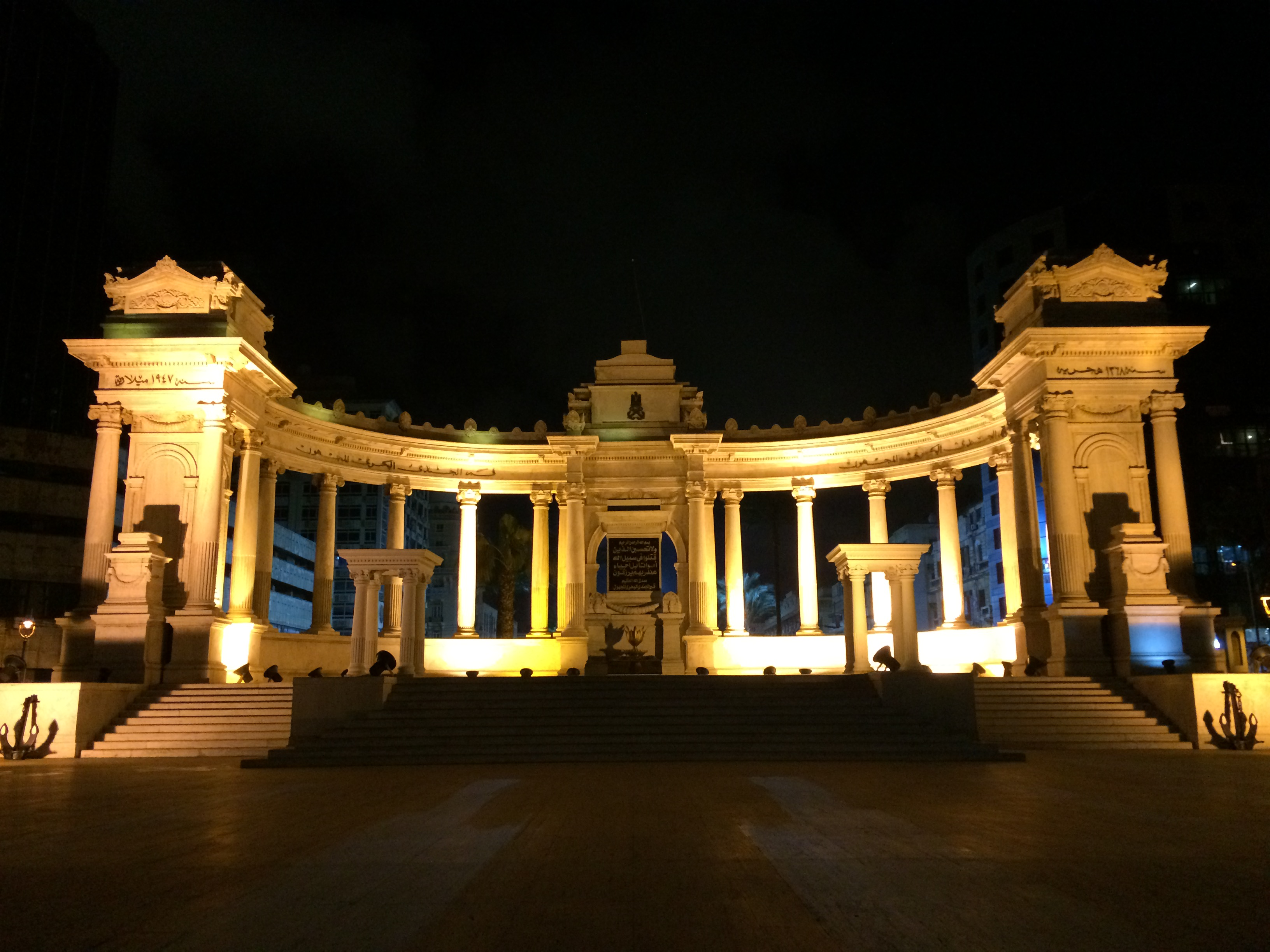
النصب التذكاري للجندي المجهول
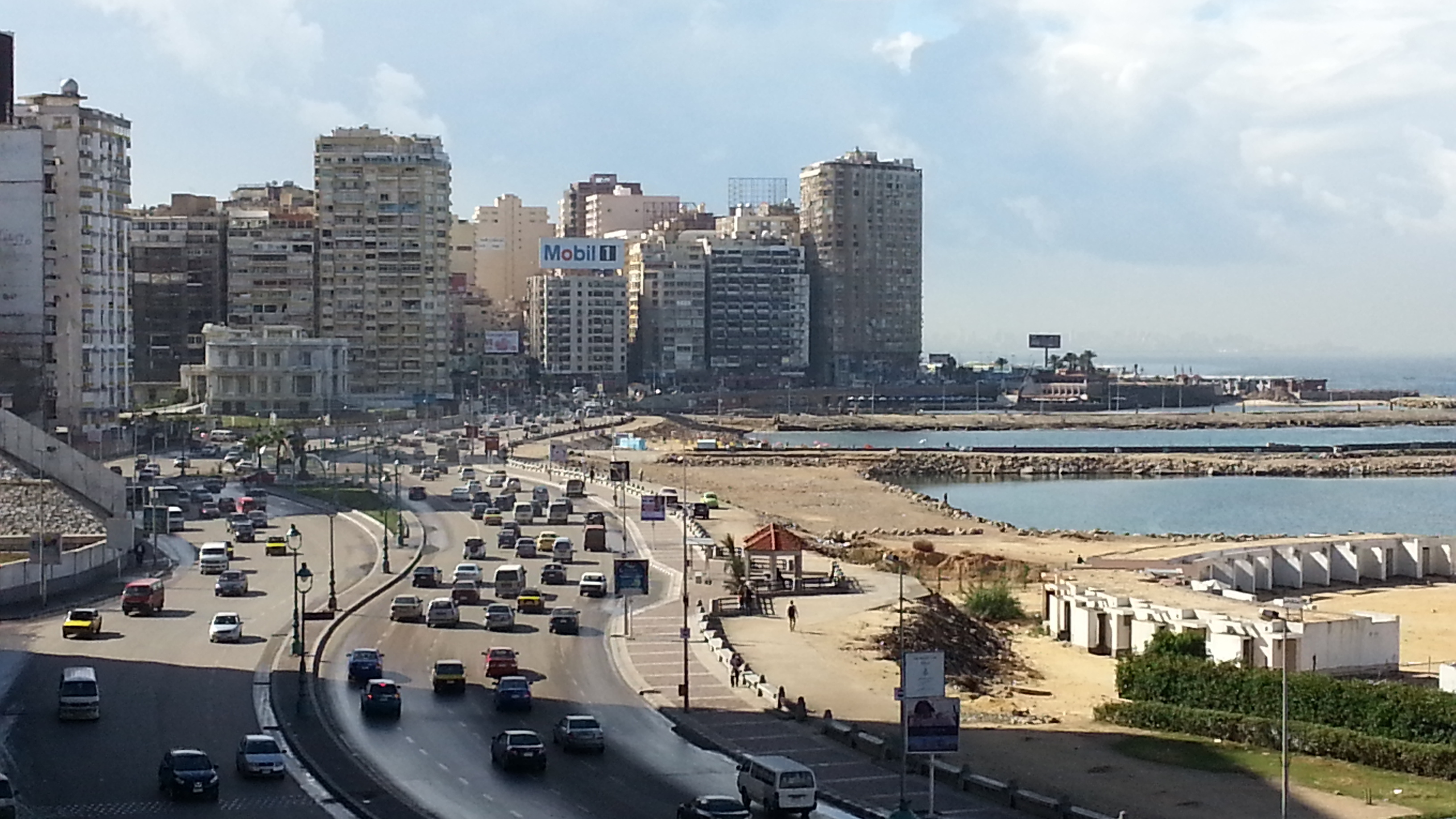
كورنيش الإسكندرية
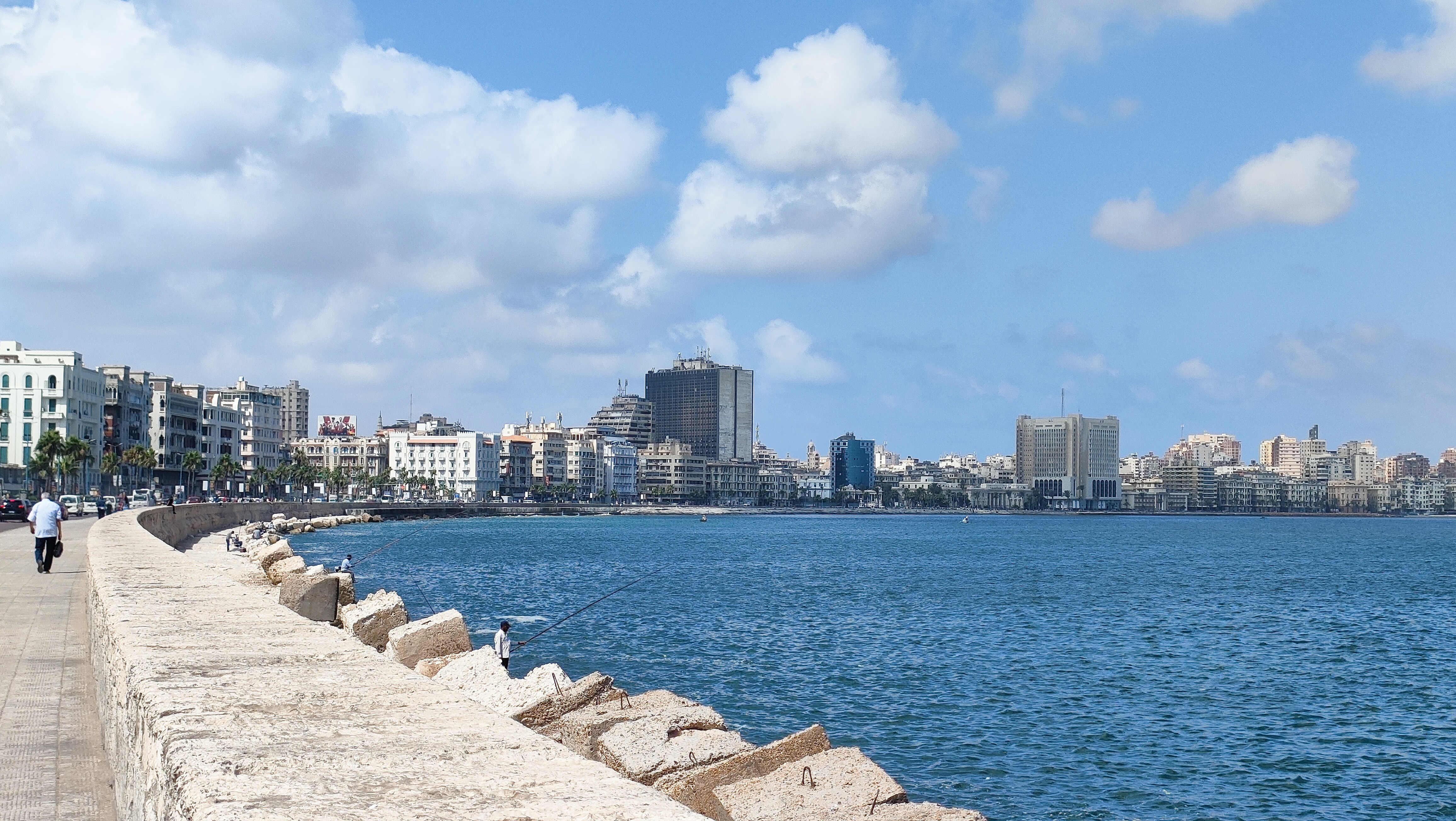
كورنيش الإسكندرية
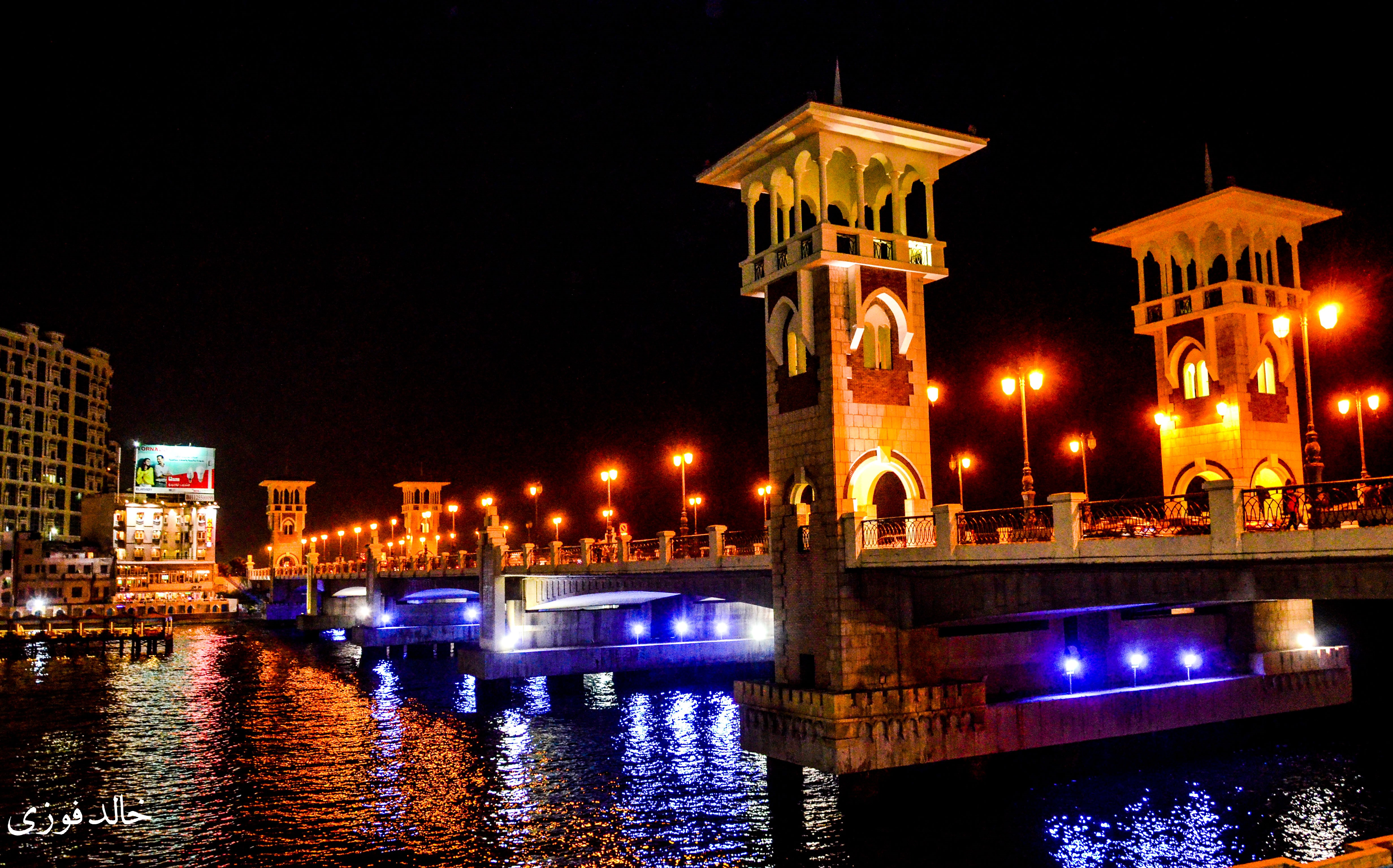
كوبري ستانلي
شاطئ ستانلي
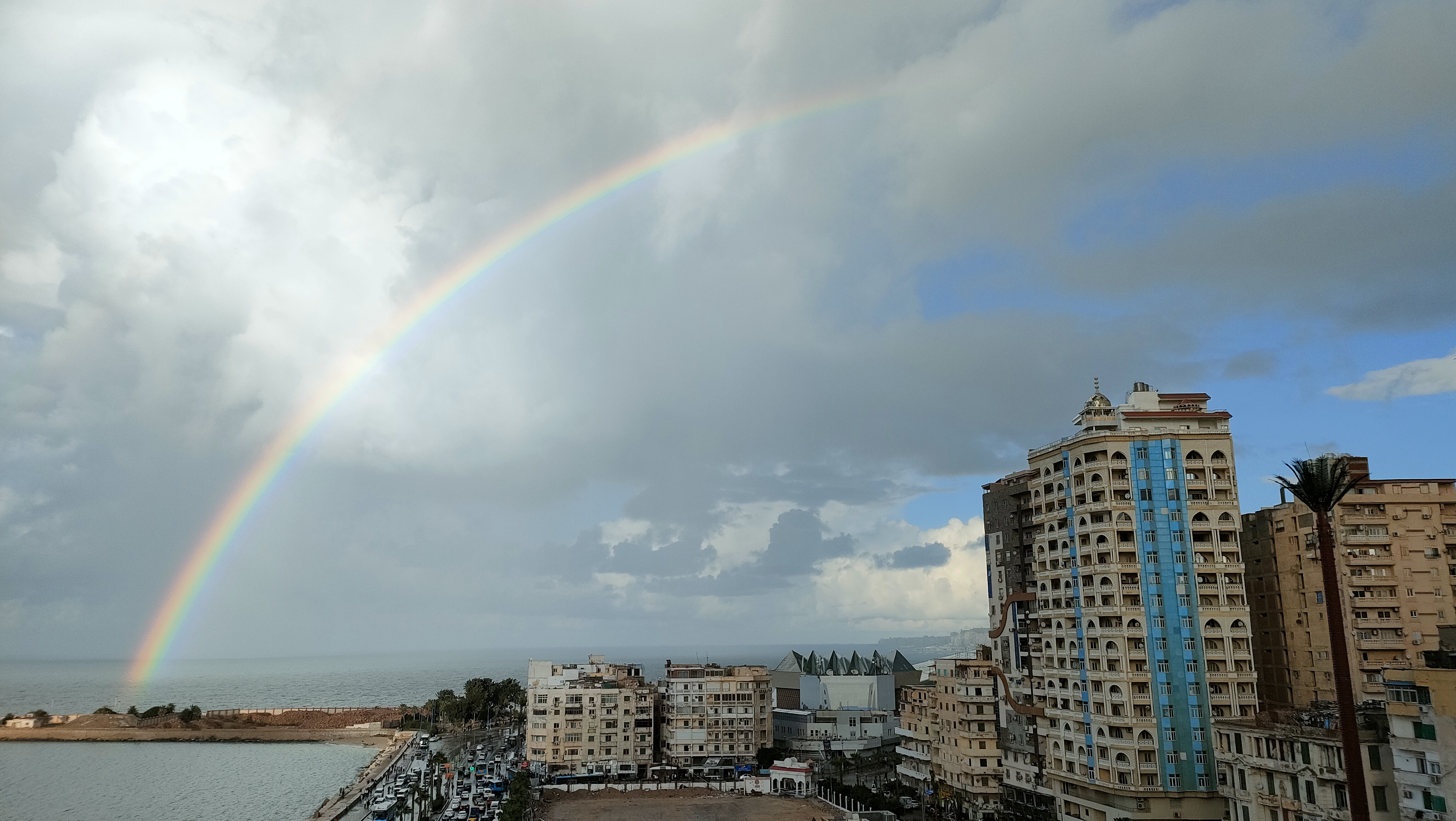
منطقة الشاطبي
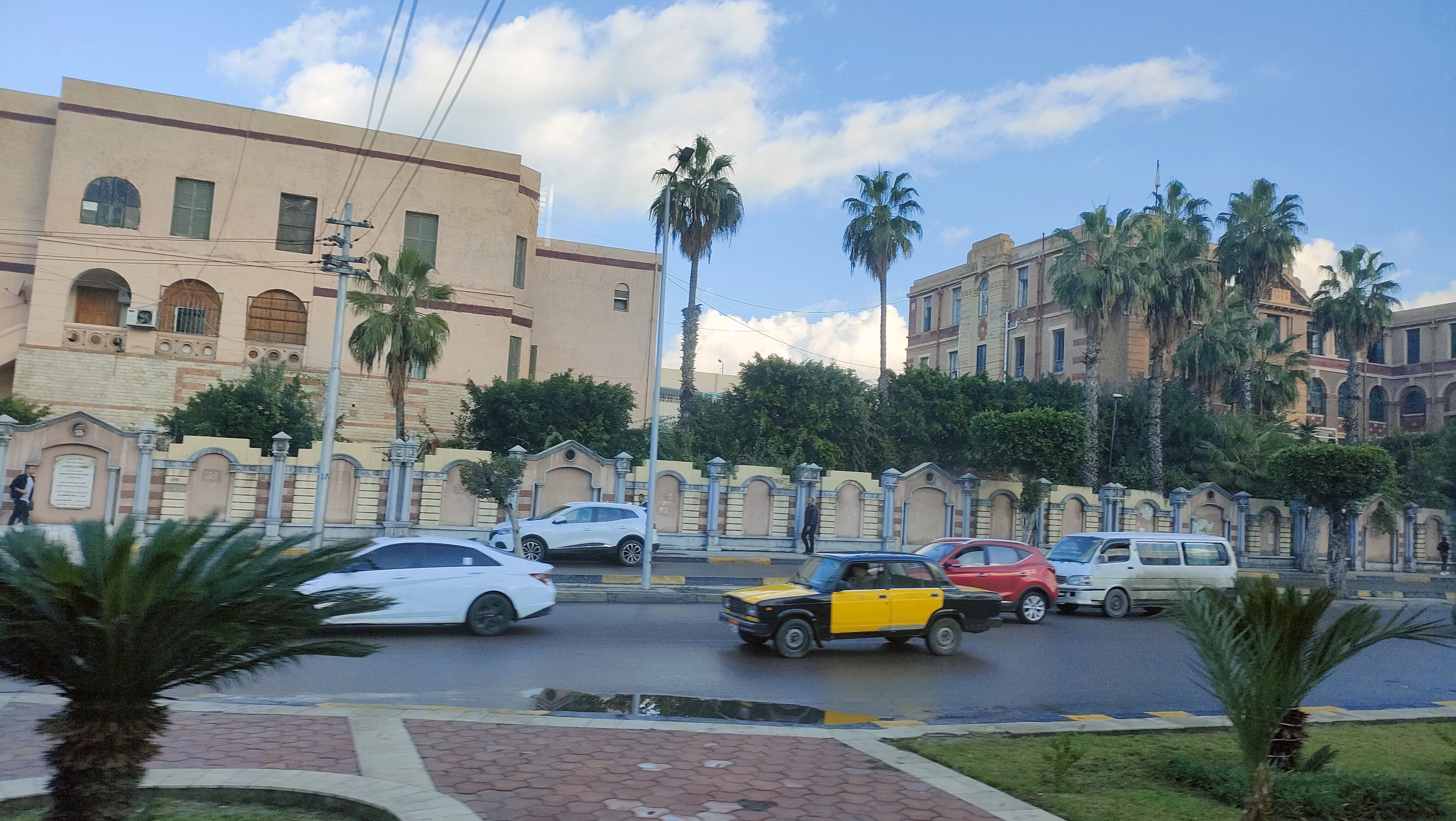
مدرسة النصر للبنين
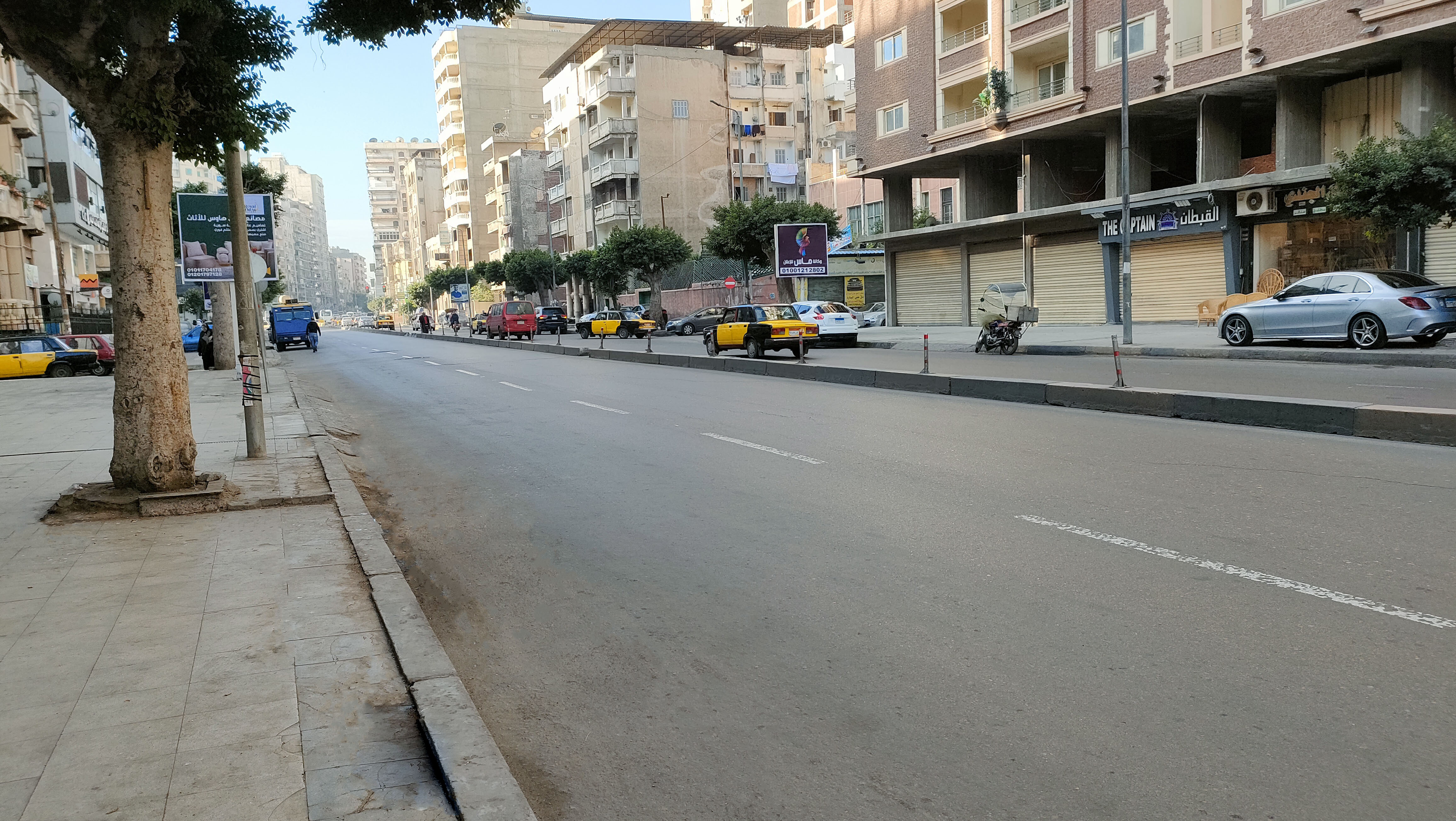
طريق الحرية
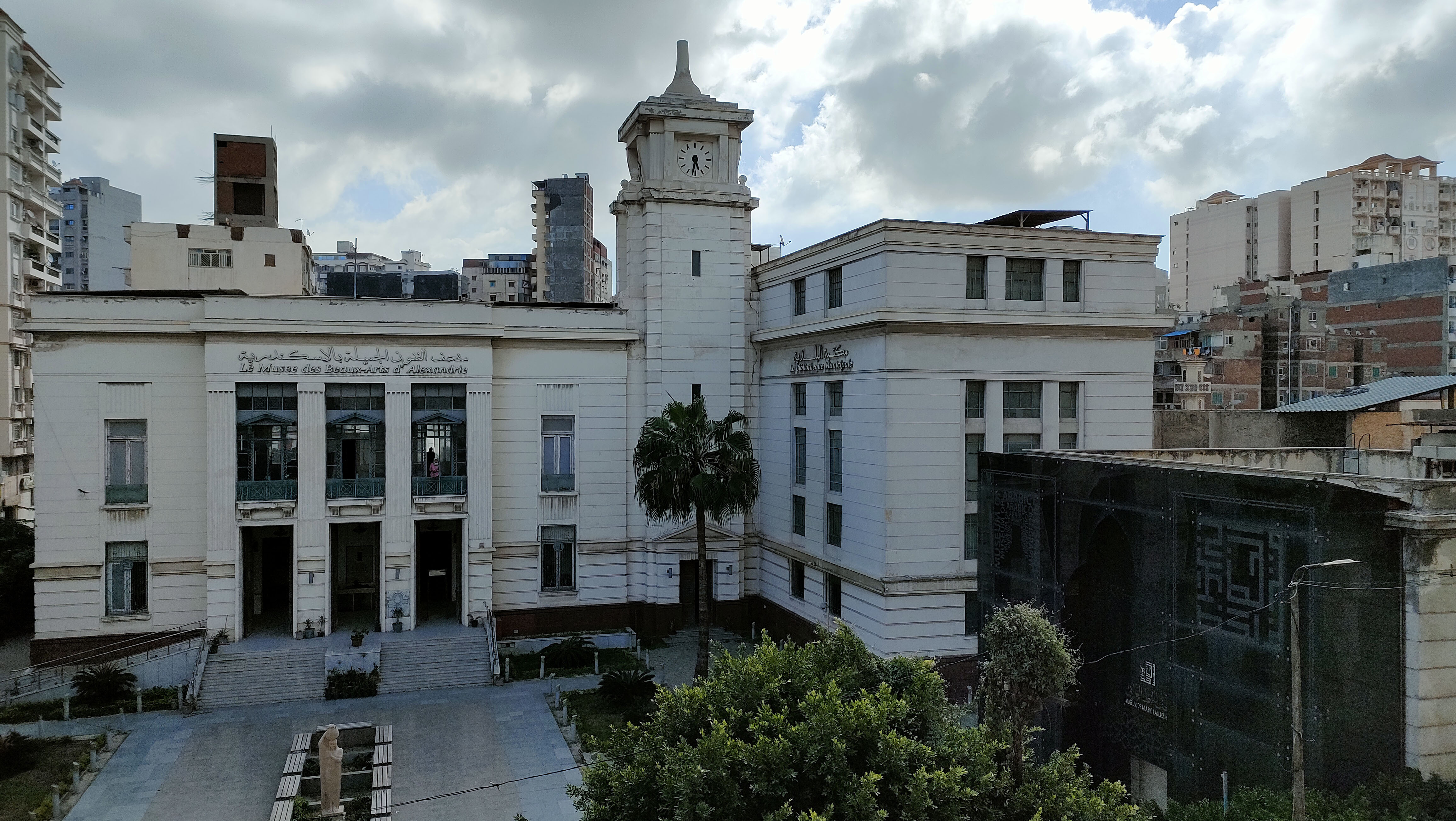
متحف الفنون الجميلة
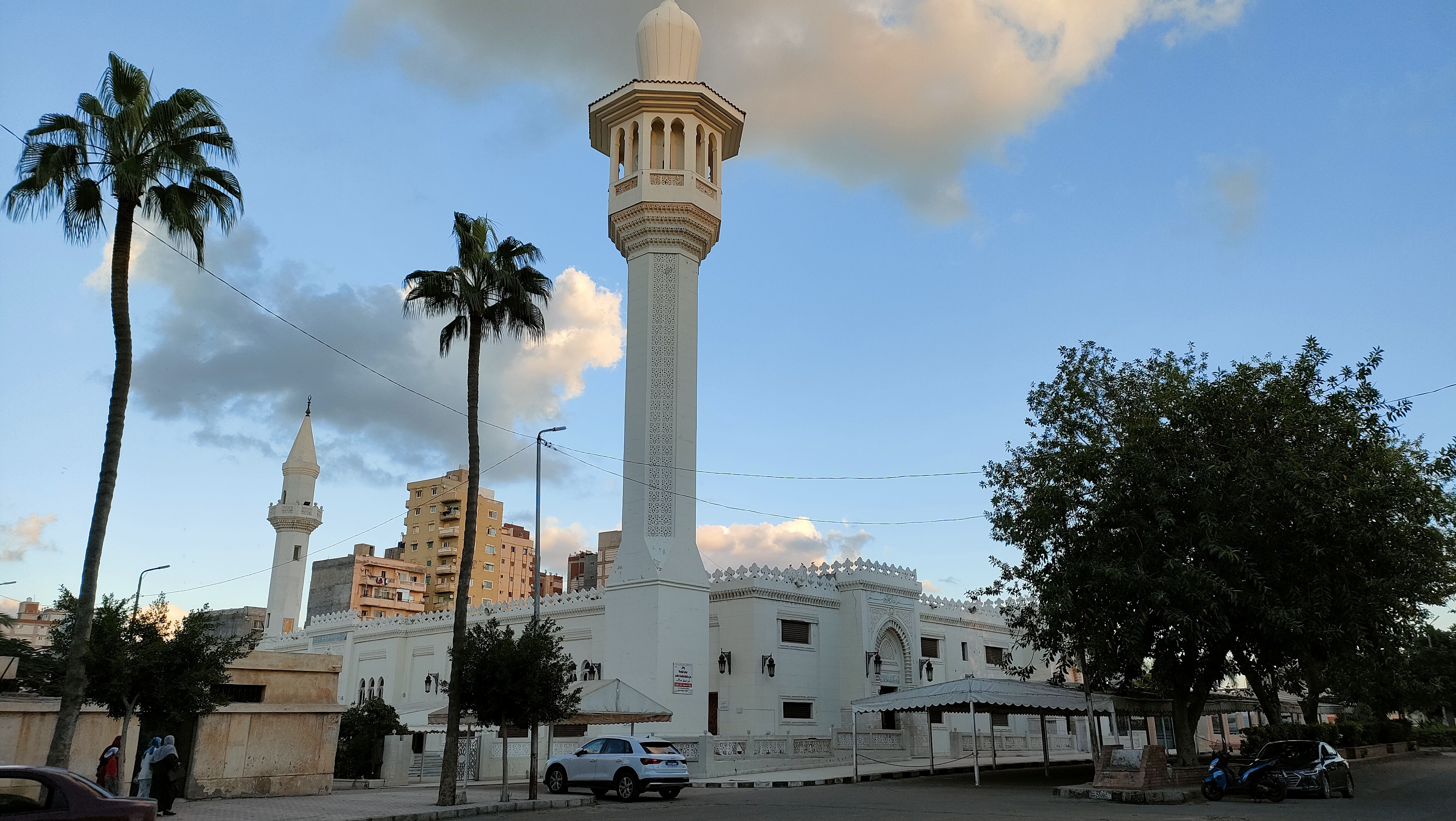
مسجد المواساة
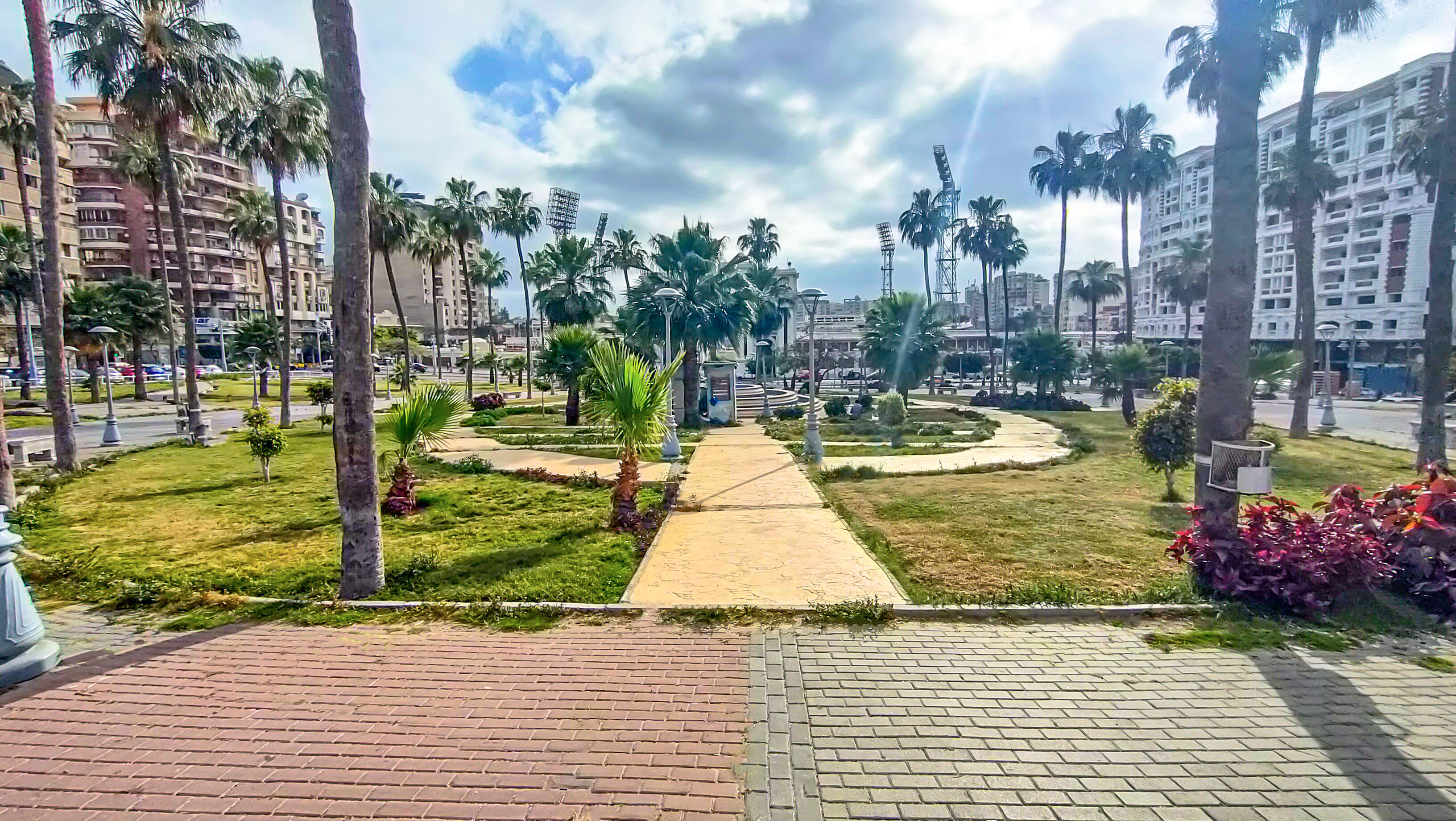
حديقة الإسعاف
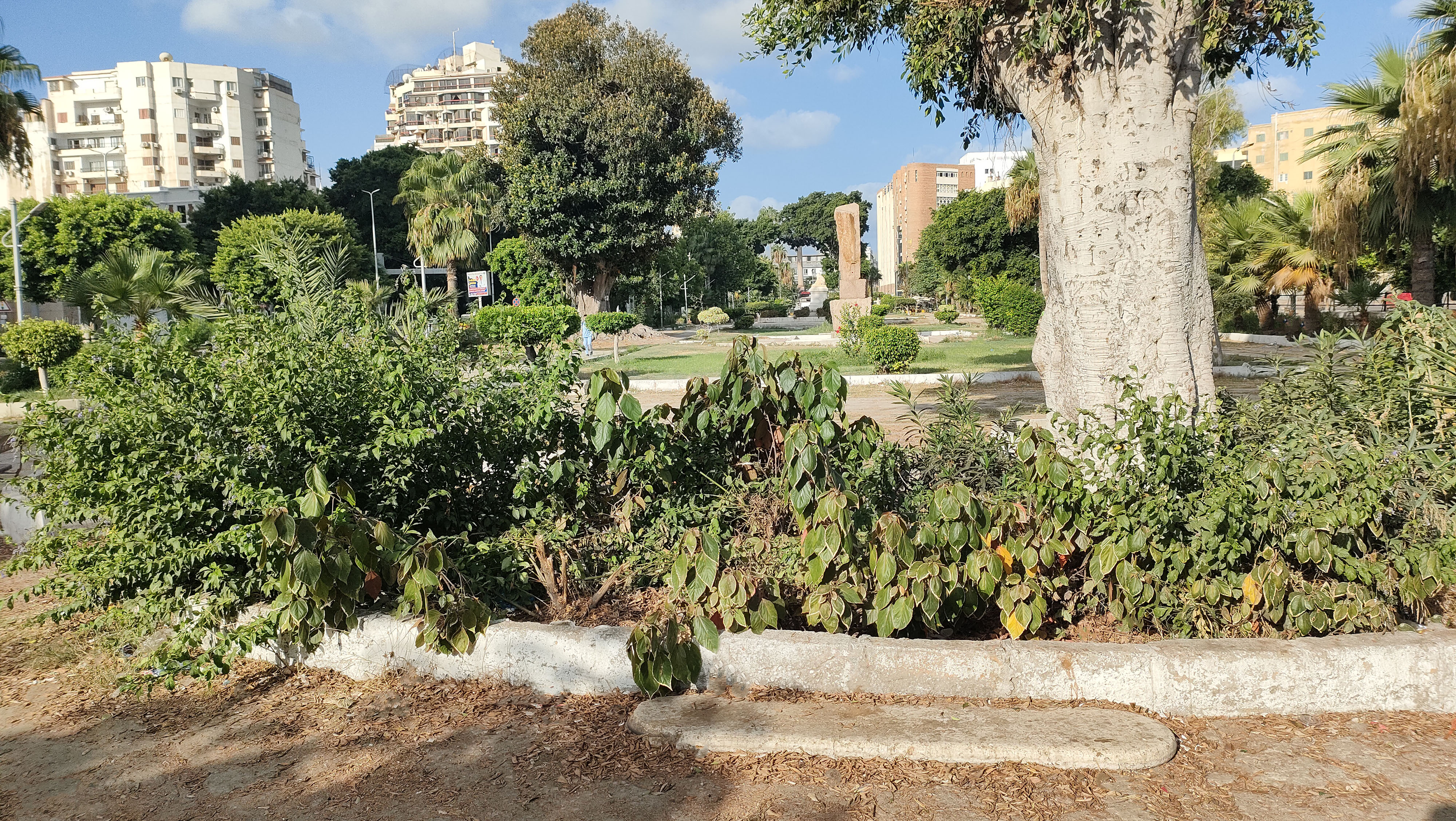
حديقة الشلالات

## وصلات خارجية
- الموقع الرسمي لمحافظة الإسكندرية
- الصفحة الرسمية للمحافظة على موقع فيس بوك